# IPhone
iPhone (výslovnost [ˈaifəun]) je smartphone společnosti Apple, který svou popularitou definoval celou kategorii chytrých mobilních telefonů. První model byl představen v roce 2007, jako revoluční zařízení ovládané jen za pomocí kapacitního dotykového displeje, které kombinovalo funkce telefonu, přehrávače hudby a internetového prohlížeče. Druhý model z roku 2008 umožnil vývojářům vytvářet pro operační systém iOS vlastní aplikace, včetně her, které lze koupit a stáhnout z obchodu App Store. Z iPhonu se postupně stalo multifunkční zařízení používané ke komunikaci, práci, zábavě, studiu, navigaci, platebním transakcím, ovládání domu či měření a uchování zdravotních dat.
Poslední model, iPhone 16e byl uveden v únoru 2025.

## Historie
Přípravu iPhone oficiálně oznámil Steve Jobs, předseda představenstva Apple Inc., na Macworld Conference & Expo 9. ledna 2007. Prodej koncovým uživatelům byl v USA zahájen 29. června 2007, kdy jej bylo možné provozovat pouze s jedním výhradním operátorem, firmou AT&T, která v době lednového představení mobilu nesla název Cingular (logo lze najít na nejstarších snímcích obrazovky iPhonu). První iPhone se v Evropě začal prodávat ještě v průběhu roku 2007, ale jen ve Spojeném království, Německu a Francii. V Asii se s prodejem začalo až v roce 2008.
iPhone byl uveden na trh promyšlenou reklamní kampaní, která z přístroje udělala hit už několik měsíců před zahájením jeho prodeje. První uživatelé kvůli němu stáli před obchody několikahodinové fronty. Podle zprávy Apple se v prvních 30 hodinách po zahájení prodalo 270 000 iPhonů, u AT&T bylo za stejnou dobu zaregistrováno 146 000 přístrojů.
6. března 2008 byla veřejnosti představena betaverze firmwaru 2.0, která vylepšila použitelnost v podnikové sféře (podpora Microsoft Exchange Serveru) a umožnila oficiálně vytvářet nativní aplikace pomocí SDK 9. června 2008 byla na Celosvětové konferenci vývojářů představena nová verze, iPhone 3G. Ta přinesla podporu UMTS sítí a GPS navigaci, výrazně se také zvýšila výdrž akumulátoru. Na této akci byla rovněž předvedena finální verze SDK a firmwaru 2.0. Seznam zemí, kde bylo možné iPhone koupit, se rozšířil na 70, mezi nimi se objevila i Česká republika. iPhone v ČR nabídli všichni 3 GSM operátoři O2, Vodafone a T-Mobile a stejně jako v dalších zemích tzn. „druhé vlny“, jej začali prodávat 22. srpna 2008. I v Česku se při zahájení prodeje mobilu před obchody tvořily fronty, ovšem výrazně kratší oproti uvedení v USA. Mediální pozornost vyvolal polský operátor Orange, který do front angažoval placené herce.
8. června 2009 byla na konferenci WWDC 2009 představena inovovaná verze iPhone, nejdříve s označením iPhone 3G S, následně však byla oznámena změna značení na iPhone 3GS. iPhone 3GS se od předchozího modelu lišil rychlejším procesorem, dvojnásobnou velikostí paměti, kvalitnějším grafickým procesorem s podporou OpenGL 2.0, kvalitnějším fotografickým čipem s možností natáčení videa a přítomností magnetometru (digitálního kompasu). Byla také změněna úprava povrchu displeje, aby lépe odolávala mastnotě a dala se lépe čistit.
Za první víkend se prodalo milion kusů iPhone 3GS, čímž byl překonán rekord z předchozího roku.

## Modely

iPhone (1. generace)

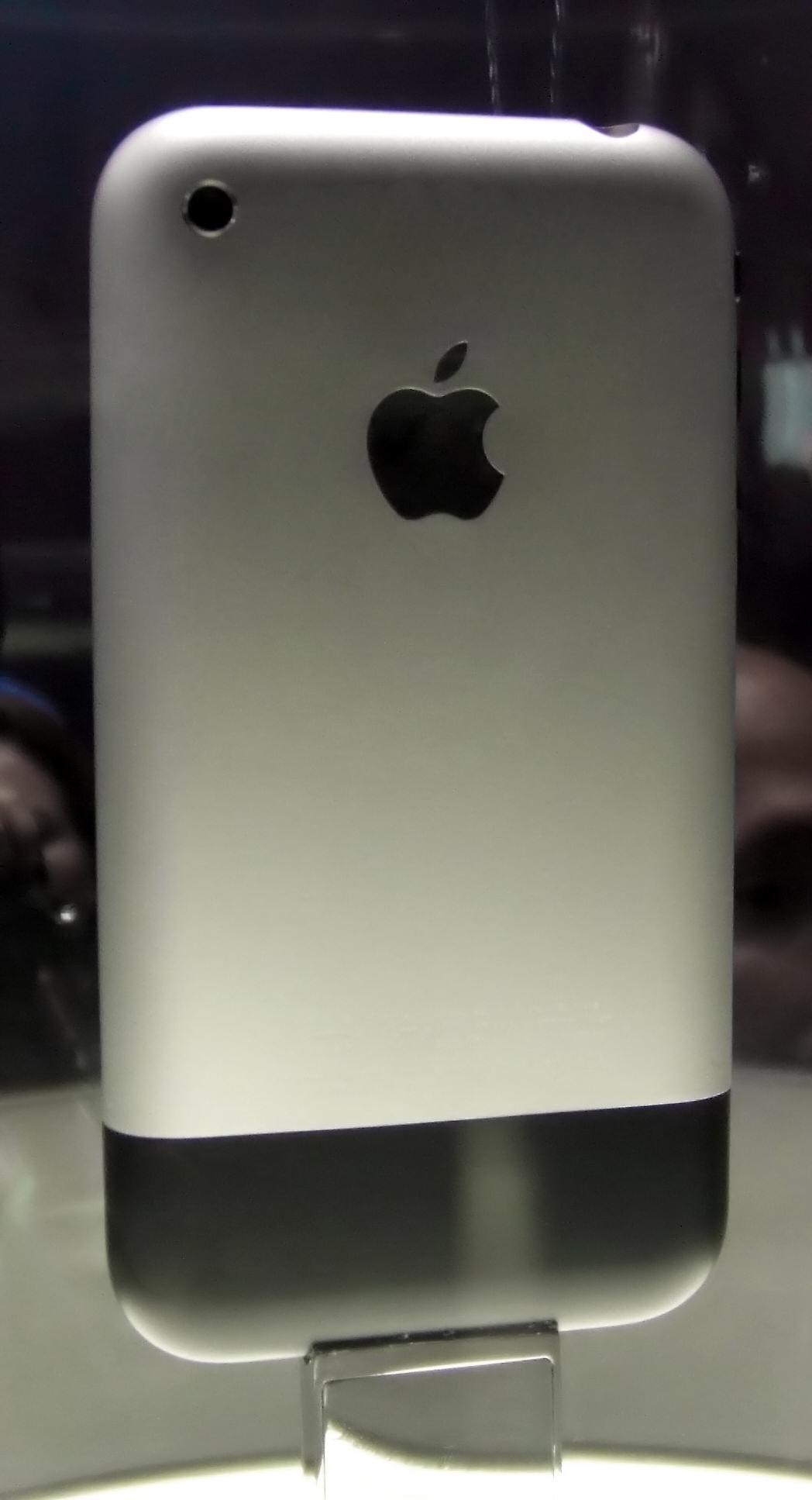
iPhone (1. generace), zadní část

→ Bližší info o jednotlivých modelech: iPhone (1. generace) (2007), iPhone 3G (2008), iPhone 3GS (2009), iPhone 4 (2010), iPhone 4S (2011), iPhone 5 (2012), iPhone 5C, iPhone 5S (2013), iPhone 6, iPhone 6 Plus (2014), iPhone 6s, iPhone 6s Plus (2015), iPhone SE, iPhone 7, iPhone 7 Plus (2016), iPhone 8, iPhone 8 Plus, iPhone X (2017), iPhone XR, iPhone XS, iPhone XS Max (2018), iPhone 11, iPhone 11 Pro, iPhone 11 Pro Max (2019), iPhone SE 2, iPhone 12, iPhone 12 Mini, iPhone 12 Pro, iPhone 12 Pro Max (2020), iPhone 13, iPhone 13 Mini, iPhone 13 Pro, iPhone 13 Pro Max (2021), iPhone SE 3, iPhone 14, iPhone 14 Plus, iPhone 14 Pro, iPhone 14 Pro Max (2022), iPhone 15, iPhone 15 Plus, iPhone 15 Pro, iPhone 15 Pro Max (2023), iPhone 16, iPhone 16 Plus, iPhone 16 Pro, iPhone 16 Pro Max (2024).

### Obvyklé značení modelů
| Značka | Označuje          | Poznámka                                                                |
| ------ | ----------------- | ----------------------------------------------------------------------- |
| 3G     | 3G sítě           | značí podporu sítí třetí generace (3G)                                  |
| S      | „Speed“           | jedná se o vylepšený předchozí model, důraz na rychlost                 |
| C      | „Color“           | značí důraz na barvy                                                    |
| SE     | „Special Edition“ | značí speciální menší 4'' verzi                                         |
| R      | „Rally“           | jedná se o speciální levnější iPhone, důraz na rychlost                 |
| X      | 10                | použito u jubilejního modelu při příležitosti desátých narozenin iPhone |
| Plus   | 5,5'' model       | používáno jako odlišení od menšího 4,7'' modelu                         |
| Max    | 6,5" model        | používáno jako odlišení od menšího 5,8" modelu                          |
| Pro    | Profesionální     | používáno jako odlišení od levnějšího základního modelu                 |

### iPhone první generace (2G)
Původní, první iPhone se v době uvedení jmenoval pouze iPhone a zpětně jej i samotný Apple nazývá různými jmény – najdeme zde iPhone 2G, původní iPhone či posledním označením iPhone Original na tiskové konferenci v červnu 2010.
Hardwarové specifikace přístroje byly v roce 2007 velice nadprůměrné, konkrétně se jednalo o procesor Samsung S5L8900 (412 MHz ARM 1176 procesor, grafický koprocesor PowerVR MBX 3D) a operační paměť o velikosti 128 MiB (eDRAM). Pro uživatele bylo připravené dodatečně nerozšiřitelné, integrované, flashové úložiště o velikosti 4, 8 či 16 GiB. Samotnou výrobu přístroje prováděla, podobně jako u dalších výrobků společnosti Apple, firma Foxconn. iPhone 2G byl dodáván s předinstalovaným operačním systémem iPhone OS 1.0. Nejvyšší verze, kterou je možné na tento iPhone nahrát, je iPhone OS 3.1.3, z roku 2009.
Nenativní aplikace byly původně v iPhonu řešeny za pomocí webových stránek. Později se nalezly způsoby, jak obejít zabezpečení iPhone a do mobilu vlastní aplikace nahrát přes tzv. jailbreak [ˈdžeilˌbreik]. Mobil bylo v počátcích možné koupit pouze u výhradního amerického operátora AT&T a noví zákazníci se v prvních dnech setkávali s problémovou aktivací, protože servery AT&T nebyly na takový nápor prodejů připravené.

### iPhone 3G

iPhone 3G

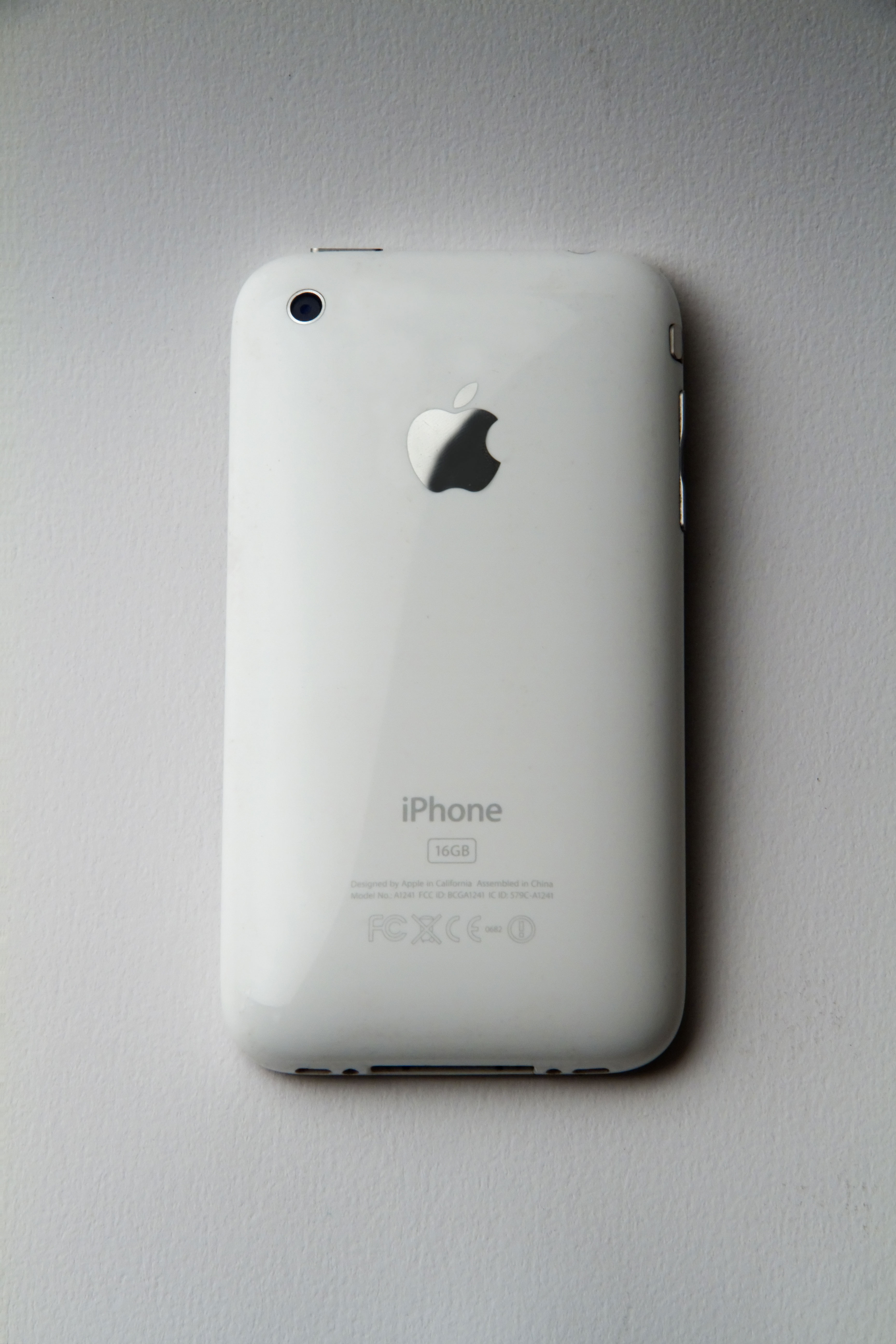
iPhone 3G, zadní část

iPhone 3G, v pořadí 2. smartphone od firmy Apple Inc., představen 9. června 2008 na Celosvětové konferenci vývojářů (WWDC 2008) v Moscone Center v San Franciscu, byl ve skutečnosti pro rozmach Applu nejklíčovější iPhone. Mobilní telefon přišel s GPS, 3G mobilními daty a co je nejdůležitější, měl nově App Store.
Stejně jako předchozí generace, má procesor Samsung S5L8900, který tvoří ARM 1176 kompatibilní procesor taktovaný na 412 MHz a grafický koprocesor PowerVR MBX 3D a operační paměť eDRAM o velikosti 128 MiB. Pro uživatele bylo připravené integrované flashové úložiště o velikosti 8 či 16 GB. Na rozdíl od předchozího modelu, byl dostupný ve dvou barevných provedeních, v černé a bílé. Pro kryt zadní strany přístroje nebyl z důvodů 3G konektivity použit hliník, ale plast.
Applem navržený přístroj vyráběla společnost Foxconn. iPhone 3G byl dodáván s předinstalovaným operačním systémem iPhone OS 2.0. Nejvyšší verze, kterou je možné na tento iPhone nahrát, je iPhone OS 4.2.1 z roku 2010.

#### App Store, aplikace v kapse
Od této chvíle nemuseli vývojáři vytvářet pomalé a mnohdy nefungující web aplikace, nebo nacházet různé pochybné způsoby, jak obejít zabezpečení iPhone a do mobilu vlastní aplikaci nahrát. Nyní je bylo možné publikovat a prodávat přes Apple App Store. Když se obchod s aplikacemi pro iOS otevíral, bylo na něm celkově 500 aplikací a jeho samotný vznik byl klíčovým momentem, kdy se iPhone začal stávat něčím více, než Jobsem původně v lednu 2007 představeným zařízením kombinujícím tři hlavní funkce – mobilního telefonu, přehrávače hudby a internetového prohlížeče. Od teď se z něj začalo stávat multifunkční zařízení, kombinující například internetový komunikátor, přehrávač videí, zařízení na kterém se dalo nakupovat či pracovní nástroj.

### iPhone 3GS
iPhone 3GS vypadá jako jeho předchůdce. Veškeré inovace proběhly uvnitř přístroje. V zařízení byl použit procesor Samsung S5PC100 ARMv7 Cortex-A8 833 MHz podtaktovaný na 600 MHz a grafický koprocesor PowerVR MBX Lite 3D. Operační paměť typu eDRAM byla oproti předchozímu modelu zdvojnásobena na 256 MiB. Jako první iPhone dokáže nativně, bez nutnosti dohrávat aplikaci třetích stran, natáčet video, avšak pouze v rozlišení VGA s 30 fps. V mobilním telefonu se nově nachází Spotlight, čili vyhledávání napříč systémem a telefon je možné ovládat pomocí hlasových pokynů, což lze pokládat za jakéhosi předchůdce Siri.
Pro uživatele bylo připravené integrované flashové úložiště o velikosti 8, 16 a 32 GiB. Stejně jako jeho předchůdce, byl i tento model dostupný jak v černé, tak v bílé barvě. Jako u ostatních výrobků designovaných společností Apple, výrobu samotnou prováděla firma Foxconn. Mobil byl dodáván s předinstalovaným operačním systémem iPhone OS 3.0. Nejvyšší verze, kterou je možné na tento iPhone nahrát, je iOS 6.1.6, z roku 2014.

### iPhone 4

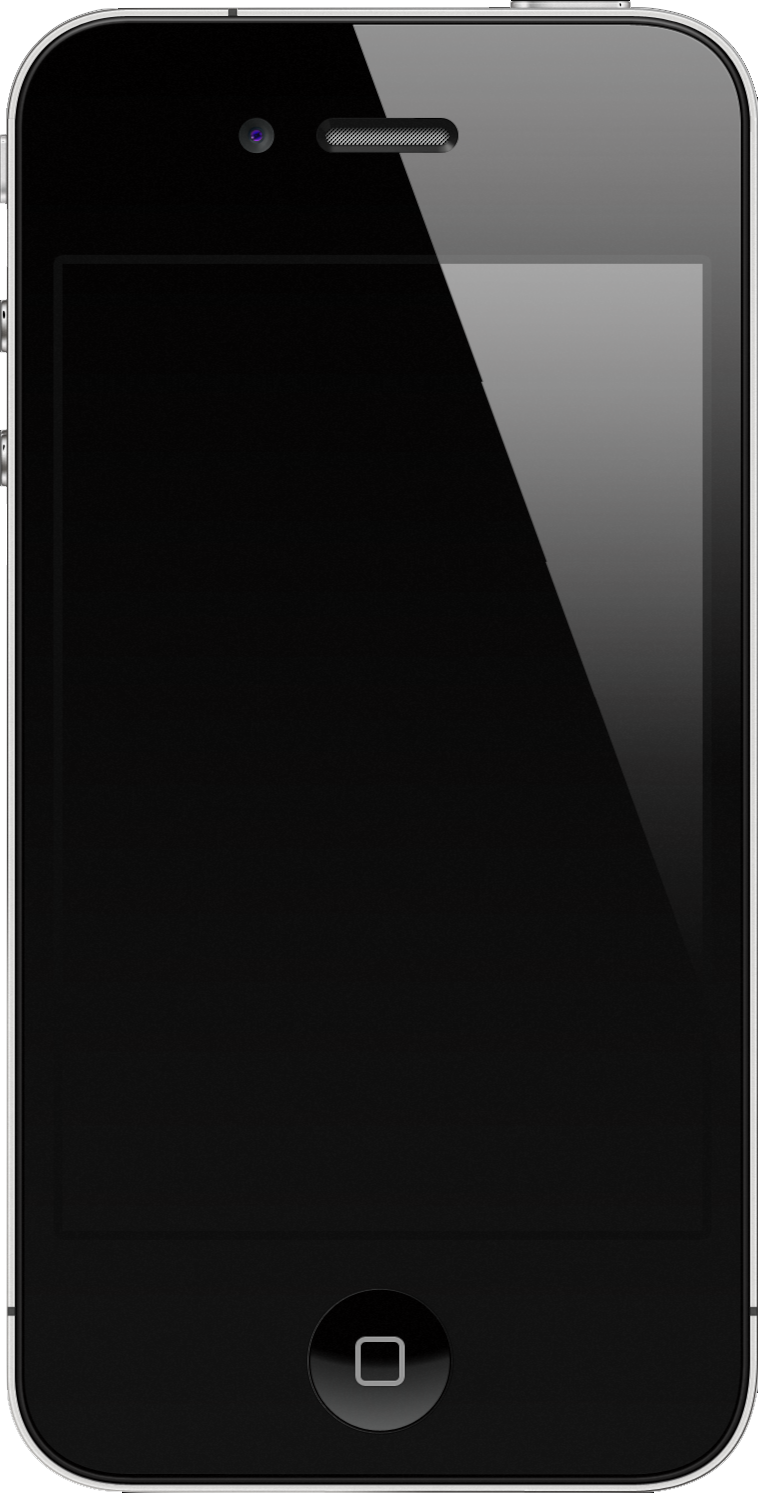
iPhone 4

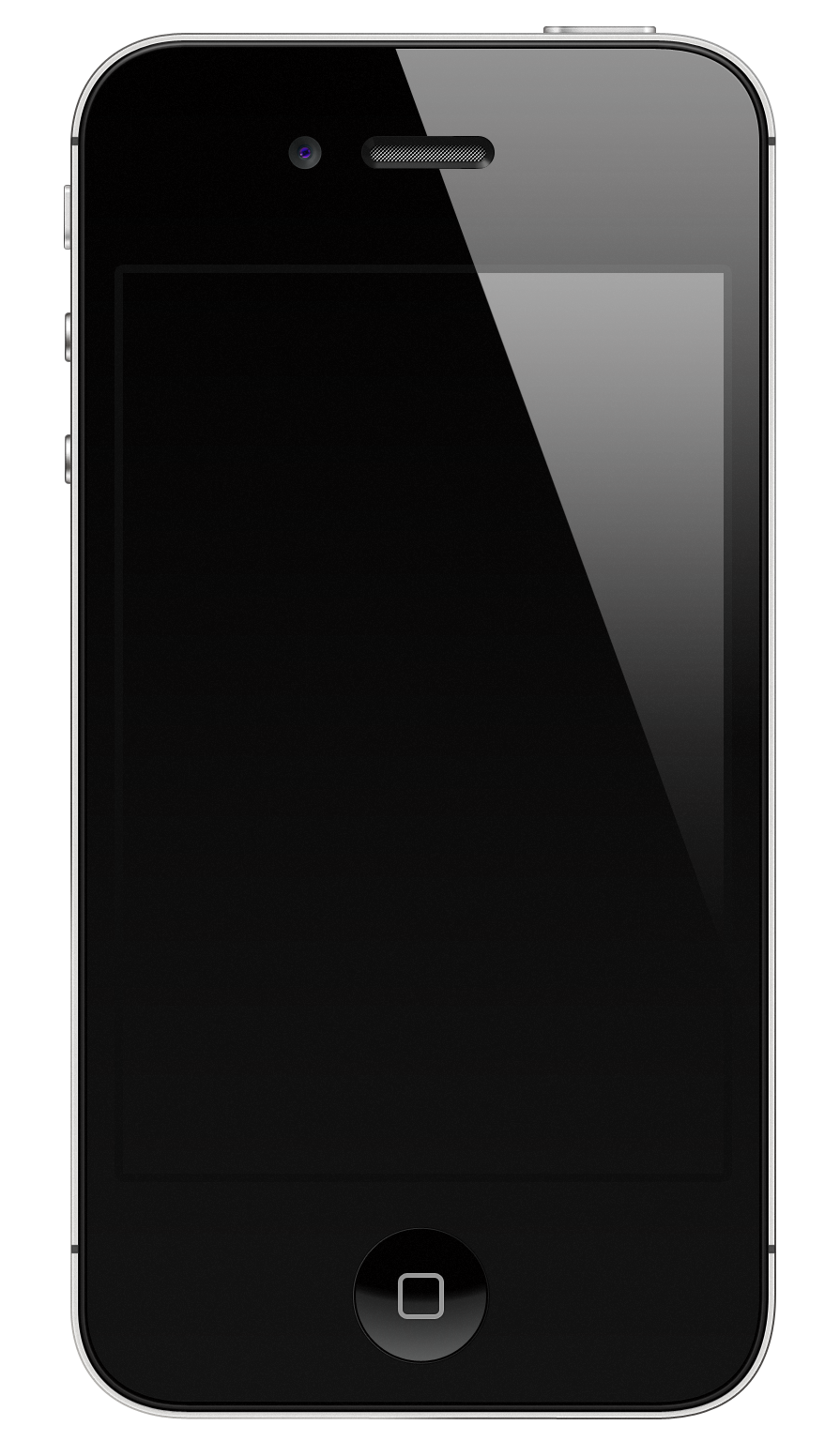
iPhone 4S

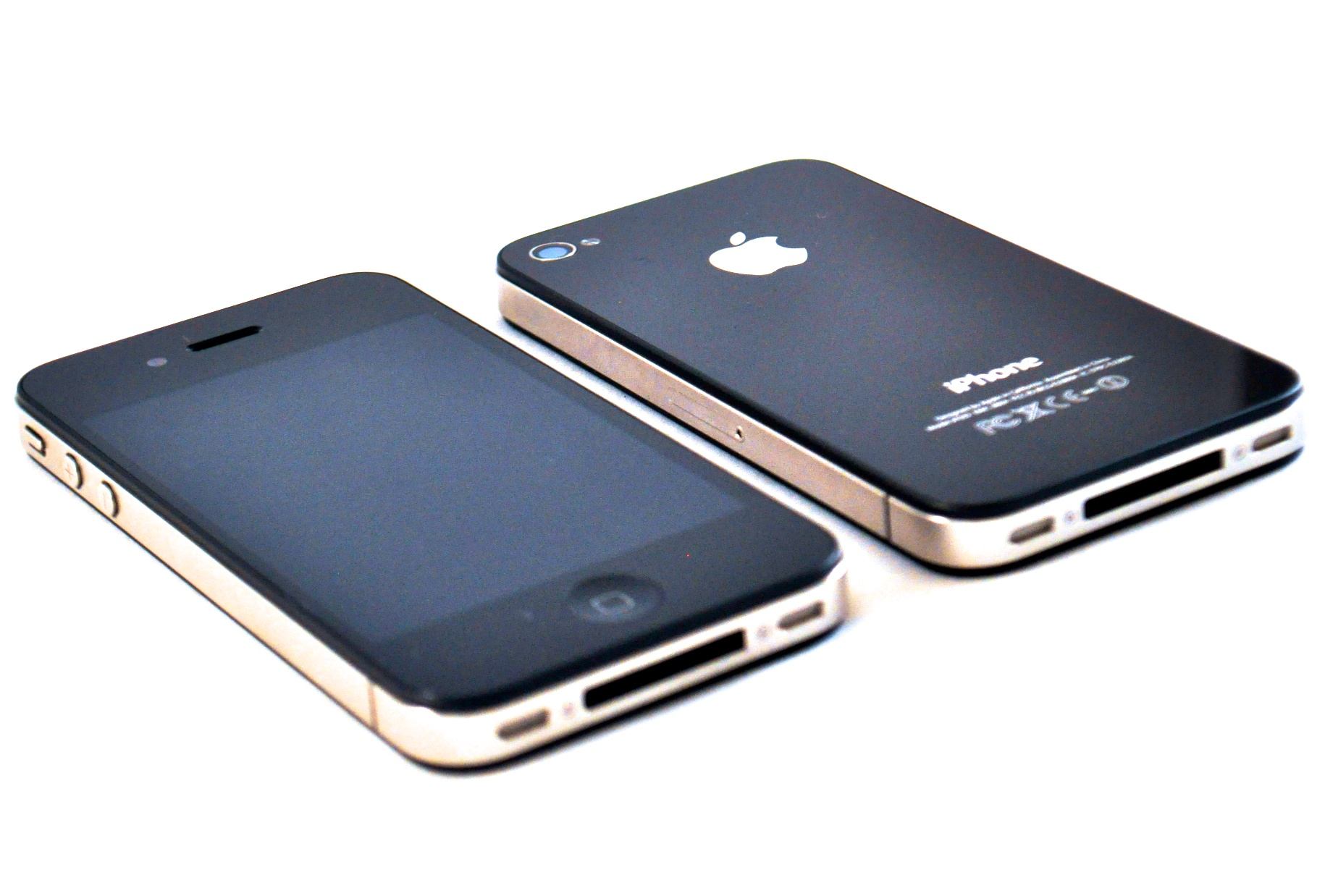
Pohled na kovový ráfek iPhonu 4

Vzhledem se iPhone 4 představený 24. června 2010 výrazně liší od svých předchůdců. Oblá záda, typická pro původní iPhone a modely 3G/3GS, byla nahrazena ostře řezaným šasi, které sestává z přední a zadní skleněné strany, jenž po obvodu celého přístroje spojuje ocelový pruh. V době vydání byla k dispozici jen černá barva, teprve 28. srpna 2011 Steve Jobs představil i bílou verzi.

#### Apple navrhuje procesory
iPhone 4 je prvním, ve kterém se objevil první procesor navrhovaný přímo Applem, označovaný jako Apple A4. Jedná se o 1Ghz procesor typu ARMv7 vyráběný 45 nm technologií a pro reálný provoz podtaktovaný na 789 MHz. GPU tvoří PowerVR SGX 535. RAM byla oproti modelu 3GS zdvojnásobena na 512 MiB. Lepší procesor umožnil operačnímu systému iOS 4 i omezenou práci s více aplikacemi, jednoduchý multitasking.

#### Éra jemnějších displejů
Vlastní procesor dokázal mimo jiné přinést i podporu jemnějších displejů, Applem označovaných jako Retina ([ˈretinə]), o dvojnásobné hustotě pixelů předchozích modelů, tedy 330 ppi. Rozlišení se tak z původních 480 × 320 px zvýšilo na 960 × 640 px při stejné velikosti a úhlopříčce displeje. Apple se spolu s displejem věnoval větším možnostem práce s fotoaparátem. Uvedl nově přední kamerku, v rozlišení 1,2 Mpx, a představil svou představu o video-telefonii, FaceTime ([ˈfeɪstaɪm]). Vylepšen byl i zadní fotoaparát, jehož rozlišení se ze 3 Mpx zvýšilo na 5 Mpx a na zádech mobilu se nově objevila přisvětlovací dioda.

#### Aféra „Antennagate“, konstrukční vada špatného signálu
14. července 2010 vlivný magazín Consumer Reports, který v USA testuje různé spotřební zboží a zjišťuje případné vady, čímž pomáhá kupujícím v rozhodování, uvedl, že Apple iPhone 4 má problém s příjmem signálu. Ten je způsoben konstrukcí a nikoliv softwarem. Testy v Consumer Reports potvrdily, že pokud umístíte ruku (či stačí prst) na levý spodní roh na předěl mezi částmi kovové obruby, síla signálu poklesne natolik, že to může být důvodem i k ukončení hovoru. Dva dny na to Apple svolal konferenci, ve které označil aféru za nafouknutou a zmínil, že si doposud stěžovalo 0,5 % zákazníků. Zároveň přešel do protiútoku a ukázal videa konkurenčních značek, které se potýkají s podobnými problémy. Také na konferenci oznámil, že každý zákazník má možnost pomocí speciálního programu získat speciální plastové pouzdro, které problémům zamezí.

### iPhone 4S
4. října 2011, čili den před smrtí Steve Jobse, byl představen iPhone 4S, přestože písmeno „S“ v názvu označuje Speed [spiːd], řada fanoušků Applu tento model zve „iPhone 4 (For) Steve“, kde paradoxně Jobsova smrt vyšroubovala prodeje iPhonu do závratných výšin a z mobilu za pár hodin udělala produkt roku.
Vzhledem je totožný, jako jeho předchůdce iPhone 4, ze kterého plně konstrukčně vychází. Jedinou viditelnou změnou, je jiné rozložení antény (černé pruhy na bocích mobilu), které řeší problém předchozího modelu se špatným příjmem signálu. Největší změny se udály uvnitř. Applem vyvíjený procesor druhé generace, Apple A5, založený na technologii ARMv7, uvedl éru vícejádrových procesorů v iPhonech. Kromě dvoujádrového CPU obsahoval i dvoujádrový GPU (PowerVR SGX 543MP2), to vše za pomocí technologie 45 nm. RAM zůstala stejná jako v případě předchozího modelu, a tedy 512 MiB. Mobilní telefon se prodával ve velikostech 8, 16, 32 a 64 GiB. Nicméně kapacita 8 GiB byla vyráběna až po zahájení prodeje pátého modelu, přičemž vyšší kapacity již nebyly nabízeny. Mobil byl stažen z prodeje po uvedení nového iPhone 6 a iPhone 6 Plus. Velký důraz byl kladen na kvalitu fotografií, fotoaparát byl přepracován a dostal 8Mpx snímač a clonu ƒ/2,4. S mobilem bylo možno nahrávat videa o rozlišení 1080p při 30 fps. Další novinkou byla nově možnost ukládat svá data a zálohovat mobil za pomocí služby iCloud. iPhone 4S byl dodáván s předinstalovaným operačním systémem iOS 5.0. Poslední verzi, kterou zařízení podporuje, je iOS 9.3.6. Ta byla vydána necelé 3 roky po verzi 9.3.5. jako oprava problému s GPS

#### Siri
Model 4S se stal prvním iPhonem, který byl vybaven hlasovou asistentkou Siri, inteligentní osobní asistentkou, která je součástí Apple iOS od verze 5, pomocí které je možno zjednodušit či automatizovat řadu činností spojenou s mobilním telefonem, kupříkladu psaní zpráv, nastavování připomínek či budíků či vyhledávání informací na internetu. Název Siri je odvozen od akronymické zkratky pro rozpoznávání řeči. Bohužel v současné době s ní není možno hovořit v českém jazyce.

### iPhone 5

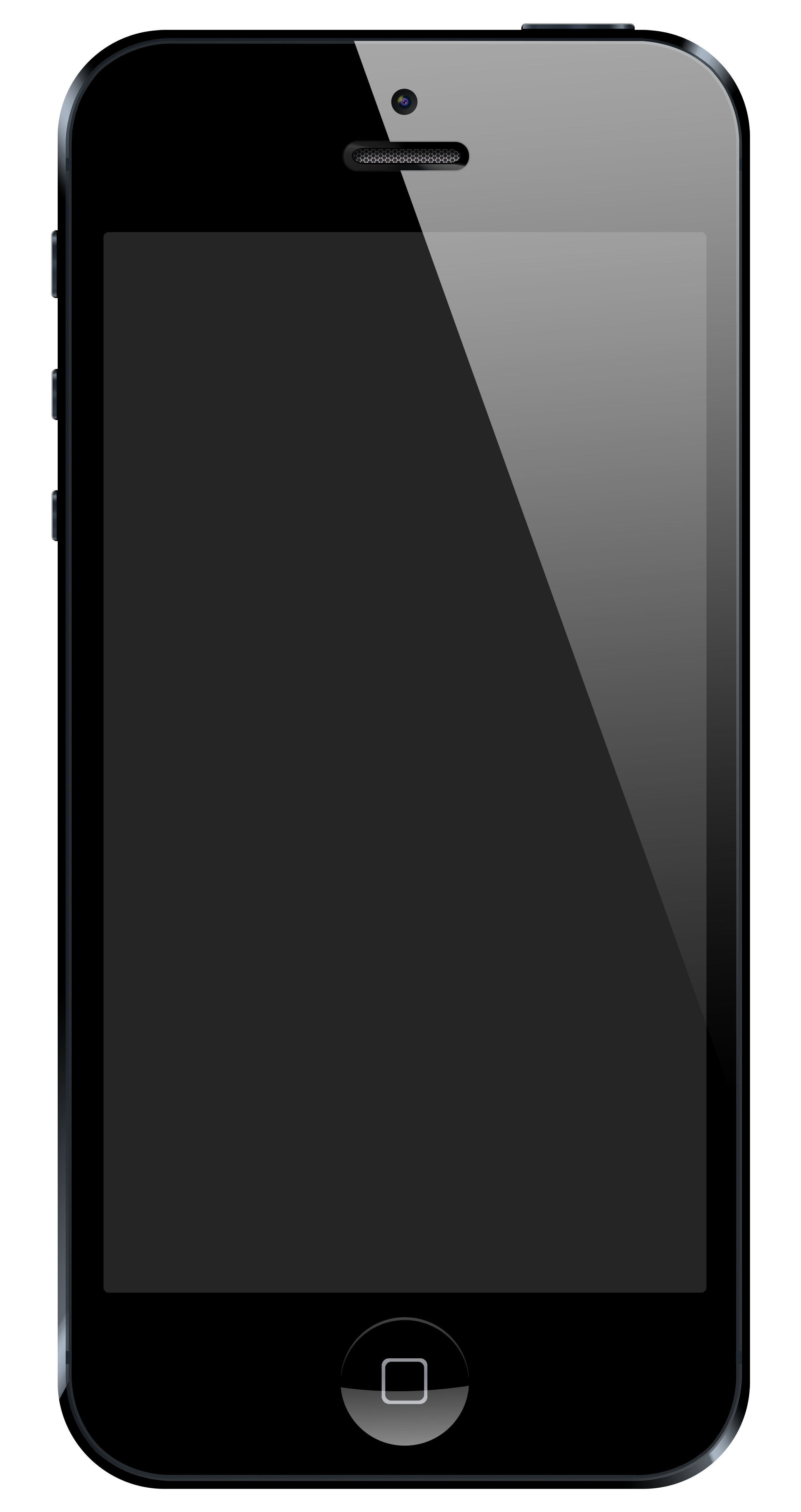
iPhone 5

#### Trend prodlužování displejů
iPhone 5 je první iPhone, který přinesl zvětšení displeje. Všechny předchozí verze, i přes rozdílnou jemnost displeje, měly pouze 3,5" displej, kdežto iPhone 5 má displej 4palcový v rozlišení 1136 × 640 px. S nárůstem displeje rostly i rozměry přístroje do výšky – z původních 115,2 mm na 123,8 mm (rozdíl 8,6 mm). Šířka zůstala identická, změnila se ale tloušťka, a tak mobil z původních 9,3 mm zhubnul na 7,6 mm (rozdíl necelých 20 %).
Dvoujádrový procesor v zařízení, Apple A6 ARMv7, byl nově taktovaný na 1,02 GHz v rámci obvyklého taktu a 1,3 GHz v rámci automatického přetaktování. Narostla i velikost RAM, oproti modelu 4S se zdvojnásobila a to na 1 GiB. Mobil se prodával s velikostmi 16, 32, a 64 GiB úložného prostoru a jako každý typický iPhone neměl slot pro paměťové karty. Byl tradičně k dispozici ve dvou barevných provedeních, černé a bílé. Mobil podporoval standard LTE, ale jen 2100, 1800 a 850 MHz.
iPhone 5 byl dodáván s předinstalovaným operačním systémem iOS 6.0. Poslední verzí, kterou mobil podporuje, je verze iOS 10.3.4. Ta byla vydána 2 roky po verzi 10.3.3. společně s verzí 9.3.6 pro iPhone 4S. Stejně jako u 9.3.6. se jedná o opravu problému s GPS

### iPhone 5S
Model iPhone 5S byl představen, společně s iPhonem 5C, 10. září 2013 jako nástupce pátého modelu a v pořadí se jedná o 7. generaci iPhonu.
Konstrukčně se výrazně neliší vůči předchozí generaci a v případě klasické černé (resp. šedé) a bílé barvy, je zepředu k rozeznání jen pomocí Touch ID ([tač aiˈdi:]), které bylo u modelu 5S použito poprvé v historii. Nicméně existuje ještě barevná varianta ve zlatém provedení, která sloužila k nejvýraznějšímu vyhranění se vůči předchozímu modelu. Zezadu bylo možno identické přístroje iPhone 5 a iPhone 5S rozeznat pouze pomocí blesku – novinka obsahovala dvoudiodový blesk, Applem zvaný True Tone, který díky své rozdílnosti barevného spektra (jedna dioda je bílá, druhá laděna do žluté) zajišťoval nejen vyšší osvit blesku, ale i přirozenější barvy.
Uvnitř přístroje tiká procesor Apple A7, který nově obsahoval pohybový koprocesor Apple M7. Ten umožňoval přesnější snímání dat z pohybových senzorů, akcelerometru, gyroskopu a kompasu, nejen v době potřeby konkrétní aplikace, ale po celou dobu zapnutí iPhone. To umožnilo přesnější navigaci v mapách, stejně jako možnost neustále snímat polohu přístroje a z té následně počítat například počet každodenně uražených kroků nositele přístroje. V době vydání přístroje akorát k tomu nebyla v systému předinstalovaná aplikace (dnes ukládané v aplikaci Zdraví, která se objevila až v systému iOS 8) a bylo nutno použít aplikace třetích stran.
RAM měla stejnou velikost jako v případě modelů 5 a 5C, tedy 1 GiB. Uživatelsky nerozšiřitelnou paměť (slot pro paměťové karty není k dispozici) bylo možné zakoupit ve velikostech 16, 32 a 64 GiB.

#### Touch ID, trend odemykání pomocí otisků prstů
Prvními mobilními telefony, které umožňovaly odemykání pomocí čtečky otisků prstů, byly přístroje Toshiba G500 and G900, uvedené na trh v roce 2007. Prvním smartphonem pak Motorola ATRIX 4G uvedená v roce 2011, kde byl otisk prstů řešen netradičně na zadní vrchní hraně přístroje. iPhone 5S byl prvním přístrojem, který měl čtečku na přední straně, zabudovanou v rámci typického tlačítka „Domů“ a krytou obtížně poškrábatelným safírem (tvrdost 9). Spolu s uvedením iPhone vznikl na trhu trend, kdy otisky prstů museli mít i ostatní výrobci. Tento přístup byl však často kritizován, protože hash otisku prstu není tak jedinečný jako náhodný řetězec znaků (pravděpodobnost záměny u otisku prstů je 1:50 000) a vzhledem k tomu, že otisky prstů v běžném životě snadno zanecháváme ve svém okolí, snadno odcizitelný. V dubnu 2014 se povedlo vědcům z New York University Tandon School of Engineering vytvořit „Master Fingerprint“, kterým bylo možno překonat ochranu jakéhokoli zařízení na trhu s 26–65 % pravděpodobností.

### iPhone 5C

#### Nejbarevnější iPhone
Nejvýraznější změna barev a vzhledu v modelové řadě přišla s příchodem iPhone 5C, který netradičně oproti preferenci Applu v dražších a kvalitnějších materiálech, jako je hliník či tvrzené sklo, použil pro výrobu polykarbonát. Mobil byl na rozdíl od obvyklých dvou barev iPhonů (černé a bílé) nabízen v pěti variantách – žluté, růžové, zelené, modré nebo bílé.
V rámci hardware se toho mnoho nezměnilo, iPhone 5C vychází z výbavy jeho předchůdce, o rok staršího modelu iPhone 5. Jedinou výraznější změnou je drobné navýšení velikosti akumulátoru, 1 510 mAh z původní hodnoty 1 440 mAh, LTE konektivita nově podporuje frekvence 800 a 2600 MHz (iPhone 5 umí jen 2100, 1800 a 850 MHz) a hmotnost se zvýšila o 20 g na celkových 132 g. Zbytek mobilu je identický, stejně jako použitý procesor Apple A6.
iPhone 5C byl dodáván s předinstalovaným operačním systémem iOS 7.0; poslední verzi, kterou lze nainstalovat, je podobně jako v případě iPhone 5, verze iOS 10.3.3. iPhone 5C ale nedostal aktualizaci na verzi 10.3.4 jako iPhone 5.

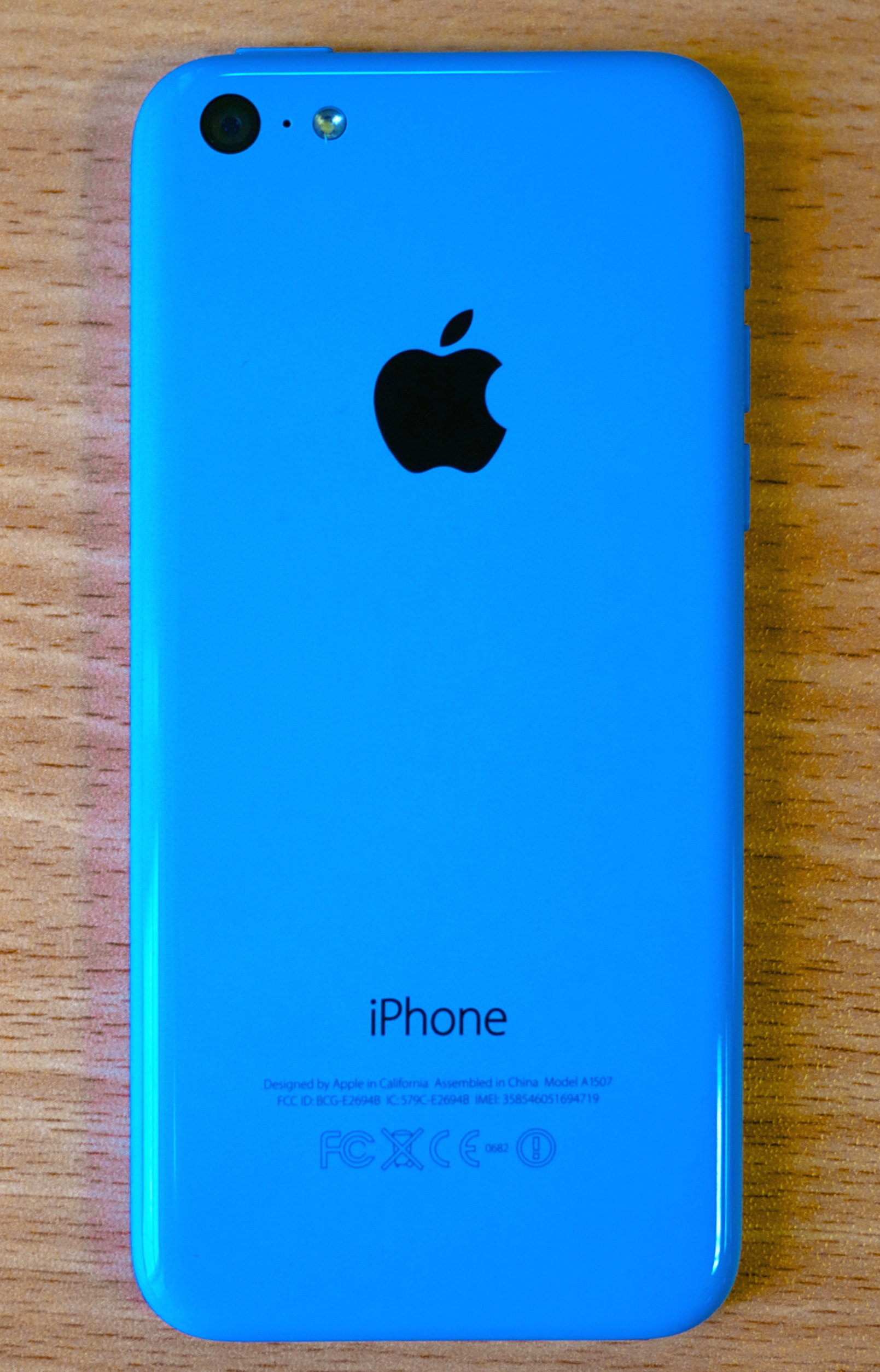
iPhone 5C v modré barvě
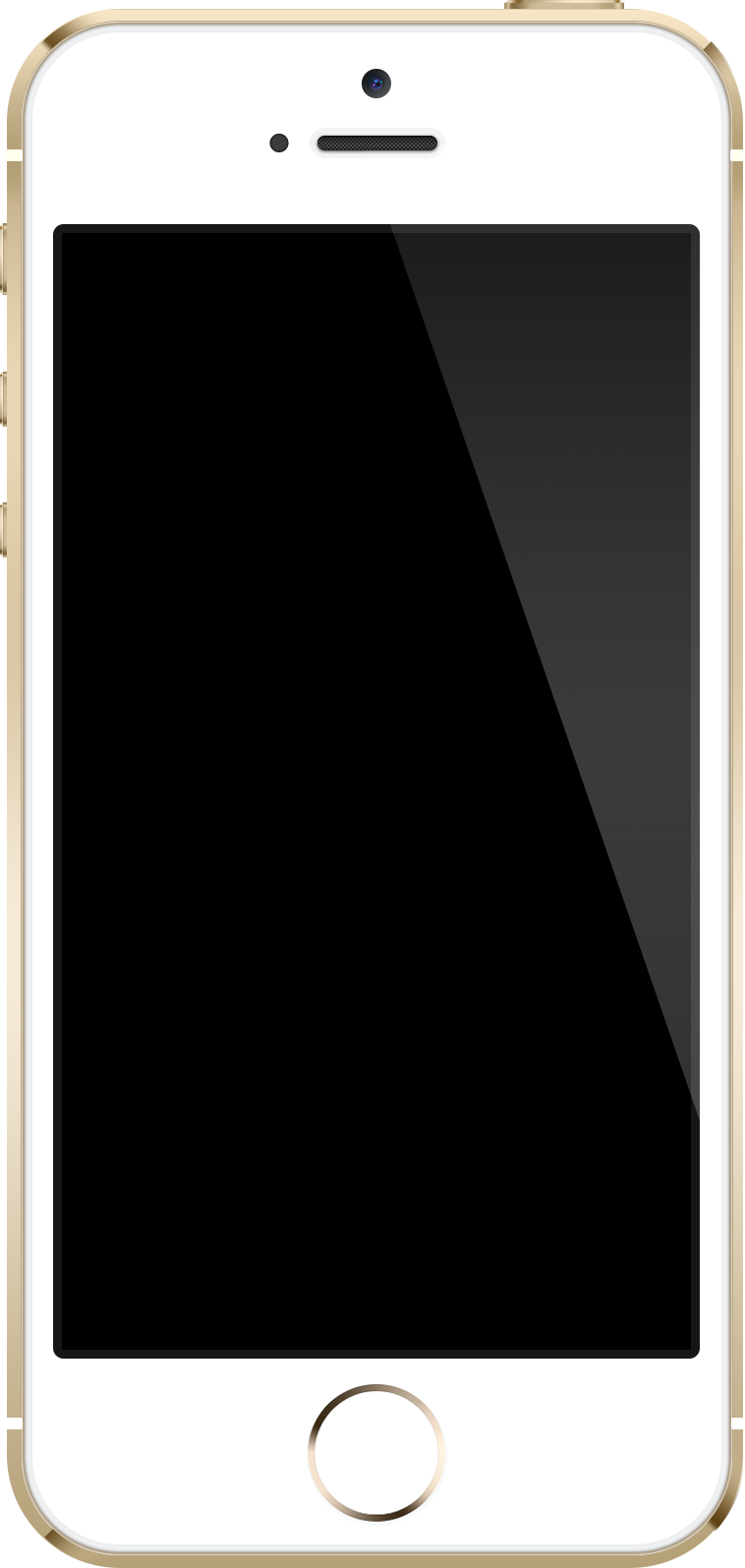
iPhone 5S v bílém provedení
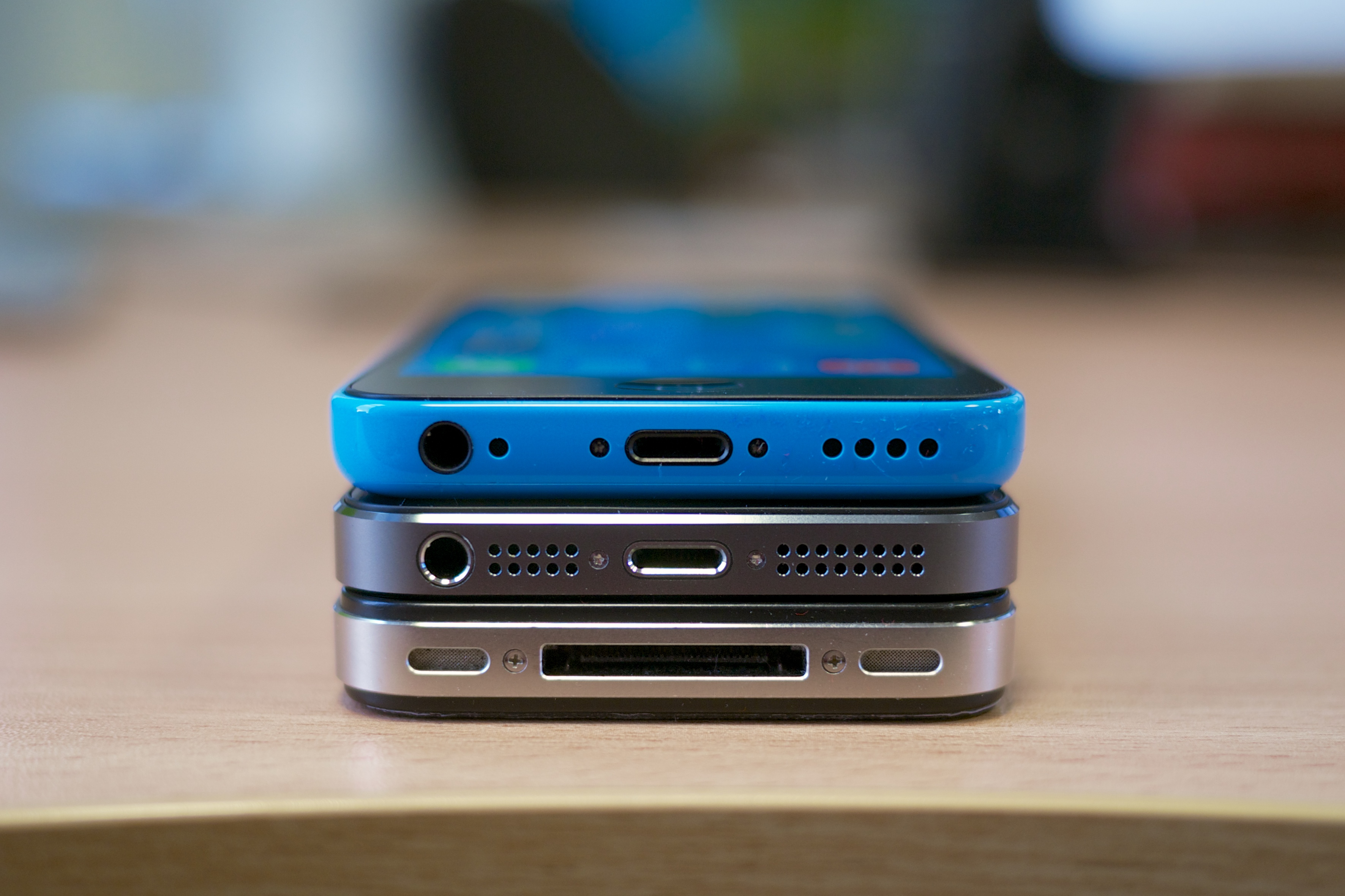
Spodní část mobilních telefonů iPhone 5C, 5S a 4S

### iPhone 6, iPhone 6 Plus

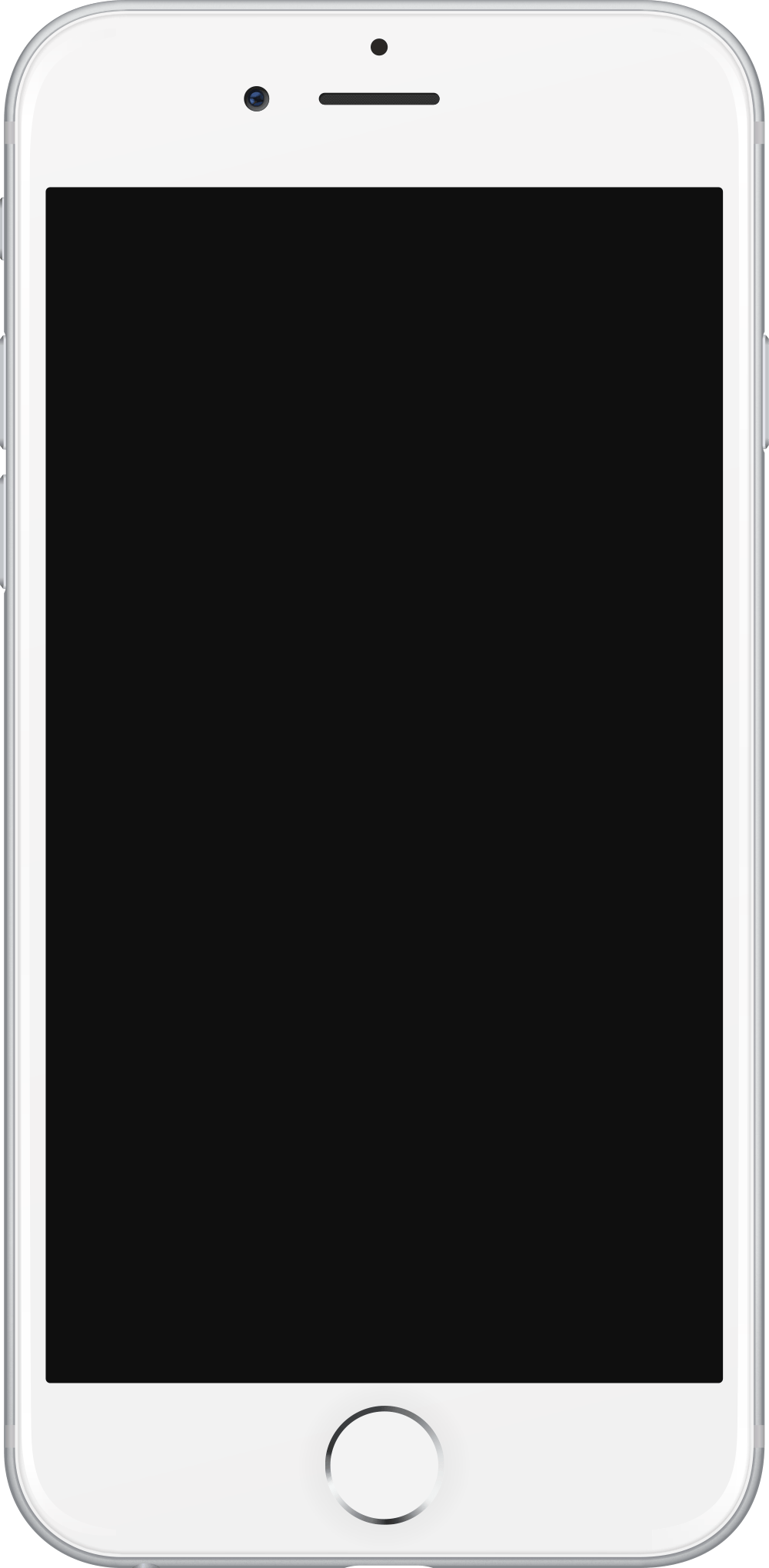
iPhone 6

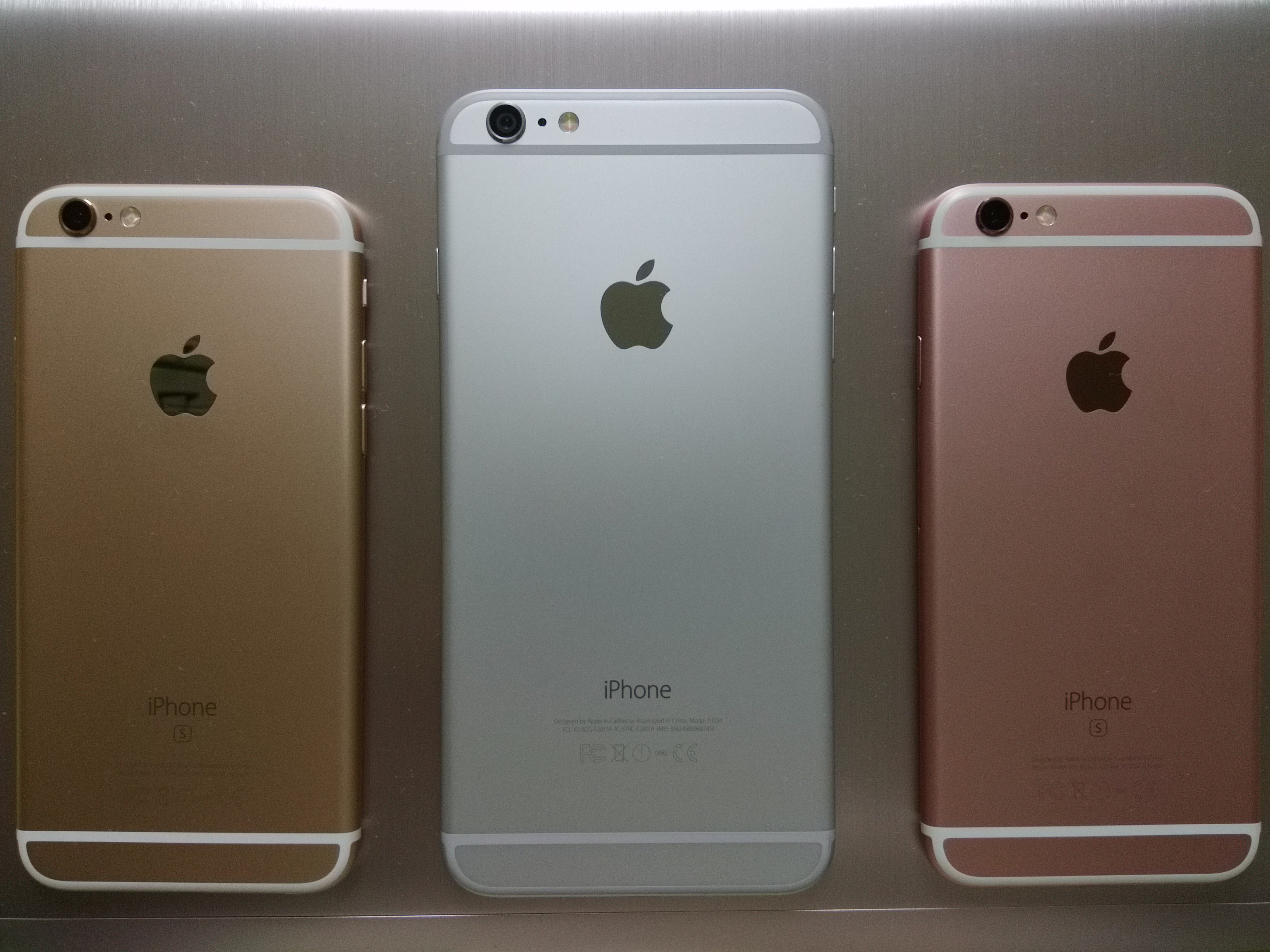
Po stranách iPhone 6 a 6S ve zlaté a rosegold barvě, uprostřed IPhone Plus silver

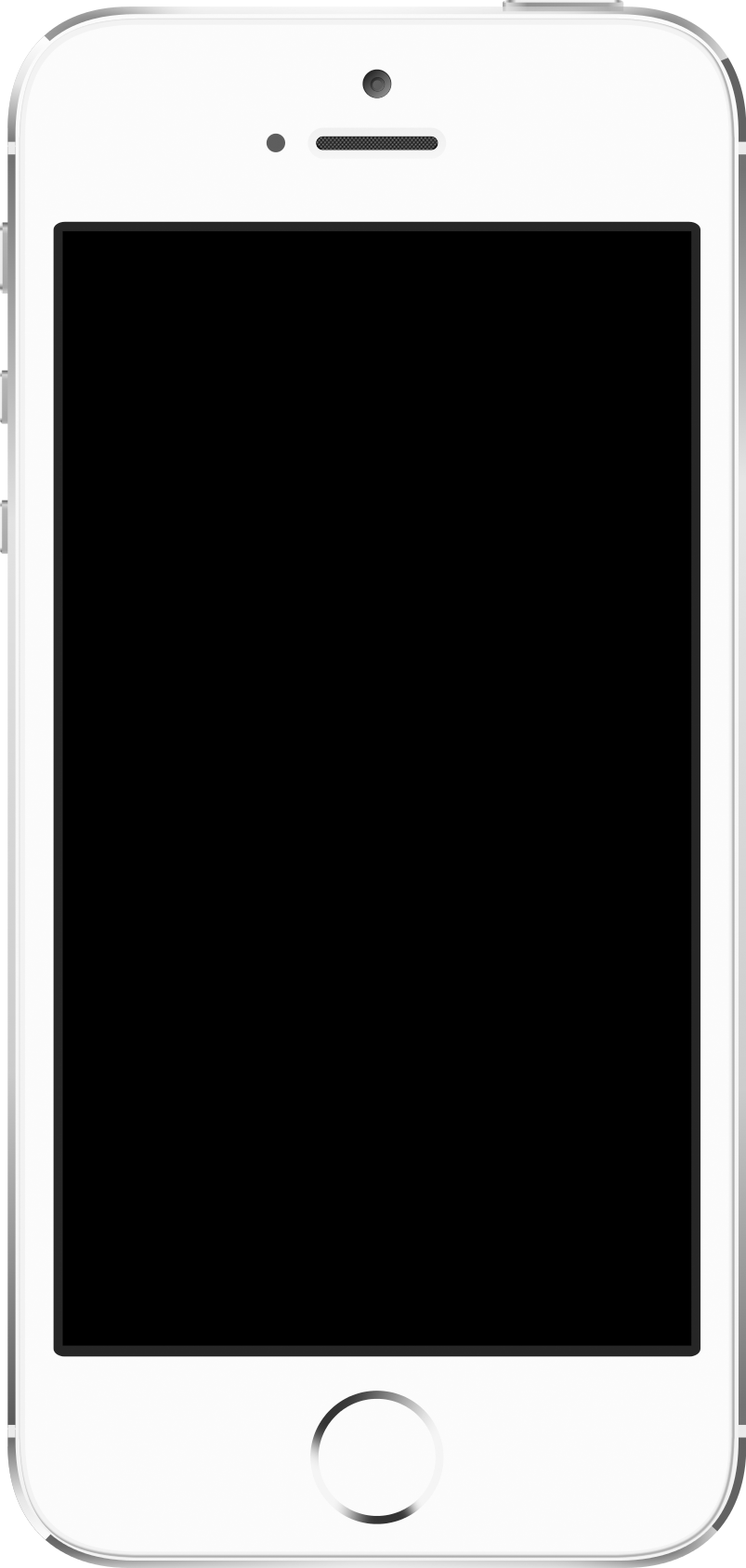
iPhone SE

#### Trend zvětšování displejů
Od roku 2011 začala na trhu vznikat poptávka po mobilních telefonech s většími displejem, označovaných anglickým termínem phablet [ˈfæblit], případně českým tabletofon. V roce 2012 zažívá tento typ velikosti přístroje prodejní boom na asijském trhu. Na poptávku po větších displejích v mobilu se rozhodl reagovat i Apple, proto 9. září 2014 představil dva mobily.
První, iPhone 6, navýšil původní čtyřpalcovou úhlopříčku předchozích modelů na 4,7 palců při rozlišení 1334×750 pixelů při původní jemnosti 326 ppi. Druhý, větší model, s označením iPhone 6 Plus, obdržel 5,5 palců při full HD rozlišení 1920×1080 pixelů, a tedy zvýšil maximální jemnost iPhonů na 401 ppi.
Zvětšením přístrojů bylo možné do přístrojů umístit větší baterie a výrazně tak mobilům prodloužit výdrž. Menší mobil dostal o téměř 20 % větší baterii (1 810 mAh) než předchozí generace a větší model, iPhone 6 plus obsahoval dvakrát větší baterii než model iPhone 5S (celkově 2 915 mAh).

#### Aféra „Bendgate“, ohýbání přístrojů v kapse
Mobilní telefony se potýkaly s problémovou konstrukcí, bylo možné je, i při běžném nošení v kapse, ohnout. Apple na to reagoval, že tyto případy jsou „extrémně vzácné“, a že v prvních 7 dnech prodejů obdržel pouze 9 nahlášených případů ohnutí mobilu.

### iPhone 6s, iPhone 6s Plus
iPhone 6s, nástupce iPhonu 6, byl představen 9. září 2015 společně s modelem iPhone 6s Plus. Konstrukce mobilů byla výrazně zpevněna (aby se předešlo problémům předchozí generace), což spolu s novou technologií víceúrovňového přitlačení dotykové obrazovky, 3D Touch, přineslo navýšení hmotnosti modelů. Mobily zároveň uvedly technologii Taptic Engine, systém vibrací, který poskytuje zpětnou odezvu při různé úrovni stlačení dotykové obrazovky formou jemných vibrací. Velkých změn se dočkal zadní fotoaparát, který byl z 8 Mpx vylepšen na 12 Mpx (při cloně ƒ/2,2). Větší model, varianta Plus, získal optickou stabilizaci obrazu. Přední aparát umožňoval snímat v rozlišení 5 Mpx (ƒ/2,2) oproti původním 1,2 Mpx. Oproti předchozím modelům došlo ke snížení velikosti kapacit baterií, ale v reálném provozu nedošlo ke snížení výdrže. Oba mobily se prodávaly v barvách: vesmírně šedá, stříbrná, zlatá a růžová.

#### Důraz na rychlost
V porovnání s předchozími generacemi přinesly mobily 6S a 6S Plus nejvýraznější skok ve výkonu. Dvoujádrové CPU nově tikalo na 1,8 GHz a GPU (PowerVR GT7600) dostala 6 jader oproti původním čtyřem. Navýšila se velikost RAM na 2 GiB a z technologie LPDDR3 se přešlo na Low Power DDR4 typ pamětí. Šlo o první mobily značky Apple, které umožnily natáčet a stříhat 4K video, nicméně maximálně ve 30 snímcích za sekundu. V případě klasického Full HD (1080p) umožňovaly natáčet a dále pracovat i s 60fps videem. Rychlejší procesor umožnil použít i rychlejší a jemnější Touch ID, které bylo oproti předchozím modelům znatelně rychlejší a práce s ním vytvářela efekt, jako by v mobilu na pozadí žádné ověřování otisku prstu ani neprobíhalo.

#### Aféra rozdílných výrobních procesů
Při prodejích se zjistilo, že čipy mobilů, které vyrábějí dvě odlišné společnosti, 16 nm TSMC a 14 nm Samsung, se liší efektivitou spotřeby baterie, kdy čip Samsungu v testech spotřebovával až o 20 % více baterie.

### iPhone SE
iPhone SE, označovaný také „Special Edition“, byl představen 21. března 2016 jako nástupce modelů s úhlopříčkou displeje o velikosti 4 palců. Vzhledem, rozměry a váhou je podobný iPhone 5S, obsahuje ale procesor A9 používaný v modelech iPhone 6S. iPhone SE se začal prodávat jako nejlevnější iPhone v historii v ceně 399 $ na USA trhu a 12 999 Kč v eshopu Apple v Česku ve velikostech 16 a 64 (později 32 a 128)GiB a v barvách vesmírně šedé, stříbrné, zlaté a růžově zlaté.

### iPhone 7, iPhone 7 Plus

iPhone 7

iPhone 7 a iPhone 7 Plus jsou smartphony od firmy Apple, které byly představeny 7 září. 2016 v San Francisckém divadlu Billa Grahama jako nástupci modelu iPhonu 6S a iPhonu 6S Plus.
iPhone 7 disponuje úhlopříčkou 4,7", iPhone 7 Plus pak úhlopříčkou o velikosti 5,5" a velikostí displeje se tak neliší od předchůdců iPhone 6 a 6S. Oproti starším modelům byla přidána voděodolnost (stupěň krytí IP67) a u většího modelu druhá čočka fotoaparátu. Duální kamera tak umožnila přepínat mezi jednotlivými čočkami, čímž de facto umožnila optický zoom. Z přístrojů byl kvůli nově představeným bezdrátovým sluchátkům, AirPods, odebrán 3,5mm jack pro připojení sluchátek, ačkoli s nimi bylo v původním návrhu počítáno, jak dokázal fanoušek, který na svém mobilu jack po několika měsících zprovoznil. Také přibyla možnost si mobil opatřit v nových barvách – černé a leskle černé (Applem je barva označována jako „Jet Black“). Změnami prošel tzv. Home Button, který již není mechanický a nově reaguje na sílu dotyku pomocí haptické (vibrační) odezvy. iPhone dále disponuje novými stereo reproduktory, které jsou dvojnásobně hlasitější než u iPhone 6S.
Mobilní telefon pohání čtyřjádrový čipset A10 Fusion [ˈfjuːžən] a 64bitový procesor, jehož dvě jádra mají vyšší výkon, další dvě jádra pak výkon nižší, zpracovávající méně náročné operace, což by mělo přispět k delší výdrži baterie. Pro potřebu operačního systému iOS 10 byly připraveny 2 GiB operační paměti RAM, iPhone 7 Plus 3 GiB. iPhony 7 a 7 Plus jsou nabízeny s pamětí v kapacitách 32, 128 a 256 GiB, v pěti barevných variantách – černá, leskle černá, stříbrná, zlatá a rose gold (růžová). Dne 23. března Apple představil také červenou variantu těchto modelů, jedná se o tzv. produkt RED pro boj proti AIDS.

#### Voděodolnost
Vodotěsný mobil nebylo problém zkonstruovat. Technologii máme už od dob prvních mobilních přístrojů, ale hlavním problémem vždy byla cena. Za první vodotěsný mobil lze považovat Sony Ericsson s označením modelu SO902iWP+ uvedeným na trh v květnu 2006. Zkonstruovat smartphone tak, aby do něj nenatekla voda, fungovaly reproduktory, mikrofony, konektory a tlačítka, už je náročnější. Zároveň to zvyšuje nároky na servisní opravu přístrojů. Prvním smartphone se stupněm krytí IP68 byla Sony Xperia Z z roku 2013. Samsung následoval skupinu vodotěsných přístrojů IP68 se svým Galaxy S7 o dva roky později společně s iPhonem 7, který však nese označení krytí pouze IP67. Apple voděodolnosti docílil zejména použitím speciálních nanotechnologických sprejů, a proto je možné, že mobil bude (oproti konkurenci, která zajišťuje vodě-odolnost pouze vnější konstrukcí) funkční, i když se voda dostane dovnitř přístroje.

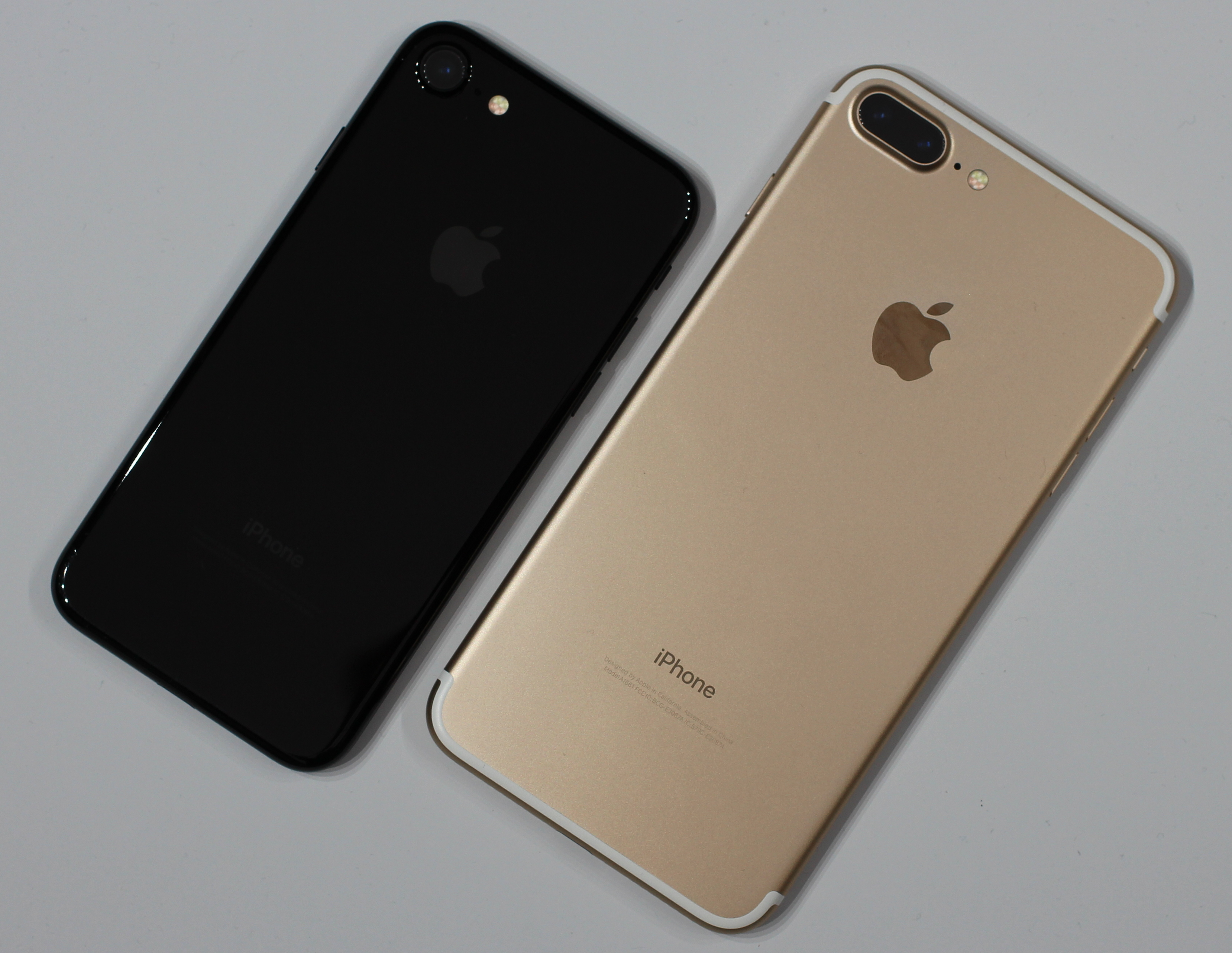
iPhone 7 a iPhone 7 Plus
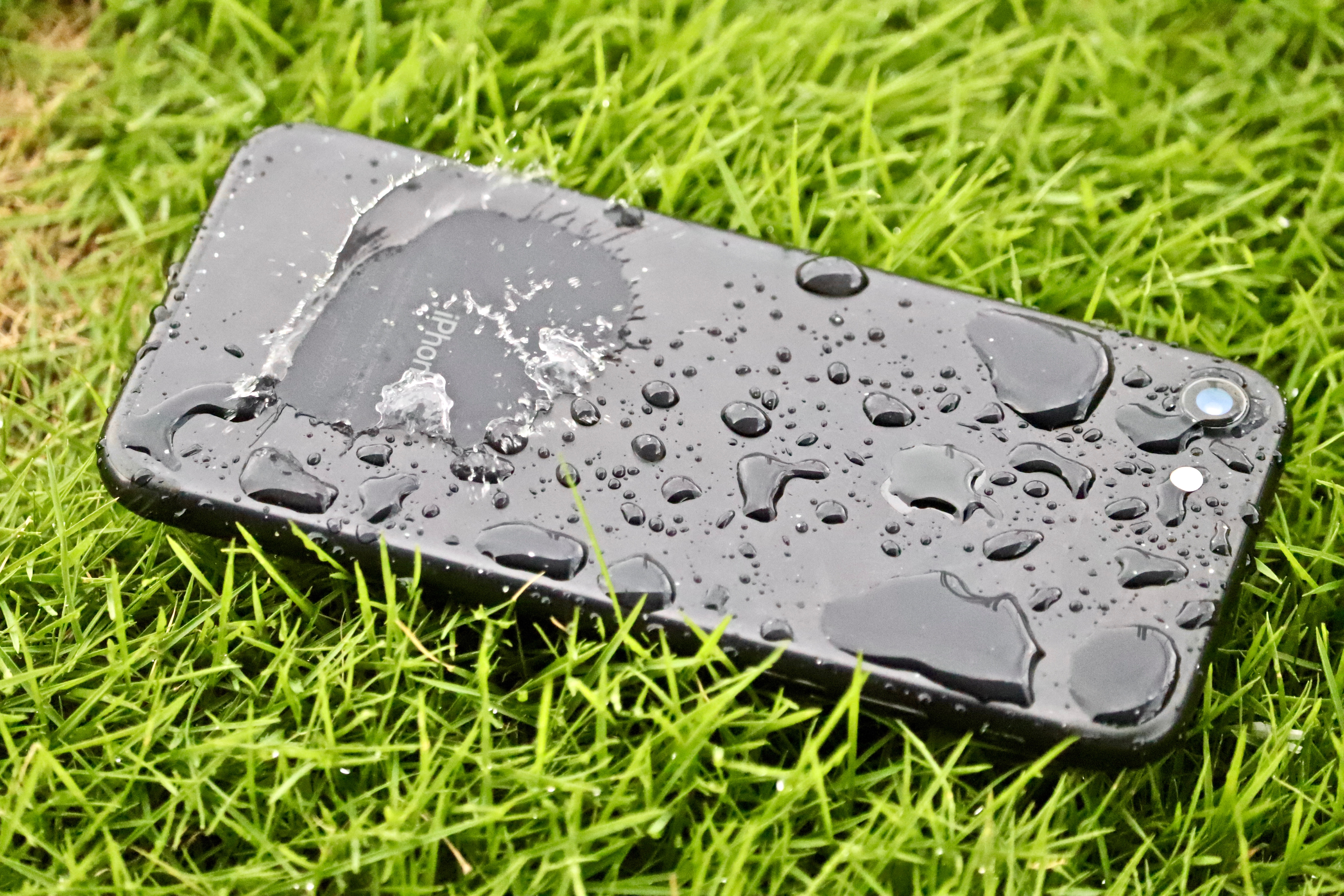
iPhone 7 je voděodolný proti dešti

### iPhone 8, iPhone 8 Plus

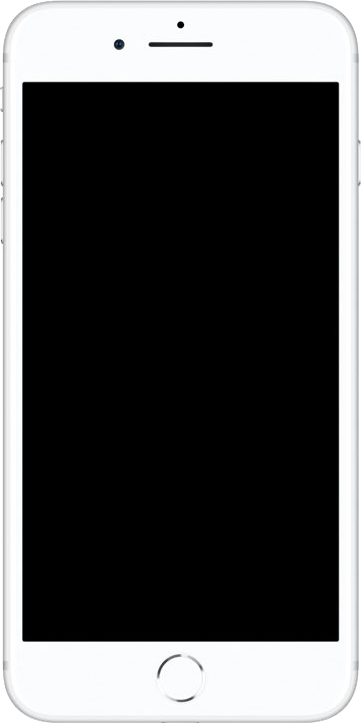
iPhone 8

iPhone 8 a iPhone 8 Plus byly představeny spolu s iPhone X 12. září 2017. Protože Apple hlavní úsilí vložil do iPhonu X, osmičkové modely suplují pozici levnějších modelů „do počtu“. Mají nezměněný design, stejnou velikost i úhlopříčky displeje předchozích modelů.
Změnil se materiál na zadní straně, z důvodu inovace bezdrátového nabíjení standardu Qi muselo kov na zadní straně vystřídat tvrzené sklo, které již bylo v minulosti použito u designu iPhone 4. Mobily jsou dostupné ve třech barvách – bílá, šedá a zlatá. Podobně jako předchozí modely, jsou voděodolné a prachu odolné (stupeň krytí IP67), obsahují stereoreproduktory a nově také Bluetooth 5. Nový šestijádrový procesor Apple A11 Bionic [baiˈonik] nově integruje ve svém SOC speciální čip, který zpracovává výpočetní úkony umělé inteligence, které jsou tak oddělené od CPU části čipu. Oba mobily mají 12Mpx snímač s optickou stabilizaci obrazu, větší model však obsahuje duální fotoaparát a čočky s rozdílnou světelností (ƒ/1,8 a ƒ/2,8). Mobil dokáže nahrávat 4K při 60 fps a 1080p při 240 fps (zpomalený záběr).

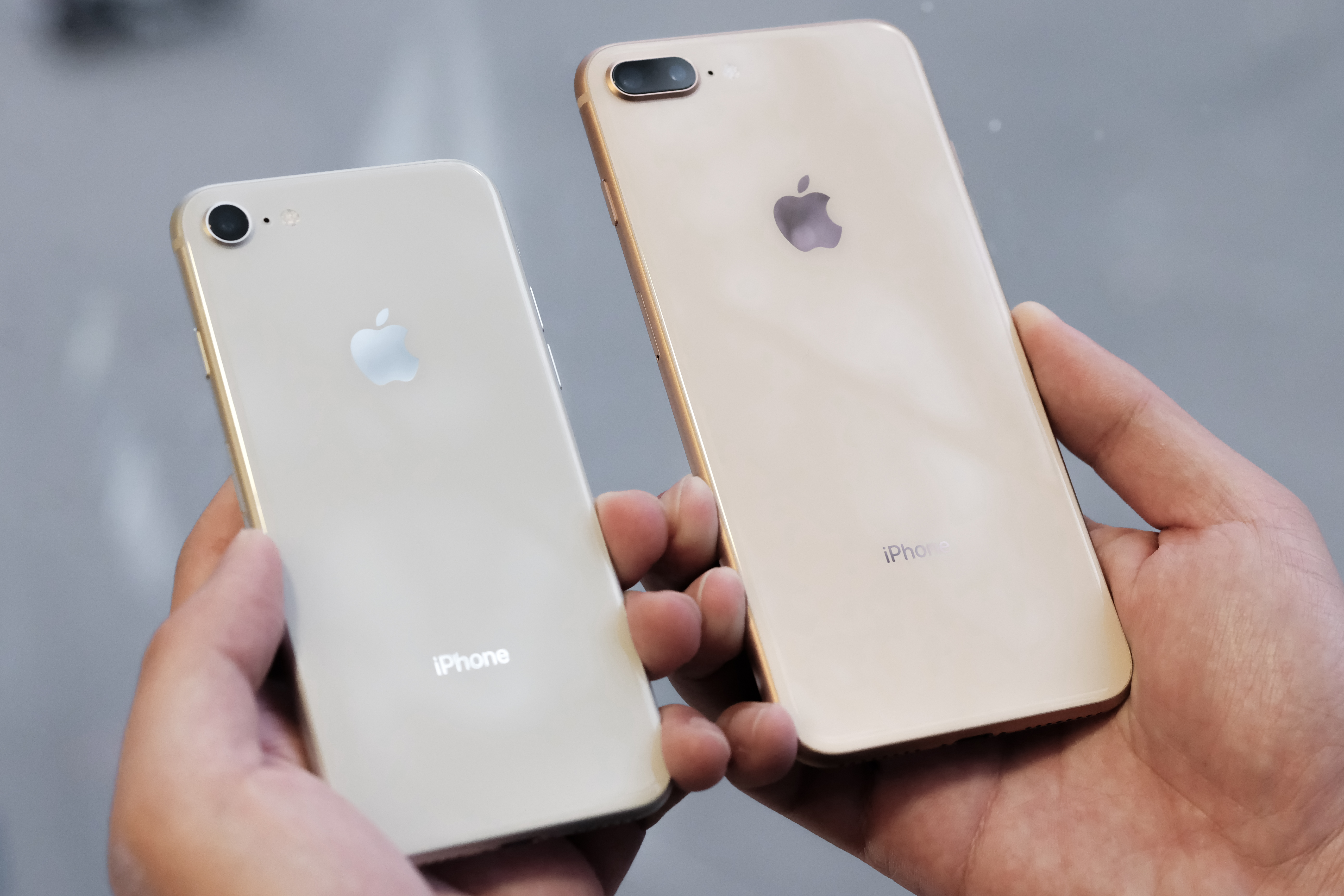
iPhone 8 silver a iPhone 8 Plus gold
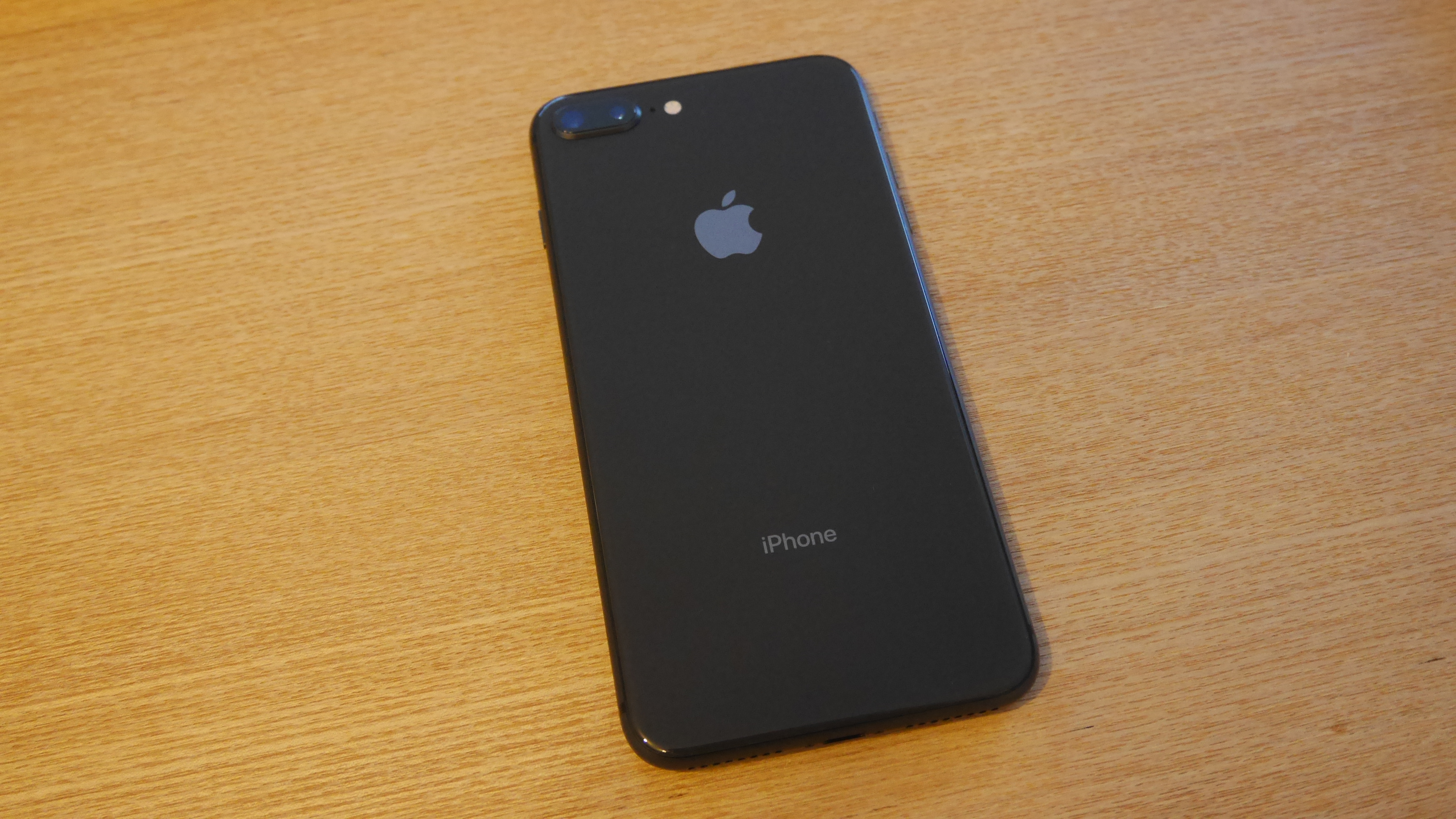
IPhone 8 Plus spacegray

### iPhone X

iPhone X

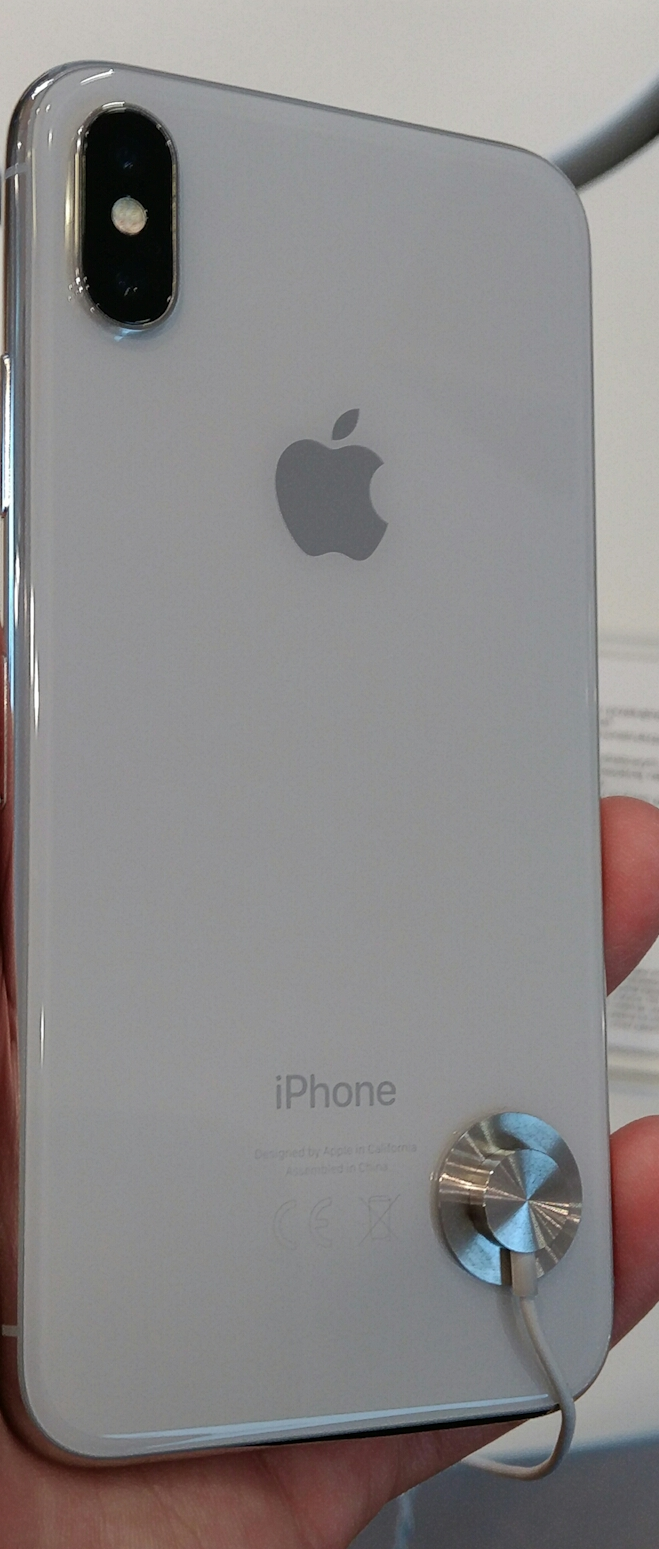
iPhone X silver

12. září 2017 představil Apple ve Steve Jobs Theater v nově vybudovaném Apple Campusu spolu s iPhone 8 a iPhone 8 Plus svou vlajkovou loď iPhone X. Podle Applu se jedná o revoluci, která určí směr, jakým se budou ubírat mobily dalších deseti let – OLED displej přes celou přední část mobilu a odstraňování fyzických tlačítek. iPhone X je tak historicky první iPhone, který neobsahuje charakteristické tlačítko „Home“ ([həum]). Veškeré jeho funkce nově suplují gesta.
Spolu s domovským tlačítkem zmizelo odemykání pomocí otisků prstů (Touch ID), které nově nahrazuje Face ID odemykání za pomocí skenu obličeje.
Podobně jako oba osmičkové mobily, má i tento na zádech tvrzené sklo (Gorilla Glass 5) z důvodu implementace bezdrátového nabíjení standardu Qi. Mobil ale neumí novější standard WPC a tak mobily zvládají nabíjení při maximálních 7 W oproti dvojnásobně rychlým 15 W. iPhone X je vodě a prachu odolný (stupeň krytí IP67), obsahuje stereoreproduktory, Bluetooth 5 a nový šestijádrový procesor Apple A11 Bionic, který je specifický svým zaměřením na augmentovanou realitu a výpočetní úkony umělé inteligence, kvůli které je v procesoru speciální dvoujádrový koprocesor, jež se zaměřuje na výpočty neuronových sítí.
Přední kamera má 7 Mpx, zadní kamera má 12Mpx snímač. Zadní kamera obsahuje duální fotoaparát s čočkami se světelností ƒ/1,8 a ƒ/2,4, obě se stabilizací obrazu. Mobil umožňuje nahrávat 4K video při 60 fps anebo 1080p při 240 fps ve zpomaleném záběru. Důraz je kladen na portrétovou fotografii a díky specializovaném čipu lze u fotografie simulovat různé druhy osvětlení případně odstraňovat pozadí v průběhu fotografování.

#### Trend odstraňování rámečků
V roce 2017 se stalo nejsilnější trendem světa smartphonů „odstraňování rámečků“ přístrojů. Apple však nebyl v této oblasti první. Za toho se dá pokládat mobilní telefon Sharp Aquos Crystal X, který má na vrchní části přední části displeje a po jeho bocích pouze 2.4 mm široký rámeček (screen-to-body ratio: 78,42 %), jež se prodával pouze na japonském trhu u jednoho operátora (o rok později se pokoušeli o uvedení na USA trhu, ale neúspěšně). V případě Sharp Aquos nešlo o masově vyráběný mobil a ani o high-end přístroj, ale o model nižší střední třídy. Do ČR se dostal bezrámečkový displej až v listopadu 2016, a to v podobě Xiaomi Mi Mix, se screen-to-body ratio 88,6 %. Ten ale trpěl problémem, že nefungoval na našich LTE frekvencích mobilního internetu. LG G6 se tak dá považovat za první bezrámečkový mobil (screen-to-body ratio: 76.6 %), který uměl využít LTE internetu v Česku. Samsung tento trend u svých mobilních telefonů řešil zaoblením okrajů, čímž opticky zvětšuje velikost displeje vůči tělu přístroje. Za první smartphone, který ukázal trend výřezů otvorů v displejích, se dá považovat Essential Phone [iˈsenšəl fəun] vydaný v červenci 2017, který má screen-to-body ratio 84,85 %. Samotný iPhone X má screen-to-body ratio 82,35 % a velikost postranních rámečků 4,3 mm.

#### Face ID, trend odemykání obličejem
Technologická společnost OMRON Corporation drží světové prvenství v technologii rozpoznávání tváří v rámci mobilních telefonů. Jejich symbianová aplikace, která dosahovala 99 % účinnosti, byla představena 4. března 2005 na konferenci Security Show Japan. Odemykání obličejem u smartphonů představil Google ve své verzi Androidu Ice Cream Sandwich 19. října 2011, která byla založena na technologii popsané týmem vědců z Stanfordovy univerzity v rámci výzkumu publikovaném roku 2010. Podobně i jako v případě iPhone X se u demo ukázky řešení Androidu objevily problémy. Přístroj Galaxy Nexus se nepovedlo ani po několika pokusech na pódiu odemknout, což bylo následně omluveno tím, že předvádějící mají na sobě tuny makeupu a jsou pod jevištními světly lamp. V případě Applu však nešlo o chybu technického rázu, ale o lidský faktor. S mobilem v průběhu představování modelu bylo manipulováno, a jak zmiňuje Apple ve své dokumentaci, mobil se automaticky zablokuje po 2 neúspěšných pokusech. Nový způsob odemykání iPhone má být oproti Touch ID, s pravděpodobností záměny otisku prstů 1:50 000, řádově bezpečnější – Face ID má splňovat šanci 1:1 000 000 při odemknutí dvojníkem v populaci. Další iPhony pokračovaly v designu iPhonu X.

### iPhone XS a XR
Model XS Max byl prvním z moderních plus size iPhonů. Model XR prvním moderním iPhonem, který disponoval jedním fotoaparátem iSight (namísto dvou u iPhonu XS), avšak s téměř shodnou výbavou (procesor), při zachování příznivější ceny.

### iPhone 11
iPhone 11 přinesl u verze Pro upgrade fotoaparátu na tři zadní objektivy.

### iPhone 12
iPhone 12 se vrátil ke vzhledu inspirovanému iPhonem 4.

### iPhone 13
U iPhone 13 došlo ke zlepšení displeje použitím technologie Pro Motion, která místo předchozích 60 Hz zobrazuje 10–120 Hz. Zobrazované informace na displeji působí plynuleji. Došlo také ke zmenšení výřezu Face ID, ke zrychlení odemykání telefonu a k delší výdrži baterie.

### iPhone 14
Model iPhone 14 Pro přinesl novinku v podobě always on displeje. Notch byl u modelů řady Pro nahrazen dynamic islandem.

### iPhone 15
Modely iPhone 15, 15 Plus, 15 Pro a 15 Pro Max byly oznámeny 12. září 2023. Počínaje touto skupinou zařízení všechny modely přecházejí na používání napájecího konektoru USB-C, aby vyhověly předpisům Evropské komise, a nahrazují tak po jedenácti letech používání v předchozích modelech proprietární konektor Lightning společnosti Apple. Všechny modely jsou vybaveny dynamickým ostrůvkem, který měl premiéru u iPhonu 14 Pro (čímž fakticky ustoupil výřez v displeji "notch"), mírně zakřivenými hranami a zadní stranou z matného skla. U iPhonu 15 Pro a 15 Pro Max je také nahrazen přepínač ztlumení zvuku tlačítkem "Action".

### iPhone 16
Dne 9. září 2024 představila společnost Apple nové modely s označením iPhone 16, iPhone 16 Plus, iPhone 16 Pro a iPhone 16 Pro Max.

iPhone 11
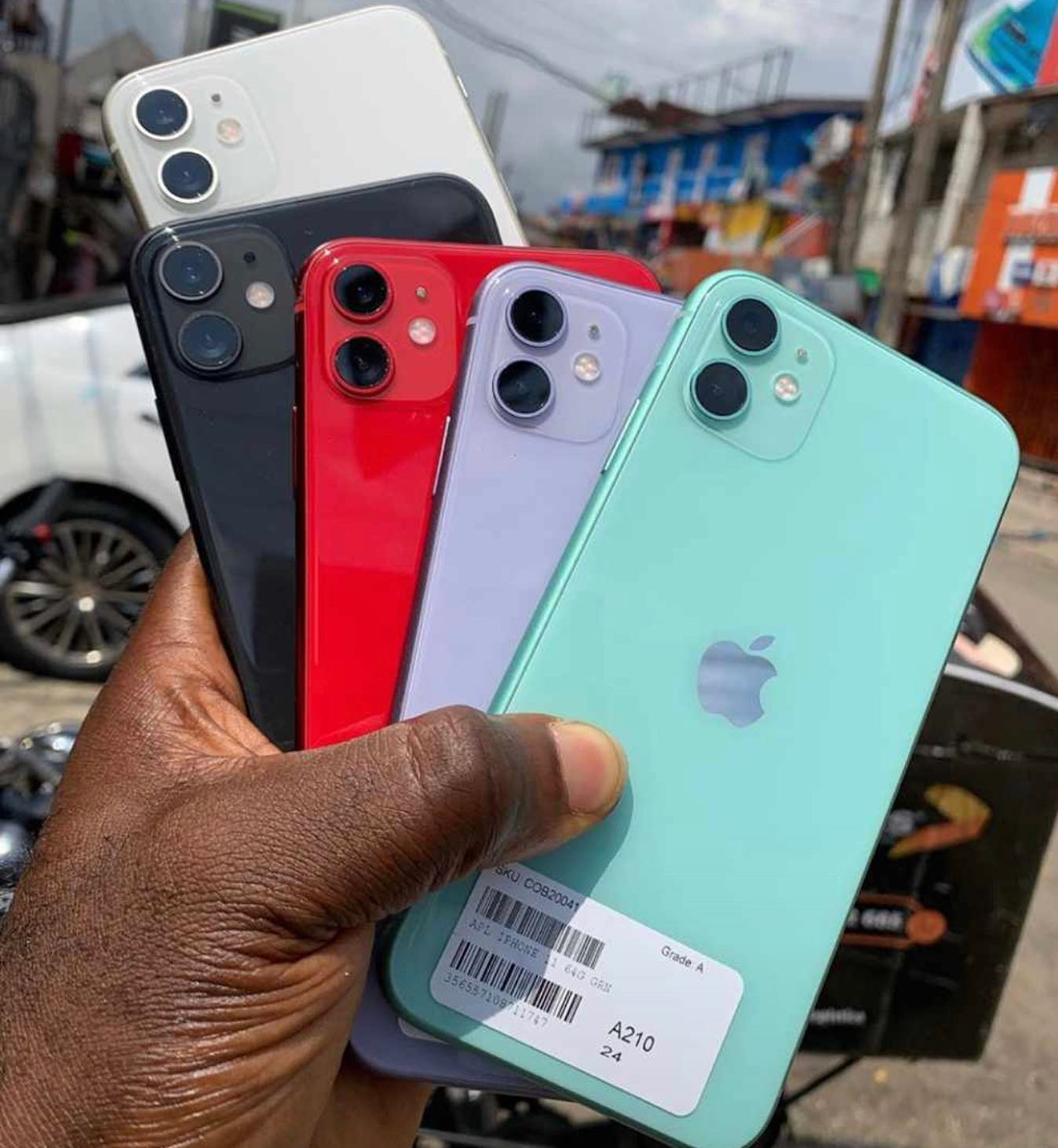
Barevné varianty iPhonu 11
iPhone 12
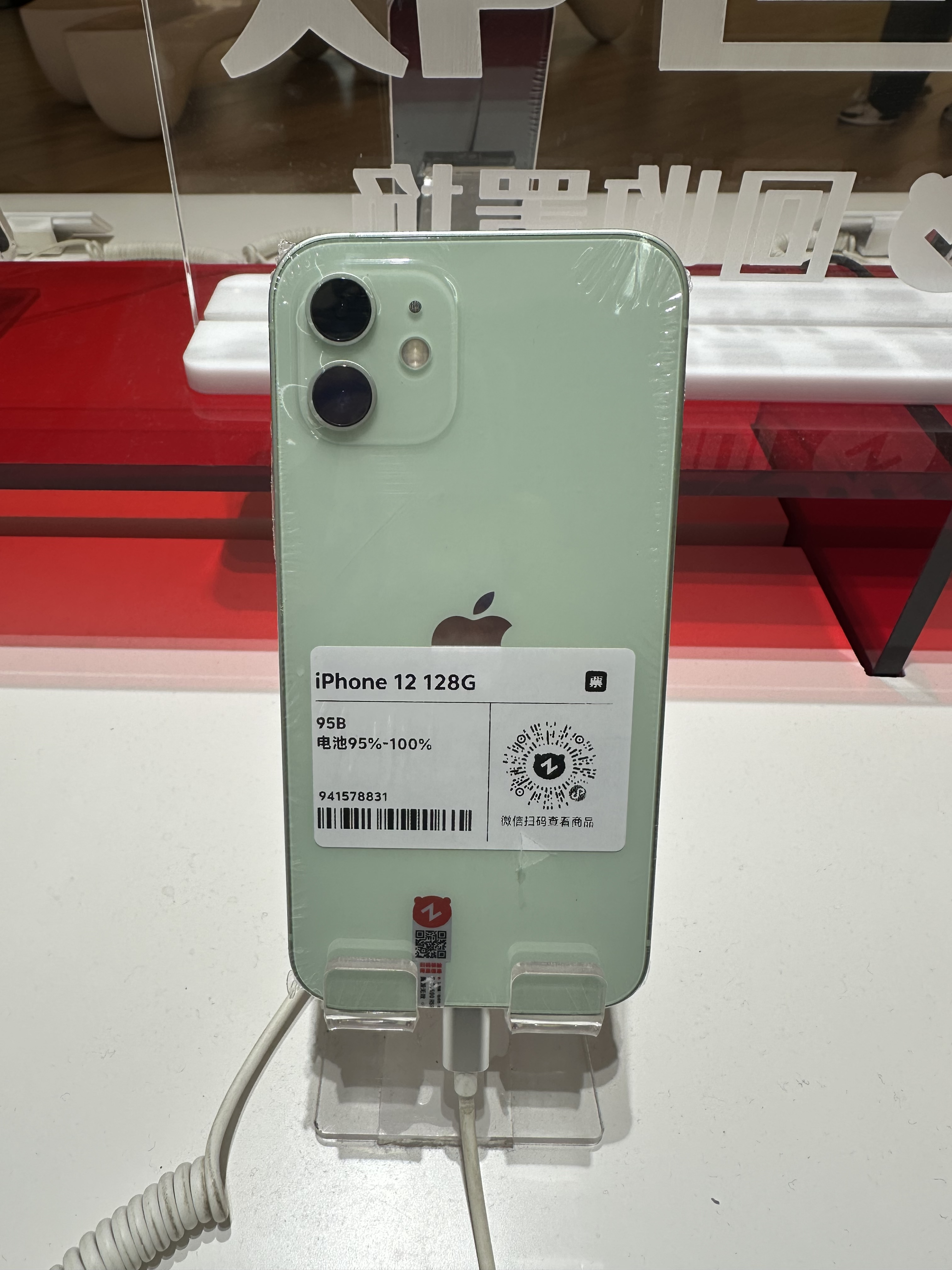
Zadní strana iPhonu 12
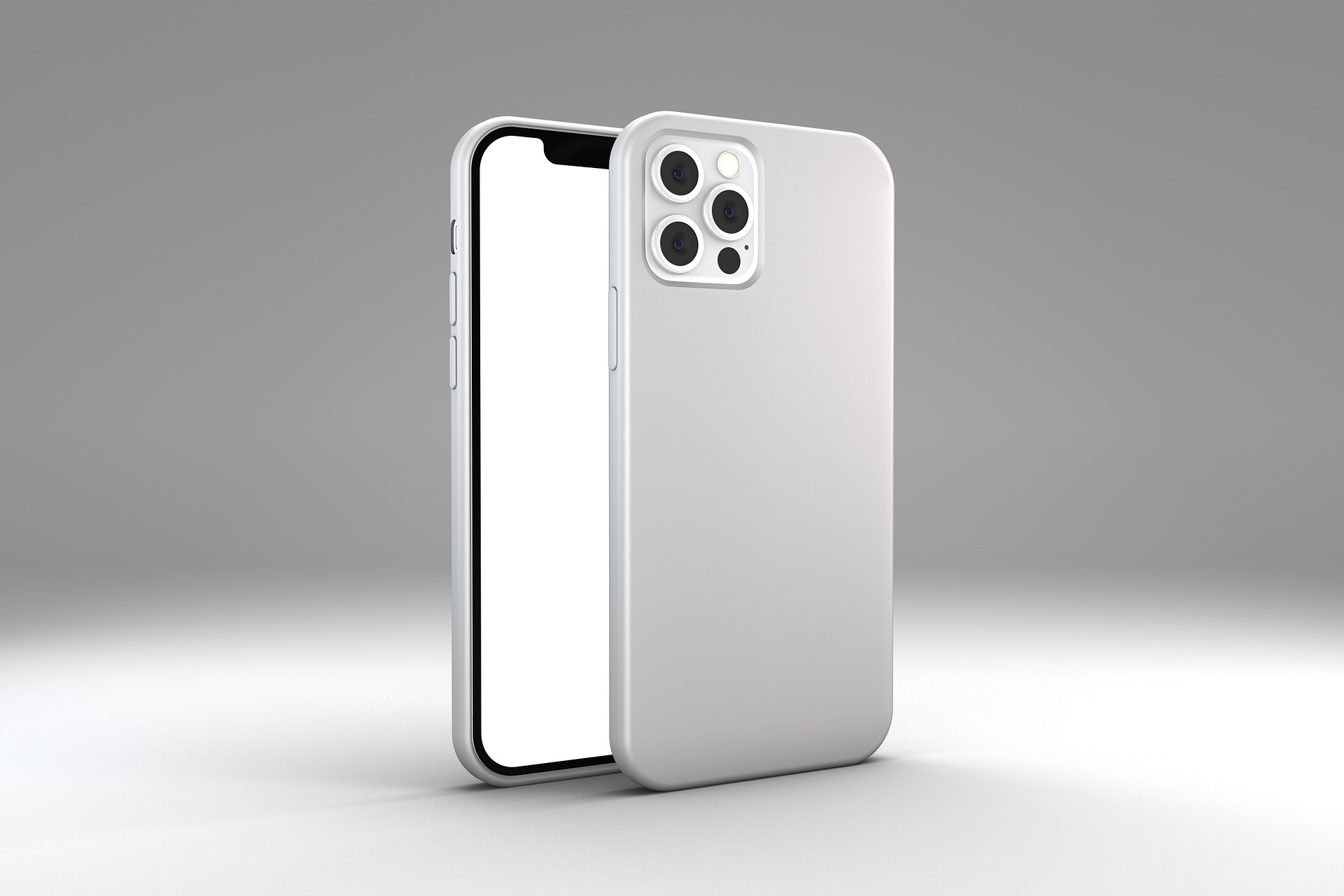
iPhone 12 Pro
iPhone 13
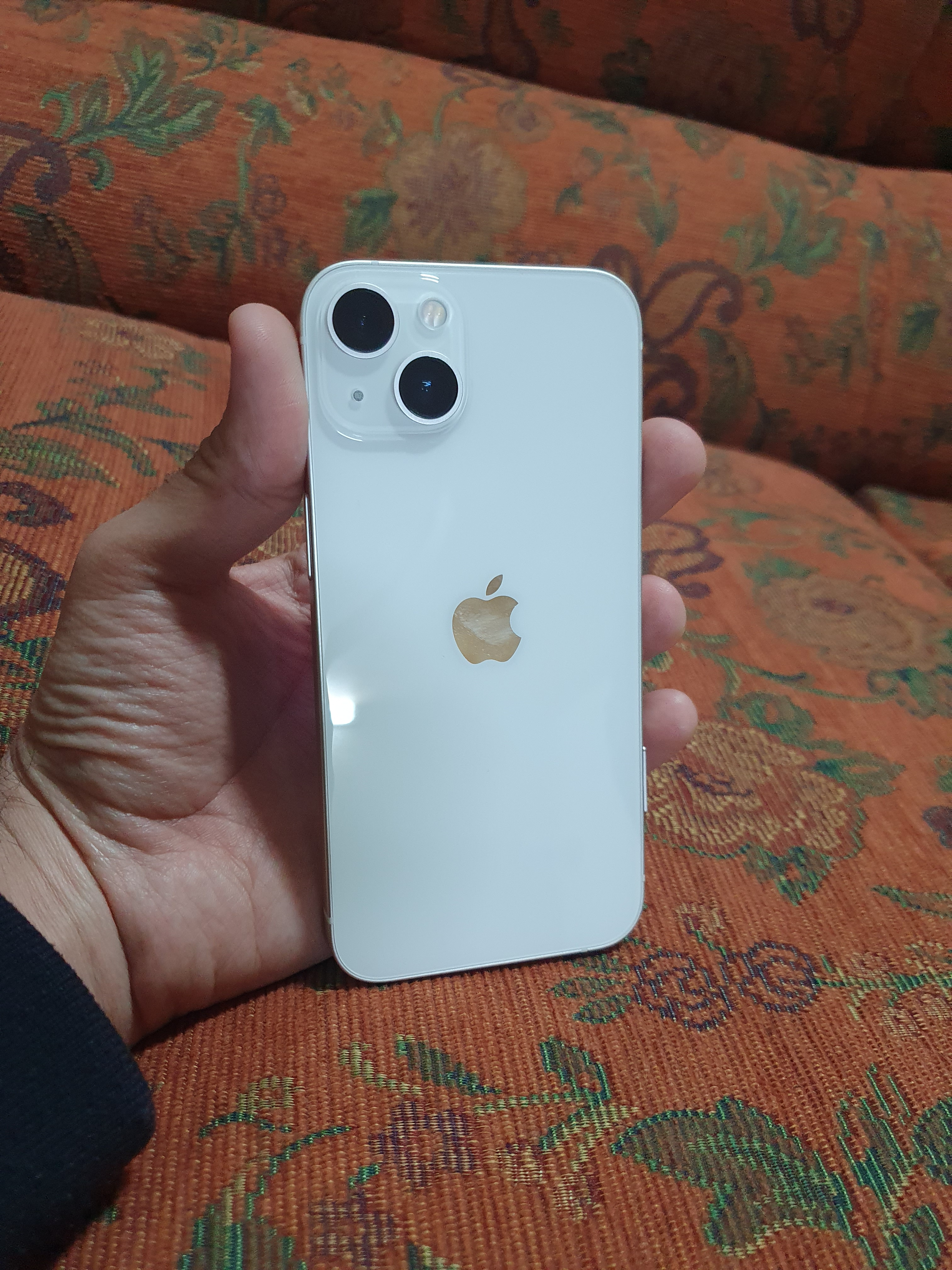
Zadní strana iPhonu 13
iPhone 14
iPhone 15
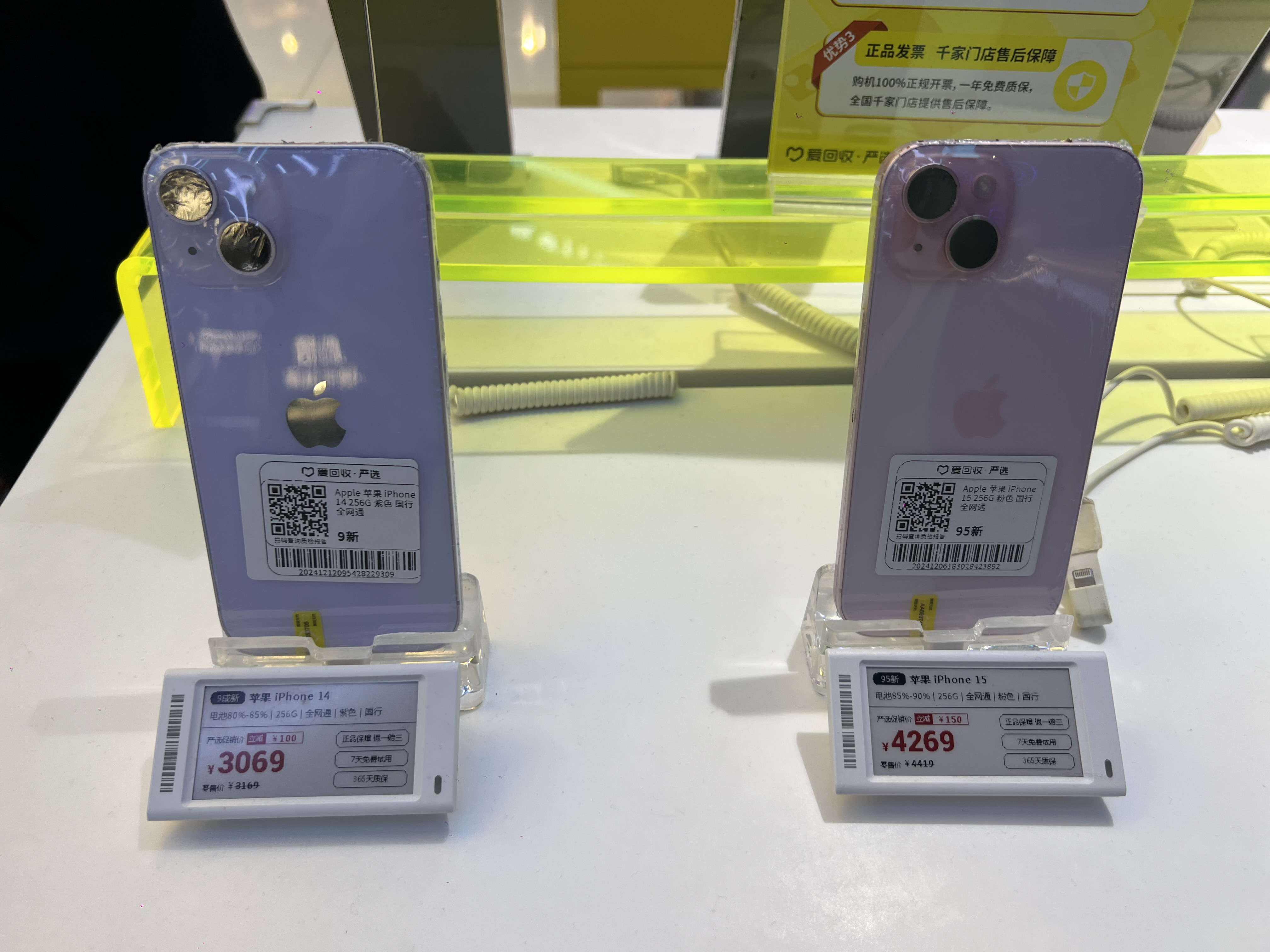
Zadní strany iPhonu 14 a 15
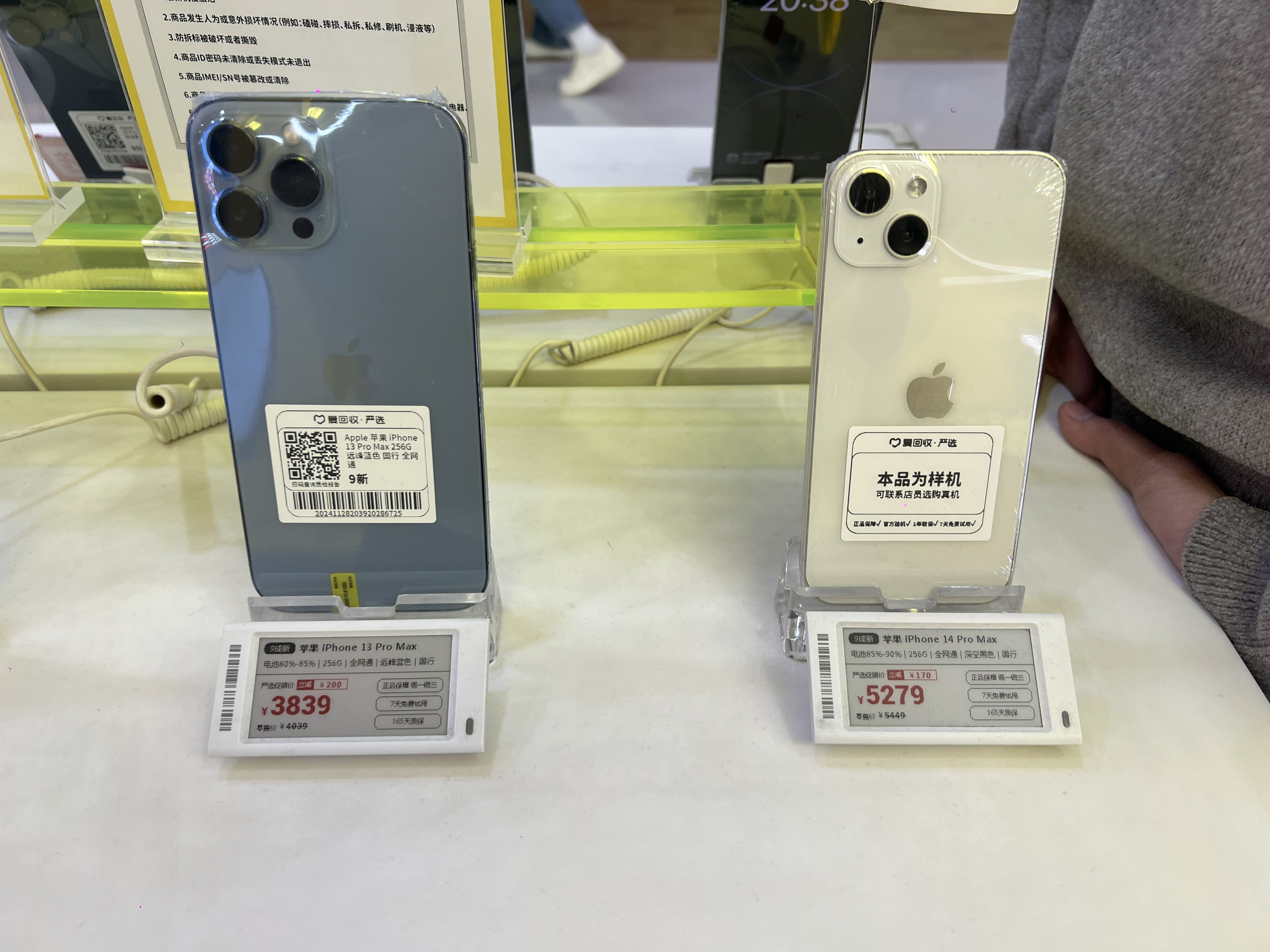
iPhone Pro Max 13 a 14
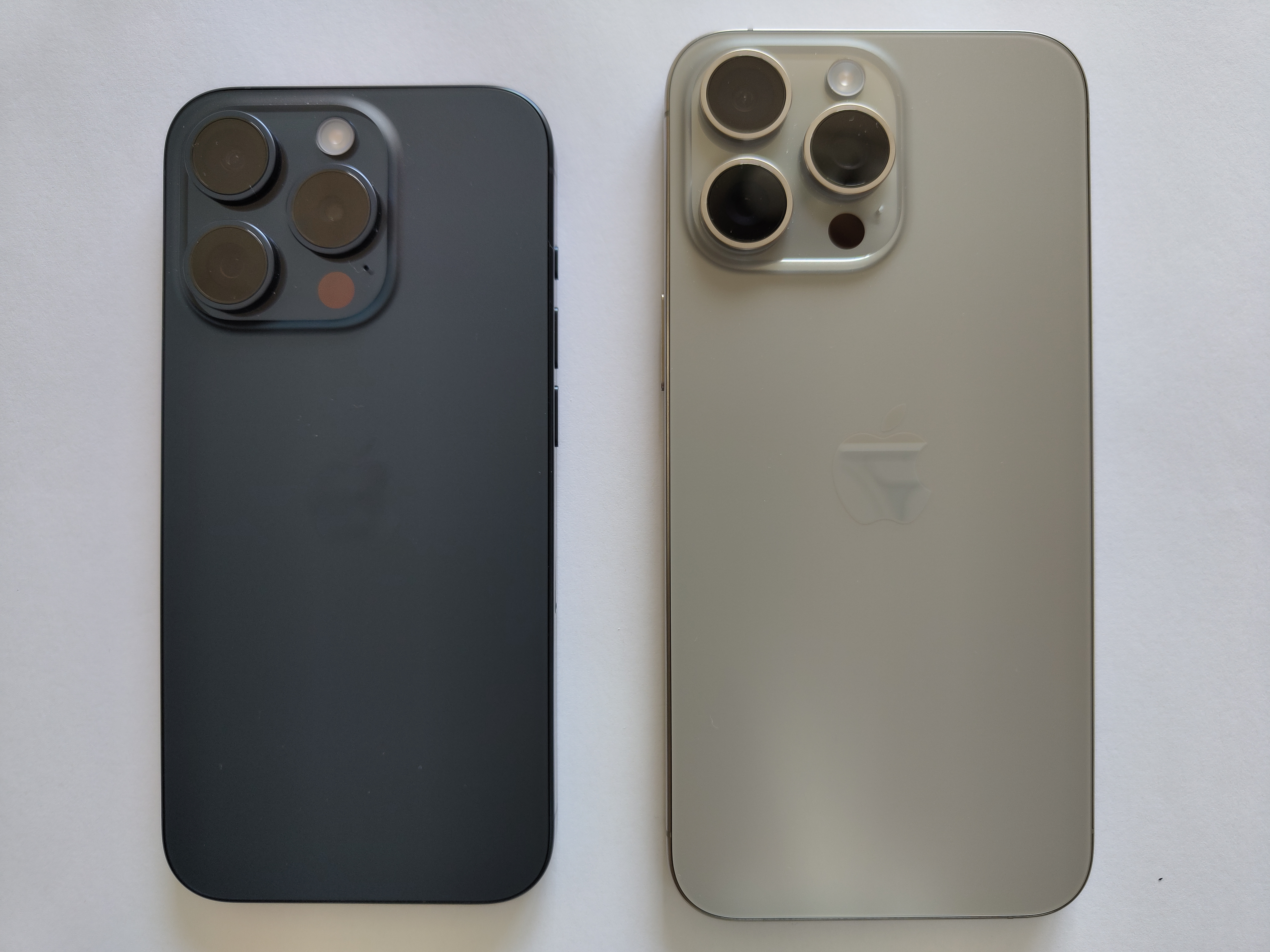
iPhone 15 Pro a Pro Max
iPhone 16
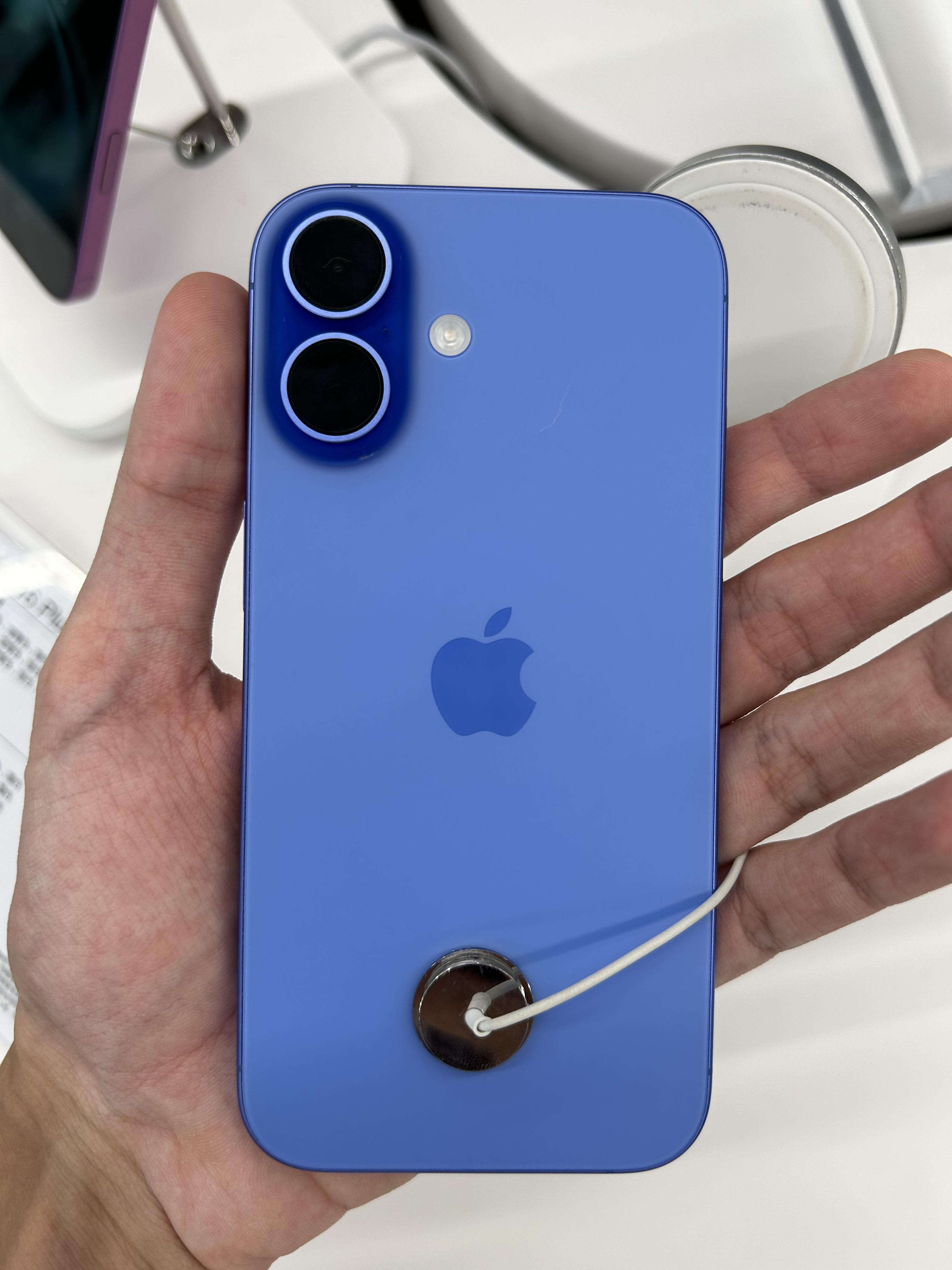
Zadní strana iPhonu 16
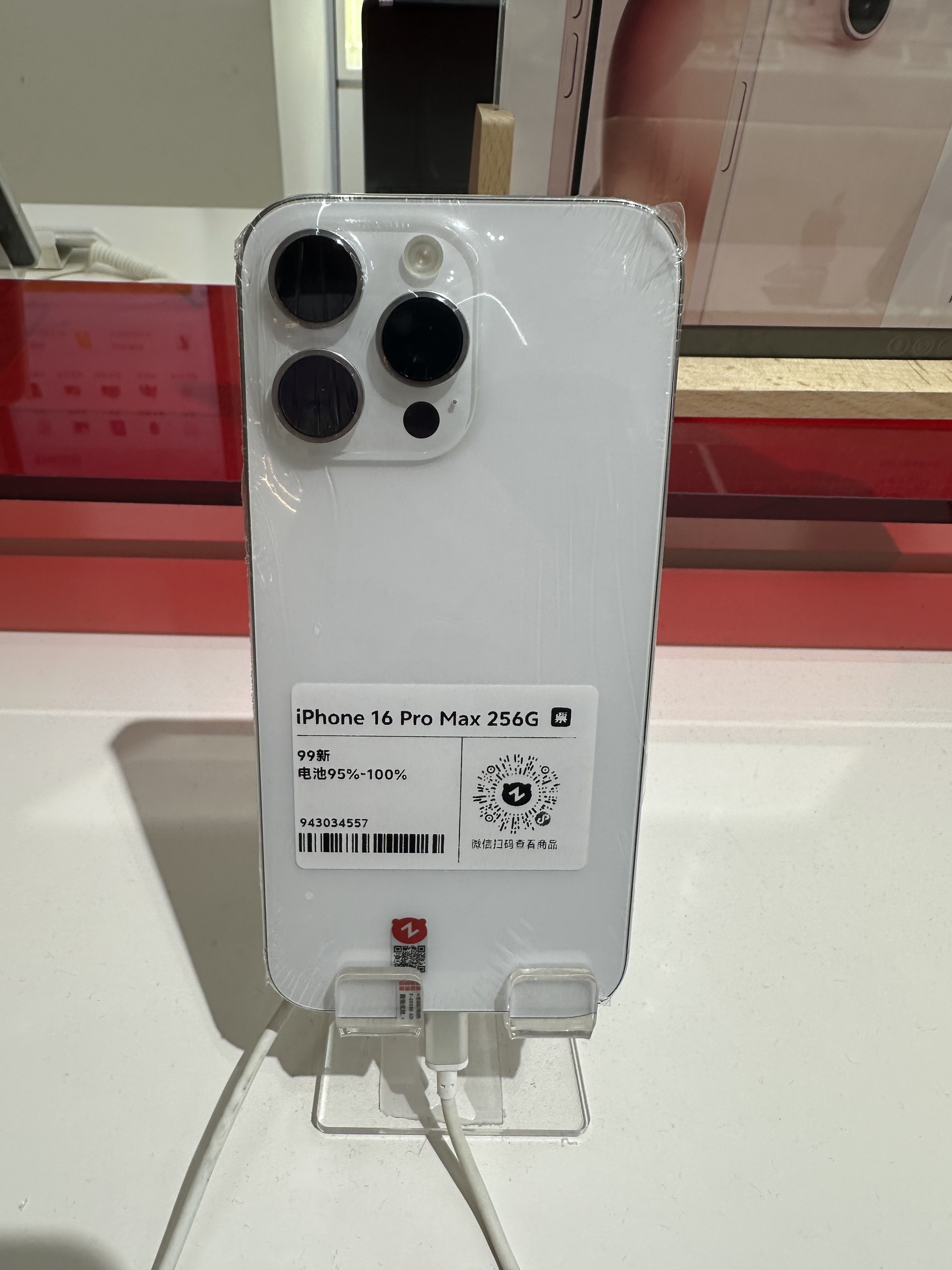
iPhone 16 Pro Max

## Přehled vlastností jednotlivých modelů
| Model iPhone                 | Model iPhone                 | 13 Pro Max                                                                                  | 13 Pro                                                                                      | 13 mini                                                             | 13                                                                  | 12 Pro Max                                                       | 12 Pro                                                           | 12 mini                                                          | 12                                                               | SE 2                                                                  | 11 Pro Max                                                            | 11 Pro                                                                | 11                                                                    | XR                                                                 | XS Max                                                                                        | XS                                                                                            | X                                                                                             | 8 Plus                                                                                        | 8                                                                                             | 7 Plus                                                                                        | 7                                                                                             | SE                                                       | 6S Plus                                                  | 6S                                                       | 6 Plus                                                                          | 6                                                                               | 5S                                                                              | 5C                                                                              | 5                                                                               | 4S                                                                              | 4                                                                               | 3GS                                                                             | 3G                                                                              | 2G                                                                              | Model iPhone           | Model iPhone                |
| ---------------------------- | ---------------------------- | ------------------------------------------------------------------------------------------- | ------------------------------------------------------------------------------------------- | ------------------------------------------------------------------- | ------------------------------------------------------------------- | ---------------------------------------------------------------- | ---------------------------------------------------------------- | ---------------------------------------------------------------- | ---------------------------------------------------------------- | --------------------------------------------------------------------- | --------------------------------------------------------------------- | --------------------------------------------------------------------- | --------------------------------------------------------------------- | ------------------------------------------------------------------ | --------------------------------------------------------------------------------------------- | --------------------------------------------------------------------------------------------- | --------------------------------------------------------------------------------------------- | --------------------------------------------------------------------------------------------- | --------------------------------------------------------------------------------------------- | --------------------------------------------------------------------------------------------- | --------------------------------------------------------------------------------------------- | -------------------------------------------------------- | -------------------------------------------------------- | -------------------------------------------------------- | ------------------------------------------------------------------------------- | ------------------------------------------------------------------------------- | ------------------------------------------------------------------------------- | ------------------------------------------------------------------------------- | ------------------------------------------------------------------------------- | ------------------------------------------------------------------------------- | ------------------------------------------------------------------------------- | ------------------------------------------------------------------------------- | ------------------------------------------------------------------------------- | ------------------------------------------------------------------------------- | ---------------------- | --------------------------- |
| Rok vydání                   | Rok vydání                   | 2021                                                                                        | 2021                                                                                        | 2021                                                                | 2021                                                                | 2020                                                             | 2020                                                             | 2020                                                             | 2020                                                             | 2020                                                                  | 2019                                                                  | 2019                                                                  | 2019                                                                  | 2018                                                               | 2018                                                                                          | 2018                                                                                          | 2017                                                                                          | 2017                                                                                          | 2017                                                                                          | 2016                                                                                          | 2016                                                                                          | 2016                                                     | 2015                                                     | 2015                                                     | 2014                                                                            | 2014                                                                            | 2013                                                                            | 2013                                                                            | 2012                                                                            | 2011                                                                            | 2010                                                                            | 2009                                                                            | 2008                                                                            | 2007                                                                            | Rok vydání             | Rok vydání                  |
| CPU                          | Označení                     | Apple A15 Bionic                                                                            | Apple A15 Bionic                                                                            | Apple A15 Bionic                                                    | Apple A15 Bionic                                                    | Apple A14 Bionic                                                 | Apple A14 Bionic                                                 | Apple A14 Bionic                                                 | Apple A14 Bionic                                                 | Apple A13 Bionic                                                      | Apple A13 Bionic                                                      | Apple A13 Bionic                                                      | Apple A13 Bionic                                                      | Apple A12 Bionic                                                   | Apple A12 Bionic                                                                              | Apple A12 Bionic                                                                              | Apple A11 Bionic                                                                              | Apple A11 Bionic                                                                              | Apple A11 Bionic                                                                              | Apple A10 Fusion                                                                              | Apple A10 Fusion                                                                              | Apple A9                                                 | Apple A9                                                 | Apple A9                                                 | Apple A8                                                                        | Apple A8                                                                        | Apple A7                                                                        | Apple A6                                                                        | Apple A6                                                                        | Apple A5                                                                        | Apple A4                                                                        | Samsung S5PC100                                                                 | Samsung S5L8900                                                                 | Samsung S5L8900                                                                 | Označení               | CPU                         |
| CPU                          | Max. takt / rychlá jádra     | 3,23 GHz (2×, Avalanche)                                                                    | 3,23 GHz (2×, Avalanche)                                                                    | 3,23 GHz (2×, Avalanche)                                            | 3,23 GHz (2×, Avalanche)                                            | 3,10 GHz (2×, Firestorm)                                         | 3,10 GHz (2×, Firestorm)                                         | 3,10 GHz (2×, Firestorm)                                         | 3,10 GHz (2×, Firestorm)                                         | 2,64 GHz (2×, Lightning)                                              | 2,64 GHz (2×, Lightning)                                              | 2,64 GHz (2×, Lightning)                                              | 2,64 GHz (2×, Lightning)                                              | 2,49 GHz (2×, Vortex)                                              | 2,49 GHz (2×, Vortex)                                                                         | 2,49 GHz (2×, Vortex)                                                                         | 2,39 GHz (2×, Monsoon)                                                                        | 2,39 GHz (2×, Monsoon)                                                                        | 2,39 GHz (2×, Monsoon)                                                                        | 2,34 GHz (2×, Big)                                                                            | 2,34 GHz (2×, Big)                                                                            | 1,85 GHz                                                 | 1,85 GHz                                                 | 1,85 GHz                                                 | 1,4 GHz                                                                         | 1,4 GHz                                                                         | 1,3 GHz                                                                         | 1,3 GHz (přetaktováno)                                                          | 1,3 GHz (přetaktováno)                                                          | 1 GHz (přetaktováno)                                                            | 1 GHz (přetaktováno)                                                            | 600 MHz                                                                         | 800 MHz (přetaktováno)                                                          | 800 MHz (přetaktováno)                                                          | Max. takt              | CPU                         |
| CPU                          | Obvyklý takt / úsporná jádra | 1,88 GHz (4×, Blizzard)                                                                     | 1,88 GHz (4×, Blizzard)                                                                     | 1,88 GHz (4×, Blizzard)                                             | 1,88 GHz (4×, Blizzard)                                             | 1,80 GHz (4×, Icestorm)                                          | 1,80 GHz (4×, Icestorm)                                          | 1,80 GHz (4×, Icestorm)                                          | 1,80 GHz (4×, Icestorm)                                          | 1,80 GHz (4×, Thunder)                                                | 1,80 GHz (4×, Thunder)                                                | 1,80 GHz (4×, Thunder)                                                | 1,80 GHz (4×, Thunder)                                                | 1,59 GHz (4×, Tempest)                                             | 1,59 GHz (4×, Tempest)                                                                        | 1,59 GHz (4×, Tempest)                                                                        | 1,3 GHz (4×, Mistral)                                                                         | 1,3 GHz (4×, Mistral)                                                                         | 1,3 GHz (4×, Mistral)                                                                         | 1,09 GHz (2×, Little)                                                                         | 1,09 GHz (2×, Little)                                                                         | 1,85 GHz                                                 | 1,85 GHz                                                 | 1,85 GHz                                                 | 1,4 GHz                                                                         | 1,4 GHz                                                                         | 1,3 GHz                                                                         | 1,02 GHz                                                                        | 1,02 GHz                                                                        | 800 MHz                                                                         | 789 MHz                                                                         | 600 MHz                                                                         | 412 MHz                                                                         | 412 MHz                                                                         | Obvyklý takt           | CPU                         |
| CPU                          | Architektura                 | 64bitová, ARMv8.4-A                                                                         | 64bitová, ARMv8.4-A                                                                         | 64bitová, ARMv8.4-A                                                 | 64bitová, ARMv8.4-A                                                 | 64bitová, ARMv8.4-A                                              | 64bitová, ARMv8.4-A                                              | 64bitová, ARMv8.4-A                                              | 64bitová, ARMv8.4-A                                              | 64bitová, ARMv8.4-A                                                   | 64bitová, ARMv8.4-A                                                   | 64bitová, ARMv8.4-A                                                   | 64bitová, ARMv8.4-A                                                   | 64bitová, ARMv8.3                                                  | 64bitová, ARMv8.3                                                                             | 64bitová, ARMv8.3                                                                             | 64bitová, ARMv8-A kompatibilní                                                                | 64bitová, ARMv8-A kompatibilní                                                                | 64bitová, ARMv8-A kompatibilní                                                                | 64bitová, ARMv8-A kompatibilní                                                                | 64bitová, ARMv8-A kompatibilní                                                                | 64bitová, ARMv8A, „Twister“                              | 64bitová, ARMv8A, „Twister“                              | 64bitová, ARMv8A, „Twister“                              | 64bitová, ARMv8A, „Typhoon“                                                     | 64bitová, ARMv8A, „Typhoon“                                                     | 32/64bitová, ARMv8, „Swift 2“                                                   | 32bitová, ARMv7 „Swift“                                                         | 32bitová, ARMv7 „Swift“                                                         | 32bitová, ARMv7                                                                 | 32bitová, ARMv7                                                                 | 32bitová, ARM                                                                   | 32bitová, ARM                                                                   | 32bitová, ARM                                                                   | Architektura           | CPU                         |
| CPU                          | Počet jader                  | 2+4                                                                                         | 2+4                                                                                         | 2+4                                                                 | 2+4                                                                 | 2+4                                                              | 2+4                                                              | 2+4                                                              | 2+4                                                              | 2+4                                                                   | 2+4                                                                   | 2+4                                                                   | 2+4                                                                   | 2+4                                                                | 2+4                                                                                           | 2+4                                                                                           | 2+4                                                                                           | 2+4                                                                                           | 2+4                                                                                           | 2+2                                                                                           | 2+2                                                                                           | 2                                                        | 2                                                        | 2                                                        | 2                                                                               | 2                                                                               | 2                                                                               | 2                                                                               | 2                                                                               | 2                                                                               | 1                                                                               | 1                                                                               | 1                                                                               | 1                                                                               | Počet jader            | CPU                         |
| Geekbench 5 skóre            | Single-core                  |                                                                                             |                                                                                             |                                                                     |                                                                     | 1571                                                             | 1575                                                             | 1567                                                             | 1570                                                             | 1310                                                                  | 1309                                                                  | 1310                                                                  | 1304                                                                  | 1104                                                               | 1108                                                                                          | 1107                                                                                          | 909                                                                                           | 915                                                                                           | 910                                                                                           | 727                                                                                           | 728                                                                                           | 539                                                      | 533                                                      | 530                                                      | 309                                                                             | 307                                                                             | 259                                                                             | –                                                                               | –                                                                               | –                                                                               | –                                                                               | –                                                                               | –                                                                               | –                                                                               | Single-core            | Geekbench 5 skóre           |
| Geekbench 5 skóre            | Multi-core                   |                                                                                             |                                                                                             |                                                                     |                                                                     | 3924                                                             | 3859                                                             | 3824                                                             | 3837                                                             | 2764                                                                  | 3263                                                                  | 3256                                                                  | 3004                                                                  | 2078                                                               | 2434                                                                                          | 2456                                                                                          | 2084                                                                                          | 1961                                                                                          | 1833                                                                                          | 1299                                                                                          | 1290                                                                                          | 991                                                      | 982                                                      | 969                                                      | 570                                                                             | 567                                                                             | 477                                                                             | –                                                                               | –                                                                               | –                                                                               | –                                                                               | –                                                                               | –                                                                               | –                                                                               | Multi-core             | Geekbench 5 skóre           |
| Geekbench 4 skóre            | Single-core                  | –                                                                                           | –                                                                                           | –                                                                   | –                                                                   | –                                                                | –                                                                | –                                                                | –                                                                | –                                                                     | 5432                                                                  | 5423                                                                  | 5385                                                                  | 4754                                                               | 4813                                                                                          | 4763                                                                                          | 4028                                                                                          | 4128                                                                                          | 4195                                                                                          | 3332                                                                                          | 3328                                                                                          | 2394                                                     | 2394                                                     | 2302                                                     | 1451                                                                            | 1417                                                                            | 1221                                                                            | 721                                                                             | 731                                                                             | 283                                                                             | asi 142                                                                         | asi 71                                                                          | asi 50                                                                          | asi 50                                                                          | Single-core            | Geekbench 4 skóre           |
| Geekbench 4 skóre            | Multi-core                   | –                                                                                           | –                                                                                           | –                                                                   | –                                                                   | –                                                                | –                                                                | –                                                                | –                                                                | –                                                                     | 13554                                                                 | 13387                                                                 | 13346                                                                 | 9367                                                               | 10842                                                                                         | 11385                                                                                         | 9287                                                                                          | 9829                                                                                          | 10005                                                                                         | 5558                                                                                          | 5545                                                                                          | 4083                                                     | 4067                                                     | 3915                                                     | 2434                                                                            | 2380                                                                            | 2050                                                                            | 1145                                                                            | 1162                                                                            | 489                                                                             | asi 142                                                                         | asi 71                                                                          | asi 50                                                                          | asi 50                                                                          | Multi-core             | Geekbench 4 skóre           |
| GPU                          | Označení                     | "Apple-Developed GPU"                                                                       | "Apple-Developed GPU"                                                                       | "Apple-Developed GPU"                                               | "Apple-Developed GPU"                                               | "Apple-Developed GPU"                                            | "Apple-Developed GPU"                                            | "Apple-Developed GPU"                                            | "Apple-Developed GPU"                                            | "Apple-Developed GPU"                                                 | "Apple-Developed GPU"                                                 | "Apple-Developed GPU"                                                 | "Apple-Developed GPU"                                                 | "Apple-Developed GPU"                                              | "Apple-Developed GPU"                                                                         | "Apple-Developed GPU"                                                                         | "Apple-Developed GPU"                                                                         | "Apple-Developed GPU"                                                                         | "Apple-Developed GPU"                                                                         | PowerVR Series 7XT GT7600 Plus                                                                | PowerVR Series 7XT GT7600 Plus                                                                | PowerVR GT7600                                           | PowerVR GT7600                                           | PowerVR GT7600                                           | PowerVR Series 6 GX6450                                                         | PowerVR Series 6 GX6450                                                         | PowerVR SGX554MP4                                                               | PowerVR SGX543MP4                                                               | PowerVR SGX543MP4                                                               | PowerVR SGX 543MP2                                                              | PowerVR SGX 535                                                                 | PowerVR MBX 3D                                                                  | PowerVR MBX 3D                                                                  | PowerVR MBX 3D                                                                  | Označení               | GPU                         |
| GPU                          | Počet jader                  | 5                                                                                           | 5                                                                                           | 4                                                                   | 4                                                                   | 4                                                                | 4                                                                | 4                                                                | 4                                                                | 4                                                                     | 4                                                                     | 4                                                                     | 4                                                                     | 4                                                                  | 4                                                                                             | 4                                                                                             | 3                                                                                             | 3                                                                                             | 3                                                                                             | 6                                                                                             | 6                                                                                             | 6                                                        | 6                                                        | 6                                                        | 4                                                                               | 4                                                                               | 4                                                                               | 3                                                                               | 3                                                                               | 2                                                                               | 1                                                                               | 1                                                                               | 1                                                                               | 1                                                                               | Počet jader            | GPU                         |
| Technologie                  | Technologie                  | 5 nm                                                                                        | 5 nm                                                                                        | 5 nm                                                                | 5 nm                                                                | 5 nm                                                             | 5 nm                                                             | 5 nm                                                             | 5 nm                                                             | 7 nm                                                                  | 7 nm                                                                  | 7 nm                                                                  | 7 nm                                                                  | 7 nm                                                               | 7 nm                                                                                          | 7 nm                                                                                          | 10 nm                                                                                         | 10 nm                                                                                         | 10 nm                                                                                         | 16 nm                                                                                         | 16 nm                                                                                         | 16 nm (TSMC), 14 nm (Samsung)                            | 16 nm (TSMC), 14 nm (Samsung)                            | 16 nm (TSMC), 14 nm (Samsung)                            | 20 nm                                                                           | 20 nm                                                                           | 28 nm                                                                           | 32 nm                                                                           | 32 nm                                                                           | 45 nm                                                                           | 45 nm                                                                           | 65 nm                                                                           | 90 nm                                                                           | 90 nm                                                                           | Technologie            | Technologie                 |
| Pohybový koprocesor          | Pohybový koprocesor          | integrovaný                                                                                 | integrovaný                                                                                 | integrovaný                                                         | integrovaný                                                         | M14, integrovaný                                                 | M14, integrovaný                                                 | M14, integrovaný                                                 | M14, integrovaný                                                 | M13, integrovaný                                                      | M13, integrovaný                                                      | M13, integrovaný                                                      | M13, integrovaný                                                      | M12, integrovaný                                                   | M12, integrovaný                                                                              | M12, integrovaný                                                                              | M11, integrovaný                                                                              | M11, integrovaný                                                                              | M11, integrovaný                                                                              | M10, integrovaný                                                                              | M10, integrovaný                                                                              | M9                                                       | M9                                                       | M9                                                       | M8                                                                              | M8                                                                              | M7                                                                              | –                                                                               | –                                                                               | –                                                                               | –                                                                               | –                                                                               | –                                                                               | –                                                                               | Pohybový koprocesor    | Pohybový koprocesor         |
| NPU                          | Označení, vlastnosti         | Neural Engine                                                                               | Neural Engine                                                                               | Neural Engine                                                       | Neural Engine                                                       | Neural Engine, o 80% rychlejší než předešlá generace             | Neural Engine, o 80% rychlejší než předešlá generace             | Neural Engine, o 80% rychlejší než předešlá generace             | Neural Engine, o 80% rychlejší než předešlá generace             | Neural Engine, o 20% rychlejší a 15% úspornější než předešlá generace | Neural Engine, o 20% rychlejší a 15% úspornější než předešlá generace | Neural Engine, o 20% rychlejší a 15% úspornější než předešlá generace | Neural Engine, o 20% rychlejší a 15% úspornější než předešlá generace | Next-generation Neural Engine                                      | Next-generation Neural Engine                                                                 | Next-generation Neural Engine                                                                 | Neural Engine                                                                                 | Neural Engine                                                                                 | Neural Engine                                                                                 | Neural Processing Unit chybí, o výpočty se stará CPU                                          | Neural Processing Unit chybí, o výpočty se stará CPU                                          | Neural Processing Unit chybí, o výpočty se stará CPU     | Neural Processing Unit chybí, o výpočty se stará CPU     | Neural Processing Unit chybí, o výpočty se stará CPU     | Neural Processing Unit chybí, o výpočty se stará CPU                            | Neural Processing Unit chybí, o výpočty se stará CPU                            | Neural Processing Unit chybí, o výpočty se stará CPU                            | Neural Processing Unit chybí, o výpočty se stará CPU                            | Neural Processing Unit chybí, o výpočty se stará CPU                            | Neural Processing Unit chybí, o výpočty se stará CPU                            | Neural Processing Unit chybí, o výpočty se stará CPU                            | Neural Processing Unit chybí, o výpočty se stará CPU                            | Neural Processing Unit chybí, o výpočty se stará CPU                            | Neural Processing Unit chybí, o výpočty se stará CPU                            | Označení               | NPU                         |
| NPU                          | Počet jader                  | 16                                                                                          | 16                                                                                          | 16                                                                  | 16                                                                  | 16                                                               | 16                                                               | 16                                                               | 16                                                               | 8                                                                     | 8                                                                     | 8                                                                     | 8                                                                     | 8                                                                  | 8                                                                                             | 8                                                                                             | 1                                                                                             | 1                                                                                             | 1                                                                                             | Neural Processing Unit chybí, o výpočty se stará CPU                                          | Neural Processing Unit chybí, o výpočty se stará CPU                                          | Neural Processing Unit chybí, o výpočty se stará CPU     | Neural Processing Unit chybí, o výpočty se stará CPU     | Neural Processing Unit chybí, o výpočty se stará CPU     | Neural Processing Unit chybí, o výpočty se stará CPU                            | Neural Processing Unit chybí, o výpočty se stará CPU                            | Neural Processing Unit chybí, o výpočty se stará CPU                            | Neural Processing Unit chybí, o výpočty se stará CPU                            | Neural Processing Unit chybí, o výpočty se stará CPU                            | Neural Processing Unit chybí, o výpočty se stará CPU                            | Neural Processing Unit chybí, o výpočty se stará CPU                            | Neural Processing Unit chybí, o výpočty se stará CPU                            | Neural Processing Unit chybí, o výpočty se stará CPU                            | Neural Processing Unit chybí, o výpočty se stará CPU                            | Počet jader            | NPU                         |
| Operační paměť               | Typ                          | LPDDR4                                                                                      | LPDDR4                                                                                      | LPDDR4                                                              | LPDDR4                                                              | LPDDR5                                                           | LPDDR5                                                           | LPDDR5                                                           | LPDDR5                                                           | LPDDR4                                                                | LPDDR4X                                                               | LPDDR4X                                                               | LPDDR4X                                                               | LPDDR4                                                             | LPDDR4                                                                                        | LPDDR4                                                                                        | LPDDR4                                                                                        | LPDDR4                                                                                        | LPDDR4                                                                                        | LPDDR4                                                                                        | LPDDR4                                                                                        | LPDDR4                                                   | LPDDR4                                                   | LPDDR4                                                   | LPDDR3                                                                          | LPDDR3                                                                          | LPDDR3                                                                          | LPDDR2                                                                          | LPDDR2                                                                          | DDR2                                                                            | DRAM                                                                            | DRAM                                                                            | DRAM                                                                            | eDRAM                                                                           | Typ                    | Operační paměť              |
| Operační paměť               | Velikost                     | 6 GiB                                                                                       | 6 GiB                                                                                       | 4 GiB                                                               | 4 GiB                                                               | 6 GiB                                                            | 6 GiB                                                            | 4 GiB                                                            | 4 GiB                                                            | 3 GiB                                                                 | 4 GiB                                                                 | 4 GiB                                                                 | 4 GiB                                                                 | 3 GiB                                                              | 4 GiB                                                                                         | 4 GiB                                                                                         | 3 GiB                                                                                         | 3 GiB                                                                                         | 2 GiB                                                                                         | 3 GiB                                                                                         | 2 GiB                                                                                         | 2 GiB                                                    | 2 GiB                                                    | 2 GiB                                                    | 1 GiB                                                                           | 1 GiB                                                                           | 1 GiB                                                                           | 1 GiB                                                                           | 1 GiB                                                                           | 512 MiB                                                                         | 512 MiB                                                                         | 256 MB                                                                          | 128 MiB                                                                         | 128 MiB                                                                         | Velikost               | Operační paměť              |
| Úložiště (paměť flash)       | Úložiště (paměť flash)       | 128 GiB, 256 GiB, 512 GiB, 1TiB                                                             | 128 GiB, 256 GiB, 512 GiB, 1TiB                                                             | 128, 256, 512 GiB                                                   | 128, 256, 512 GiB                                                   | 128, 256, 512 GiB                                                | 128, 256, 512 GiB                                                | 64, 128, 256 GiB                                                 | 64, 128, 256 GiB                                                 | 64, 128, 256 GiB                                                      | 64, 256, 512 GiB                                                      | 64, 256, 512 GiB                                                      | 64, 128, 256 GiB                                                      | 64, 128, 256 GiB                                                   | 64, 256, 512 GiB                                                                              | 64, 256, 512 GiB                                                                              | 64, 256 GiB                                                                                   | 64, 256 GiB                                                                                   | 64, 256 GiB                                                                                   | 32, 128, 256 GiB                                                                              | 32, 128, 256 GiB                                                                              | 16, 64 GiB                                               | 32, 128, 256 GiB                                         | 32, 128, 256 GiB                                         | 16, 64, 128 GiB                                                                 | 16, 64, 128 GiB                                                                 | 16, 32, 64 GiB                                                                  | 16, 32, 64 GiB                                                                  | 16, 32, 64 GiB                                                                  | 8, 16, 32, 64 GiB                                                               | 8, 16, 32 a 64 GiB                                                              | 8, 16, 32 GiB                                                                   | 8 GB, 16 GiB                                                                    | 4, 8, 16 GiB                                                                    | Úložiště (paměť flash) | Úložiště (paměť flash)      |
| Model iPhone                 | Model iPhone                 | 13 Pro Max                                                                                  | 13 Pro                                                                                      | 13 mini                                                             | 13                                                                  | 12 Pro Max                                                       | 12 Pro                                                           | 12 mini                                                          | 12                                                               | SE 2                                                                  | 11 Pro Max                                                            | 11 Pro                                                                | 11                                                                    | XR                                                                 | XS Max                                                                                        | XS                                                                                            | X                                                                                             | 8 Plus                                                                                        | 8                                                                                             | 7 Plus                                                                                        | 7                                                                                             | SE                                                       | 6S Plus                                                  | 6S                                                       | 6 Plus                                                                          | 6                                                                               | 5S                                                                              | 5C                                                                              | 5                                                                               | 4S                                                                              | 4                                                                               | 3GS                                                                             | 3G                                                                              | 2G                                                                              | Model iPhone           | Model iPhone                |
| Displej                      | Typ                          | OLED                                                                                        | OLED                                                                                        | OLED                                                                | OLED                                                                | OLED                                                             | OLED                                                             | OLED                                                             | OLED                                                             | LCD                                                                   | OLED                                                                  | OLED                                                                  | LCD                                                                   | LCD                                                                | OLED                                                                                          | OLED                                                                                          | OLED                                                                                          | IPS LCD                                                                                       | IPS LCD                                                                                       | IPS LCD                                                                                       | IPS LCD                                                                                       | IPS LCD                                                  | IPS LCD                                                  | IPS LCD                                                  | IPS LCD                                                                         | IPS LCD                                                                         | IPS LCD                                                                         | IPS LCD                                                                         | IPS LCD                                                                         | IPS LCD                                                                         | IPS LCD                                                                         | IPS LCD                                                                         | IPS LCD                                                                         | IPS LCD                                                                         | Typ                    | Displej                     |
| Displej                      | Další technologie            | True Tone                                                                                   | True Tone                                                                                   | True Tone                                                           | True Tone                                                           | True Tone                                                        | True Tone                                                        | True Tone                                                        | True Tone                                                        | True Tone                                                             | True Tone                                                             | True Tone                                                             | True Tone                                                             | True Tone                                                          | True Tone                                                                                     | True Tone                                                                                     | True Tone                                                                                     | True Tone                                                                                     | True Tone                                                                                     | –                                                                                             | –                                                                                             | –                                                        | –                                                        | –                                                        | –                                                                               | –                                                                               | –                                                                               | –                                                                               | –                                                                               | –                                                                               | –                                                                               | –                                                                               | –                                                                               | –                                                                               | Další technologie      | Displej                     |
| Displej                      | Úhlopříčka                   | 6,7 palce                                                                                   | 6,1 palce                                                                                   | 5,4 palce                                                           | 6,1 palce                                                           | 6,7 palce                                                        | 6,1 palce                                                        | 5,4 palce                                                        | 6,1 palce                                                        | 4,7 palce                                                             | 6,5 palce                                                             | 5,8 palce                                                             | 6,1 palce                                                             | 6,1 palce                                                          | 6,5 palce                                                                                     | 5,8 palce                                                                                     | 5,8 palce                                                                                     | 5,5 palce                                                                                     | 4,7 palce                                                                                     | 5,5 palce                                                                                     | 4,7 palce                                                                                     | 4 palce                                                  | 5,5 palce                                                | 4,7 palce                                                | 5,5 palce                                                                       | 4,7 palce                                                                       | 4 palce                                                                         | 4 palce                                                                         | 4 palce                                                                         | 3,5 palce                                                                       | 3,5 palce                                                                       | 3,5 palce                                                                       | 3,5 palce                                                                       | 3,5 palce                                                                       | Úhlopříčka             | Displej                     |
| Displej                      | Rozlišení                    | 2778×1284px                                                                                 | 2532×1170px                                                                                 | 2340×1080px                                                         | 2532×1170px                                                         | 2778×1284px                                                      | 2532×1170px                                                      | 2340×1080px                                                      | 2532×1170px                                                      | 1334×750px                                                            | 2688×1242px                                                           | 2346×1125px                                                           | 1792×828px                                                            | 1792×828px                                                         | 2688×1242px                                                                                   | 2436×1125px                                                                                   | 2436×1125px                                                                                   | 1920×1080px                                                                                   | 1334×750px                                                                                    | 1920×1080px                                                                                   | 1334×750px                                                                                    | 1136×640 px                                              | 1920×1080px                                              | 1334×750px                                               | 1920×1080px                                                                     | 1334×750px                                                                      | 1136×640 px                                                                     | 1136×640 px                                                                     | 1136×640 px                                                                     | 960×640 px                                                                      | 960×640 px                                                                      | 480×320 px                                                                      | 480×320 px                                                                      | 480×320 px                                                                      | Rozlišení              | Displej                     |
| Displej                      | Hustota pixelů               | 458 ppi                                                                                     | 460 ppi                                                                                     | 476 ppi                                                             | 460 ppi                                                             | 457 ppi                                                          | 457 ppi                                                          | 477 ppi                                                          | 457 ppi                                                          | 326 ppi                                                               | 458 ppi                                                               | 458 ppi                                                               | 326 ppi                                                               | 326 ppi                                                            | 458 ppi                                                                                       | 458 ppi                                                                                       | 458 ppi                                                                                       | 401 ppi                                                                                       | 326 ppi                                                                                       | 401 ppi                                                                                       | 326 ppi                                                                                       | 326 ppi                                                  | 401 ppi                                                  | 326 ppi                                                  | 401 ppi                                                                         | 326 ppi                                                                         | 326 ppi                                                                         | 326 ppi                                                                         | 326 ppi                                                                         | 330 ppi                                                                         | 330 ppi                                                                         | 165 ppi                                                                         | 165 ppi                                                                         | 165 ppi                                                                         | Hustota pixelů         | Displej                     |
| Displej                      | Poměr stran                  | 19.5 : 9                                                                                    | 19.5 : 9                                                                                    | 19.5 : 9                                                            | 19.5 : 9                                                            | 19.5 : 9                                                         | 19.5 : 9                                                         | 19.5 : 9                                                         | 19.5 : 9                                                         | 16 : 9                                                                | 19.5 : 9                                                              | 19.5 : 9                                                              | 19.5 : 9                                                              | 19.5 : 9                                                           | 19.5 : 9                                                                                      | 19.5 : 9                                                                                      | 19.5 : 9                                                                                      | 16 : 9                                                                                        | 16 : 9                                                                                        | 16 : 9                                                                                        | 16 : 9                                                                                        | 16 : 9                                                   | 16 : 9                                                   | 16 : 9                                                   | 16 : 9                                                                          | 16 : 9                                                                          | 16 : 9                                                                          | 16 : 9                                                                          | 16 : 9                                                                          | 3 : 2                                                                           | 3 : 2                                                                           | 3 : 2                                                                           | 3 : 2                                                                           | 3 : 2                                                                           | Poměr stran            | Displej                     |
| Displej                      | Podíl obrazovky              |                                                                                             |                                                                                             |                                                                     |                                                                     | 88,1 %                                                           | 87,43 %                                                          | 85,06 %                                                          | 87,43 %                                                          | 65,57 %                                                               | 84,71 %                                                               | 80,61 %                                                               | 80,28 %                                                               | 80,28 %                                                            | 85,51 %                                                                                       | 81,4 %                                                                                        | 81,4 %                                                                                        | 67,63 %                                                                                       | 65,57 %                                                                                       | 67,87 %                                                                                       | 65,82 %                                                                                       | 61,05 %                                                  | 67,89 %                                                  | 65,82 %                                                  | 68,02 %                                                                         | 66,01 %                                                                         | 61,05 %                                                                         | 60,14 %                                                                         | 61,05 %                                                                         | 54,21 %                                                                         | 54,21 %                                                                         | 51,02 %                                                                         | 51,02 %                                                                         | 52,17 %                                                                         | Podíl obrazovky        | Displej                     |
| Vstupní zařízení             | Hlavní ovládací prvek        | 3D Touch zrušen, pouze simulace Long Press (Haptic Touch)                                   | 3D Touch zrušen, pouze simulace Long Press (Haptic Touch)                                   | 3D Touch zrušen, pouze simulace Long Press (Haptic Touch)           | 3D Touch zrušen, pouze simulace Long Press (Haptic Touch)           | 3D Touch zrušen, pouze simulace Long Press (Haptic Touch)        | 3D Touch zrušen, pouze simulace Long Press (Haptic Touch)        | 3D Touch zrušen, pouze simulace Long Press (Haptic Touch)        | 3D Touch zrušen, pouze simulace Long Press (Haptic Touch)        | 3D Touch zrušen, pouze simulace Long Press (Haptic Touch)             | 3D Touch zrušen, pouze simulace Long Press (Haptic Touch)             | 3D Touch zrušen, pouze simulace Long Press (Haptic Touch)             | 3D Touch zrušen, pouze simulace Long Press (Haptic Touch)             | 3D Touch zrušen, pouze simulace Long Press (Haptic Touch)          | 3D Touch (snímání více úrovní přítlaku) v kombinaci s Taptic Engine (vibrační hmatová odezva) | 3D Touch (snímání více úrovní přítlaku) v kombinaci s Taptic Engine (vibrační hmatová odezva) | 3D Touch (snímání více úrovní přítlaku) v kombinaci s Taptic Engine (vibrační hmatová odezva) | 3D Touch (snímání více úrovní přítlaku) v kombinaci s Taptic Engine (vibrační hmatová odezva) | 3D Touch (snímání více úrovní přítlaku) v kombinaci s Taptic Engine (vibrační hmatová odezva) | 3D Touch (snímání více úrovní přítlaku) v kombinaci s Taptic Engine (vibrační hmatová odezva) | 3D Touch (snímání více úrovní přítlaku) v kombinaci s Taptic Engine (vibrační hmatová odezva) | kapacitní dotykový displej                               | 3D Touch, Taptic Engine                                  | 3D Touch, Taptic Engine                                  | kapacitní dotykový displej s 5 body dotyku (6. je systémem automaticky zahozen) | kapacitní dotykový displej s 5 body dotyku (6. je systémem automaticky zahozen) | kapacitní dotykový displej s 5 body dotyku (6. je systémem automaticky zahozen) | kapacitní dotykový displej s 5 body dotyku (6. je systémem automaticky zahozen) | kapacitní dotykový displej s 5 body dotyku (6. je systémem automaticky zahozen) | kapacitní dotykový displej s 5 body dotyku (6. je systémem automaticky zahozen) | kapacitní dotykový displej s 5 body dotyku (6. je systémem automaticky zahozen) | kapacitní dotykový displej s 5 body dotyku (6. je systémem automaticky zahozen) | kapacitní dotykový displej s 5 body dotyku (6. je systémem automaticky zahozen) | kapacitní dotykový displej s 5 body dotyku (6. je systémem automaticky zahozen) | Hlavní ovládací prvek  | Vstupní zařízení            |
| Vstupní zařízení             | Tlačítko „Home“              | zrušeno, nahrazeno gesty                                                                    | zrušeno, nahrazeno gesty                                                                    | zrušeno, nahrazeno gesty                                            | zrušeno, nahrazeno gesty                                            | zrušeno, nahrazeno gesty                                         | zrušeno, nahrazeno gesty                                         | zrušeno, nahrazeno gesty                                         | zrušeno, nahrazeno gesty                                         | virtuální, zapuštěné                                                  | zrušeno, nahrazeno gesty                                              | zrušeno, nahrazeno gesty                                              | zrušeno, nahrazeno gesty                                              | zrušeno, nahrazeno gesty                                           | zrušeno, nahrazeno gesty                                                                      | zrušeno, nahrazeno gesty                                                                      | zrušeno, nahrazeno gesty                                                                      | virtuální zapuštěné tlačítko „Home“                                                           | virtuální zapuštěné tlačítko „Home“                                                           | virtuální zapuštěné tlačítko „Home“                                                           | virtuální zapuštěné tlačítko „Home“                                                           | fyzické tlačítko, safír                                  | fyzické tlačítko, safír                                  | fyzické tlačítko, safír                                  | fyzické tlačítko, safír                                                         | fyzické tlačítko, safír                                                         | fyzické tlačítko, safír                                                         | fyzické tlačítko, plast                                                         | fyzické tlačítko, plast                                                         | fyzické tlačítko, plast                                                         | fyzické tlačítko, plast                                                         | fyzické tlačítko, plast                                                         | fyzické tlačítko, plast                                                         | fyzické tlačítko, plast                                                         | Tlačítko „Home“        | Vstupní zařízení            |
| Vstupní zařízení             | Uspávací tlačítko            | umístěno na boku                                                                            | umístěno na boku                                                                            | umístěno na boku                                                    | umístěno na boku                                                    | umístěno na boku                                                 | umístěno na boku                                                 | umístěno na boku                                                 | umístěno na boku                                                 | umístěno na boku                                                      | umístěno na boku                                                      | umístěno na boku                                                      | umístěno na boku                                                      | umístěno na boku                                                   | umístěno na boku                                                                              | umístěno na boku                                                                              | umístěno na boku                                                                              | umístěno na boku                                                                              | umístěno na boku                                                                              | umístěno na boku                                                                              | umístěno na boku                                                                              | umístěno nahoře                                          | umístěno na boku                                         | umístěno na boku                                         | umístěno na boku                                                                | umístěno na boku                                                                | umístěno nahoře                                                                 | umístěno nahoře                                                                 | umístěno nahoře                                                                 | umístěno nahoře                                                                 | umístěno nahoře                                                                 | umístěno nahoře                                                                 | umístěno nahoře                                                                 | umístěno nahoře                                                                 | Uspávací tlačítko      | Vstupní zařízení            |
| Vstupní zařízení             | Další ovládací prvky         | hlasitost + a −, přepínač hlasitého a tichého režimu                                        | hlasitost + a −, přepínač hlasitého a tichého režimu                                        | hlasitost + a −, přepínač hlasitého a tichého režimu                | hlasitost + a −, přepínač hlasitého a tichého režimu                | hlasitost + a −, přepínač hlasitého a tichého režimu             | hlasitost + a −, přepínač hlasitého a tichého režimu             | hlasitost + a −, přepínač hlasitého a tichého režimu             | hlasitost + a −, přepínač hlasitého a tichého režimu             | hlasitost + a −, přepínač hlasitého a tichého režimu                  | hlasitost + a −, přepínač hlasitého a tichého režimu                  | hlasitost + a −, přepínač hlasitého a tichého režimu                  | hlasitost + a −, přepínač hlasitého a tichého režimu                  | hlasitost + a −, přepínač hlasitého a tichého režimu               | hlasitost + a −, přepínač hlasitého a tichého režimu                                          | hlasitost + a −, přepínač hlasitého a tichého režimu                                          | hlasitost + a −, přepínač hlasitého a tichého režimu                                          | hlasitost + a −, přepínač hlasitého a tichého režimu                                          | hlasitost + a −, přepínač hlasitého a tichého režimu                                          | hlasitost + a −, přepínač hlasitého a tichého režimu                                          | hlasitost + a −, přepínač hlasitého a tichého režimu                                          | hlasitost + a −, přepínač hlasitého a tichého režimu     | hlasitost + a −, přepínač hlasitého a tichého režimu     | hlasitost + a −, přepínač hlasitého a tichého režimu     | hlasitost + a −, přepínač hlasitého a tichého režimu                            | hlasitost + a −, přepínač hlasitého a tichého režimu                            | hlasitost + a −, přepínač hlasitého a tichého režimu                            | hlasitost + a −, přepínač hlasitého a tichého režimu                            | hlasitost + a −, přepínač hlasitého a tichého režimu                            | hlasitost + a −, přepínač hlasitého a tichého režimu                            | hlasitost + a −, přepínač hlasitého a tichého režimu                            | hlasitost + a −, přepínač hlasitého a tichého režimu                            | hlasitost + a −, přepínač hlasitého a tichého režimu                            | hlasitost + a −, přepínač hlasitého a tichého režimu                            | Další ovládací prvky   | Vstupní zařízení            |
| Vstupní zařízení             | Bezpečnostní prvky           | Face ID                                                                                     | Face ID                                                                                     | Face ID                                                             | Face ID                                                             | Face ID                                                          | Face ID                                                          | Face ID                                                          | Face ID                                                          | Touch ID (v2)                                                         | Face ID                                                               | Face ID                                                               | Face ID                                                               | Face ID                                                            | Face ID                                                                                       | Face ID                                                                                       | Face ID                                                                                       | rychlejší verze Touch ID                                                                      | rychlejší verze Touch ID                                                                      | rychlejší verze Touch ID                                                                      | rychlejší verze Touch ID                                                                      | rychlejší verze Touch ID                                 | rychlejší verze Touch ID                                 | rychlejší verze Touch ID                                 | senzor otisku prstů Touch ID                                                    | senzor otisku prstů Touch ID                                                    | senzor otisku prstů Touch ID                                                    | pouze kódový zámek                                                              | pouze kódový zámek                                                              | pouze kódový zámek                                                              | pouze kódový zámek                                                              | pouze kódový zámek                                                              | pouze kódový zámek                                                              | pouze kódový zámek                                                              | Bezpečnostní prvky     | Vstupní zařízení            |
| Zjišťování polohy            | Zjišťování polohy            | GPS, GLONASS, Galileo, QZSS, BeiDou                                                         | GPS, GLONASS, Galileo, QZSS, BeiDou                                                         | GPS, GLONASS, Galileo, QZSS, BeiDou                                 | GPS, GLONASS, Galileo, QZSS, BeiDou                                 | GNSS-2, GNSS-1 (+BeiDou)                                         | GNSS-2, GNSS-1 (+BeiDou)                                         | GNSS-2, GNSS-1 (+BeiDou)                                         | GNSS-2, GNSS-1 (+BeiDou)                                         | GNSS-2, GNSS-1                                                        | GNSS-2, GNSS-1                                                        | GNSS-2, GNSS-1                                                        | GNSS-2, GNSS-1                                                        | GNSS-2, GNSS-1 (Galileo, QZSS + GLONASS, A-GPS)                    | GNSS-2, GNSS-1 (Galileo, QZSS + GLONASS, A-GPS)                                               | GNSS-2, GNSS-1 (Galileo, QZSS + GLONASS, A-GPS)                                               | GNSS-2, GNSS-1 (Galileo, QZSS + GLONASS, A-GPS)                                               | GNSS-2, GNSS-1 (Galileo, QZSS + GLONASS, A-GPS)                                               | GNSS-2, GNSS-1 (Galileo, QZSS + GLONASS, A-GPS)                                               | GNSS-1 (GLONASS + A-GPS)                                                                      | GNSS-1 (GLONASS + A-GPS)                                                                      | GNSS-1 (GLONASS + A-GPS)                                 | GNSS-1 (GLONASS + A-GPS)                                 | GNSS-1 (GLONASS + A-GPS)                                 | GNSS-1 (GLONASS + A-GPS)                                                        | GNSS-1 (GLONASS + A-GPS)                                                        | GNSS-1 (GLONASS + A-GPS)                                                        | GNSS-1 (GLONASS + A-GPS)                                                        | GNSS-1 (GLONASS + A-GPS)                                                        | gyroskop + A-GPS                                                                | gyroskop + A-GPS                                                                | elektronický kompas + A-GPS                                                     | triangulace BTS a wifi stanic, GPS                                              | triangulace BTS a wifi stanic                                                   | Zjišťování polohy      | Zjišťování polohy           |
| OS                           | Původní                      | iOS 15                                                                                      | iOS 15                                                                                      | iOS 15                                                              | iOS 15                                                              | iOS 14                                                           | iOS 14                                                           | iOS 14                                                           | iOS 14                                                           | iOS 13.4                                                              | iOS 13                                                                | iOS 13                                                                | iOS 13                                                                | iOS 12                                                             | iOS 12                                                                                        | iOS 12                                                                                        | iOS 11                                                                                        | iOS 11                                                                                        | iOS 11                                                                                        | iOS 10                                                                                        | iOS 10                                                                                        | iOS 9                                                    | iOS 9                                                    | iOS 9                                                    | iOS 8                                                                           | iOS 8                                                                           | iOS 7                                                                           | iOS 7                                                                           | iOS 6                                                                           | iOS 5                                                                           | iOS 4                                                                           | iPhone OS 3.0                                                                   | iPhone OS 2.0                                                                   | iPhone OS 1.0                                                                   | Původní                | OS                          |
| OS                           | Aktuální                     | iOS 15                                                                                      | iOS 15                                                                                      | iOS 15                                                              | iOS 15                                                              | iOS 14.5.1                                                       | iOS 14.5.1                                                       | iOS 14.5.1                                                       | iOS 14.5.1                                                       | iOS 14.5.1                                                            | iOS 14.5.1                                                            | iOS 14.5.1                                                            | iOS 14.5.1                                                            | iOS 14.5.1                                                         | iOS 14.5.1                                                                                    | iOS 14.5.1                                                                                    | iOS 14.5.1                                                                                    | iOS 14.5.1                                                                                    | iOS 14.5.1                                                                                    | iOS 14.5.1                                                                                    | iOS 14.5.1                                                                                    | iOS 14.5.1                                               | iOS 14.5.1                                               | iOS 14.5.1                                               | iOS 12.4.9                                                                      | iOS 12.4.9                                                                      | iOS 12.4.9                                                                      | iOS 10.1                                                                        | iOS 10.1                                                                        | iOS 9.3.6                                                                       | iOS 7.1.2                                                                       | iOS 6.1.6                                                                       | iOS 4.2.1                                                                       | iPhone OS 3.1.3                                                                 | Aktuální               | OS                          |
| Mobilní sítě                 | Technologie                  | 5G (sub-6 GHz and mmWave), 4×4 MIMO LTE; Cat 18, 1 Gb/s                                     | 5G (sub-6 GHz and mmWave), 4×4 MIMO LTE; Cat 18, 1 Gb/s                                     | 5G (sub-6 GHz and mmWave), 4×4 MIMO LTE; Cat 18, 1 Gb/s             | 5G (sub-6 GHz and mmWave), 4×4 MIMO LTE; Cat 18, 1 Gb/s             | 5G (sub-6 GHz and mmWave), 4×4 MIMO LTE; Cat 18, 1 Gb/s          | 5G (sub-6 GHz and mmWave), 4×4 MIMO LTE; Cat 18, 1 Gb/s          | 5G (sub-6 GHz and mmWave), 4×4 MIMO LTE; Cat 18, 1 Gb/s          | 5G (sub-6 GHz and mmWave), 4×4 MIMO LTE; Cat 18, 1 Gb/s          | 4×4 MIMO LTE; Cat 18, 1 Gb/s                                          | 4×4 MIMO LTE; Cat 18, 1 Gb/s                                          | 4×4 MIMO LTE; Cat 18, 1 Gb/s                                          | 4×4 MIMO LTE; Cat 18, 1 Gb/s                                          | LTE; Cat 12, 600 Mbit/s                                            | 4×4 MIMO LTE; Cat 18, 1 Gb/s                                                                  | 4×4 MIMO LTE; Cat 18, 1 Gb/s                                                                  | LTE; Cat 12, 600 Mbit/s                                                                       | LTE; Cat 12, 600 Mbit/s                                                                       | LTE; Cat 12, 600 Mbit/s                                                                       | LTE; Cat 9, 450 Mbit/s                                                                        | LTE; Cat 9, 450 Mbit/s                                                                        | LTE Advanced; Cat 6, 300 Mbit/s                          | LTE Advanced; Cat 6, 300 Mbit/s                          | LTE Advanced; Cat 6, 300 Mbit/s                          | celosvětová podpora LTE                                                         | celosvětová podpora LTE                                                         | LTE 800, 900 a 1800 MHz                                                         | LTE 800, 900 a 1800 MHz                                                         | LTE 900 MHz                                                                     | 14,4 Mbit/s HSDPA                                                               | UMTS 850/1900/2100 (HSDPA)                                                      | UMTS 850/1900/2100 (HSDPA)                                                      | UMTS 850/1900/2100 (HSDPA)                                                      | GSM 850/900/1800/1900 (GPRS, EDGE)                                              | Technologie            | Mobilní sítě                |
| Mobilní sítě                 | Typ SIM                      | Dual Nano SIM + eSIM                                                                        | Dual Nano SIM + eSIM                                                                        | Dual Nano SIM + eSIM                                                | Dual Nano SIM + eSIM                                                | Dual Nano SIM + eSIM                                             | Dual Nano SIM + eSIM                                             | Dual Nano SIM + eSIM                                             | Dual Nano SIM + eSIM                                             | Dual Nano SIM + eSIM                                                  | Dual Nano SIM + eSIM                                                  | Dual Nano SIM + eSIM                                                  | Dual Nano SIM + eSIM                                                  | Dual Nano SIM + eSIM                                               | Dual Nano SIM + eSIM                                                                          | Dual Nano SIM + eSIM                                                                          | Nano SIM                                                                                      | Nano SIM                                                                                      | Nano SIM                                                                                      | Nano SIM                                                                                      | Nano SIM                                                                                      | Nano SIM                                                 | Nano SIM                                                 | Nano SIM                                                 | Nano SIM                                                                        | Nano SIM                                                                        | Nano SIM                                                                        | Nano SIM                                                                        | Nano SIM                                                                        | Micro SIM                                                                       | Micro SIM                                                                       | Mini SIM                                                                        | Mini SIM                                                                        | Mini SIM                                                                        | Typ SIM                | Mobilní sítě                |
| Další bezdrátová komunikace  | Wi-Fi                        | Wi-Fi 6 (802.11ax s technologií MIMO)                                                       | Wi-Fi 6 (802.11ax s technologií MIMO)                                                       | Wi-Fi 6 (802.11ax s technologií MIMO)                               | Wi-Fi 6 (802.11ax s technologií MIMO)                               | Wi-Fi 6 (802.11ax s technologií MIMO)                            | Wi-Fi 6 (802.11ax s technologií MIMO)                            | Wi-Fi 6 (802.11ax s technologií MIMO)                            | Wi-Fi 6 (802.11ax s technologií MIMO)                            | Wi-Fi 6 (802.11ax s technologií MIMO)                                 | Wi-Fi 6 (802.11ax s technologií MIMO)                                 | Wi-Fi 6 (802.11ax s technologií MIMO)                                 | Wi-Fi 6 (802.11ax s technologií MIMO)                                 | Wi-Fi 5 (802.11ac s technologií MIMO)                              | Wi-Fi 5 (802.11ac s technologií MIMO)                                                         | Wi-Fi 5 (802.11ac s technologií MIMO)                                                         | Wi-Fi 5 (802.11ac s technologií MIMO)                                                         | Wi-Fi 5 (802.11ac s technologií MIMO)                                                         | Wi-Fi 5 (802.11ac s technologií MIMO)                                                         | Wi-Fi 5 (a/ac/b/g/n)                                                                          | Wi-Fi 5 (a/ac/b/g/n)                                                                          | Wi-Fi 5 (a/ac/b/g/n)                                     | Wi-Fi 5 (a/ac/b/g/n)                                     | Wi-Fi 5 (a/ac/b/g/n)                                     | Wi-Fi 5 (a/ac/b/g/n)                                                            | Wi-Fi 5 (a/ac/b/g/n)                                                            | Wi-Fi 4 (a/b/g/n)                                                               | Wi-Fi 4 (a/b/g/n)                                                               | Wi-Fi 4 (a/b/g/n)                                                               | b/g/n                                                                           | b/g/n                                                                           | b/g                                                                             | b/g                                                                             | b/g                                                                             | Wi-Fi                  | Další bezdrátová komunikace |
| Další bezdrátová komunikace  | Bluetooth                    | 5.0                                                                                         | 5.0                                                                                         | 5.0                                                                 | 5.0                                                                 | 5.0                                                              | 5.0                                                              | 5.0                                                              | 5.0                                                              | 5.0                                                                   | 5.0                                                                   | 5.0                                                                   | 5.0                                                                   | 5.0                                                                | 5.0                                                                                           | 5.0                                                                                           | 5.0                                                                                           | 5.0                                                                                           | 5.0                                                                                           | 4.2                                                                                           | 4.2                                                                                           | 4.2                                                      | 4.2                                                      | 4.2                                                      | 4.0 (4.2 od podzimu 2015)                                                       | 4.0 (4.2 od podzimu 2015)                                                       | 4.0                                                                             | 4.0                                                                             | 4.0                                                                             | 4.0                                                                             | 2.1 + EDR                                                                       | 2.1 + EDR                                                                       | 2.1 + EDR                                                                       | 2.0                                                                             | Bluetooth              | Další bezdrátová komunikace |
| Akumulátor                   | Typ                          | Li-ion                                                                                      | Li-ion                                                                                      | Li-ion                                                              | Li-ion                                                              | Li-ion                                                           | Li-ion                                                           | Li-ion                                                           | Li-ion                                                           | Li-ion                                                                | Li-ion                                                                | Li-ion                                                                | Li-ion                                                                | Li-ion                                                             | Li-ion                                                                                        | Li-ion                                                                                        | Li-ion                                                                                        | Li-ion                                                                                        | Li-ion                                                                                        | Li-ion                                                                                        | Li-ion                                                                                        | Li-ion                                                   | Li-ion                                                   | Li-ion                                                   | Li-ion                                                                          | Li-ion                                                                          | Li-ion                                                                          | Li-ion                                                                          | Li-ion                                                                          | Li-ion                                                                          | Li-ion                                                                          | Li-pol                                                                          | Li-pol                                                                          | Li-ion                                                                          | Typ                    | Akumulátor                  |
| Akumulátor                   | Kapacita                     | 4 352 mAh                                                                                   | 3 095 mAh                                                                                   | 2 406 mAh                                                           | 3 227 mAh                                                           | 3 687 mAh                                                        | 2 815 mAh                                                        | 2 227 mAh                                                        | 2 815 mAh                                                        | 1 821 mAh                                                             | 3 969 mAh                                                             | 3 046 mAh                                                             | 3 110 mAh                                                             | 2 942 mAh                                                          | 3 174 mAh                                                                                     | 2 658 mAh                                                                                     | 2 716 mAh                                                                                     | 2 675 mAh                                                                                     | 1 821 mAh                                                                                     | 2 900 mAh                                                                                     | 1 960 mAh                                                                                     | 1 624 mAh                                                | 2 750 mAh                                                | 1 715 mAh                                                | 2 915 mAh                                                                       | 1 810 mAh                                                                       | 1 560 mAh                                                                       | 1 510 mAh                                                                       | 1 440 mAh                                                                       | 1 430 mAh                                                                       | 1 420 mAh                                                                       | 1 219 mAh                                                                       | 1 150 mAh                                                                       | 1 400 mAh                                                                       | Kapacita               | Akumulátor                  |
| Model iPhone                 | Model iPhone                 | 13 Pro Max                                                                                  | 13 Pro                                                                                      | 13 mini                                                             | 13                                                                  | 12 Pro Max                                                       | 12 Pro                                                           | 12 mini                                                          | 12                                                               | SE 2                                                                  | 11 Pro Max                                                            | 11 Pro                                                                | 11                                                                    | XR                                                                 | XS Max                                                                                        | XS                                                                                            | X                                                                                             | 8 Plus                                                                                        | 8                                                                                             | 7 Plus                                                                                        | 7                                                                                             | SE                                                       | 6S Plus                                                  | 6S                                                       | 6 Plus                                                                          | 6                                                                               | 5S                                                                              | 5C                                                                              | 5                                                                               | 4S                                                                              | 4                                                                               | 3GS                                                                             | 3G                                                                              | 2G                                                                              | Model iPhone           | Model iPhone                |
| Fotoaparát                   | Přední                       | TrueDepth 12 Mpx ƒ/2,2                                                                      | TrueDepth 12 Mpx ƒ/2,2                                                                      | TrueDepth 12 Mpx ƒ/2,2                                              | TrueDepth 12 Mpx ƒ/2,2                                              | TrueDepth 12 Mpx ƒ/2,2                                           | TrueDepth 12 Mpx ƒ/2,2                                           | TrueDepth 12 Mpx ƒ/2,2                                           | TrueDepth 12 Mpx ƒ/2,2                                           | TrueDepth 12 Mpx ƒ/2,2                                                | TrueDepth 12 Mpx ƒ/2,2                                                | TrueDepth 12 Mpx ƒ/2,2                                                | TrueDepth 12 Mpx ƒ/2,2                                                | TrueDepth 7 Mpx ƒ/2,2                                              | TrueDepth 7 Mpx ƒ/2,2                                                                         | TrueDepth 7 Mpx ƒ/2,2                                                                         | TrueDepth 7 Mpx ƒ/2,2                                                                         | Facetime HD 7 Mpx ƒ/2,2                                                                       | Facetime HD 7 Mpx ƒ/2,2                                                                       | Facetime HD 7 Mpx ƒ/2,2                                                                       | Facetime HD 7 Mpx ƒ/2,2                                                                       | 1,2 Mpx ƒ/2,4                                            | 5 Mpx ƒ/2,2                                              | 5 Mpx ƒ/2,2                                              | 1,2 Mpx ƒ/2,4                                                                   | 1,2 Mpx ƒ/2,4                                                                   | 1,2 Mpx ƒ/2,4                                                                   | 1,2 Mpx ƒ/2,4                                                                   | 1,2 Mpx ƒ/2,4                                                                   | VGA                                                                             | VGA                                                                             | Ne                                                                              | Ne                                                                              | Ne                                                                              | Přední                 | Fotoaparát                  |
| Zadní Fotoaparát             | Rozlišení                    | 12 Mpx                                                                                      | 12 Mpx                                                                                      | 12 Mpx                                                              | 12 Mpx                                                              | 12 Mpx                                                           | 12 Mpx                                                           | 12 Mpx                                                           | 12 Mpx                                                           | 12 Mpx                                                                | 12 Mpx                                                                | 12 Mpx                                                                | 12 Mpx                                                                | 12 Mpx                                                             | 12 Mpx                                                                                        | 12 Mpx                                                                                        | 12 Mpx                                                                                        | 12 Mpx                                                                                        | 12 Mpx                                                                                        | 12 Mpx                                                                                        | 12 Mpx                                                                                        | 12 Mpx                                                   | 12 Mpx                                                   | 12 Mpx                                                   | 8 Mpx                                                                           | 8 Mpx                                                                           | 8 Mpx                                                                           | 8 Mpx                                                                           | 8 Mpx                                                                           | 8 Mpx                                                                           | 5 Mpx                                                                           | 3 Mpx                                                                           | 2 Mpx                                                                           | 2 Mpx                                                                           | Rozlišení              | Zadní Fotoaparát            |
| Zadní Fotoaparát             | Objektivů                    | 3                                                                                           | 3                                                                                           | 2                                                                   | 2                                                                   | 3                                                                | 3                                                                | 2                                                                | 2                                                                | 1                                                                     | 3                                                                     | 3                                                                     | 2                                                                     | 1                                                                  | 2                                                                                             | 2                                                                                             | 2                                                                                             | 2                                                                                             | 1                                                                                             | 2                                                                                             | 1                                                                                             | 1                                                        | 1                                                        | 1                                                        | 1                                                                               | 1                                                                               | 1                                                                               | 1                                                                               | 1                                                                               | 1                                                                               | 1                                                                               | 1                                                                               | 1                                                                               | 1                                                                               | Objektivů              | Zadní Fotoaparát            |
| Zadní Fotoaparát             | Širokoúhlý                   | ƒ/1,5                                                                                       | ƒ/1,5                                                                                       | ƒ/1,6                                                               | ƒ/1,6                                                               | ƒ/1,6                                                            | ƒ/1,6                                                            | ƒ/1,6                                                            | ƒ/1,6                                                            | ƒ/1,8                                                                 | širokoúhlý ƒ/1,8                                                      | širokoúhlý ƒ/1,8                                                      | ƒ/1,8                                                                 | ƒ/1,8                                                              | ƒ/1,8                                                                                         | ƒ/1,8                                                                                         | ƒ/1,8                                                                                         | ƒ/1,8                                                                                         | ƒ/1,8                                                                                         | ƒ/1,8                                                                                         | ƒ/1,8                                                                                         | ƒ/2,2                                                    | ƒ/2,2                                                    | ƒ/2,2                                                    | ƒ/2,4                                                                           | ƒ/2,2                                                                           | ƒ/2,2                                                                           | ƒ/2,4                                                                           | ƒ/2,4                                                                           | ƒ/2,4                                                                           | neznámo, autofocus                                                              | neznámo, autofocus                                                              | neznámo                                                                         | neznámo                                                                         | Širokoúhlý             | Zadní Fotoaparát            |
| Zadní Fotoaparát             | Ultraširokoúhlý              | 120° ƒ/1,8                                                                                  | 120° ƒ/1,8                                                                                  | 120° ƒ/2,4                                                          | 120° ƒ/2,4                                                          | 120° ƒ/2,4                                                       | 120° ƒ/2,4                                                       | 120° ƒ/2,4                                                       | 120° ƒ/2,4                                                       | –                                                                     | 120° ƒ/2,4                                                            | 120° ƒ/2,4                                                            | 120° ƒ/2,4                                                            | –                                                                  | –                                                                                             | –                                                                                             | –                                                                                             | –                                                                                             | –                                                                                             | –                                                                                             | –                                                                                             | –                                                        | –                                                        | –                                                        | –                                                                               | –                                                                               | –                                                                               | –                                                                               | –                                                                               | –                                                                               | –                                                                               | –                                                                               | –                                                                               | –                                                                               | Ultraširokoúhlý        | Zadní Fotoaparát            |
| Zadní Fotoaparát             | Teleobjektiv                 | ƒ/2,8                                                                                       | ƒ/2,8                                                                                       | –                                                                   | –                                                                   | ƒ/2,2                                                            | ƒ/2,0                                                            | –                                                                | –                                                                | –                                                                     | ƒ/2,0                                                                 | ƒ/2,0                                                                 | –                                                                     | –                                                                  | ƒ/2,4                                                                                         | ƒ/2,4                                                                                         | ƒ/2,4                                                                                         | ƒ/2,8                                                                                         | –                                                                                             | ƒ/2,8                                                                                         | –                                                                                             | –                                                        | –                                                        | –                                                        | –                                                                               | –                                                                               | –                                                                               | –                                                                               | –                                                                               | –                                                                               | –                                                                               | –                                                                               | –                                                                               | –                                                                               | Teleobjektiv           | Zadní Fotoaparát            |
| Zadní Fotoaparát             | Stabilizace obrazu           | Dvojitá OIS (teleobjektiv, širokoúhlý OIS + Sensor Shift (širokoúhlý)                       | Dvojitá OIS (teleobjektiv, širokoúhlý OIS + Sensor Shift (širokoúhlý)                       | OIS (širokoúhlý)                                                    | OIS (širokoúhlý)                                                    | Vše, navíc Sensor Shift                                          | Vše, navíc Sensor Shift                                          | Všechny objektivy                                                | Všechny objektivy                                                | Všechny objektivy                                                     | Všechny objektivy                                                     | Všechny objektivy                                                     | Všechny objektivy                                                     | Všechny objektivy                                                  | Všechny objektivy                                                                             | Všechny objektivy                                                                             | Všechny objektivy                                                                             | Všechny objektivy                                                                             | Všechny objektivy                                                                             | Pouze širokoúhlý                                                                              | –                                                                                             | –                                                        | –                                                        | –                                                        | –                                                                               | –                                                                               | –                                                                               | –                                                                               | –                                                                               | –                                                                               | –                                                                               | –                                                                               | –                                                                               | –                                                                               | Stabilizace obrazu     | Zadní Fotoaparát            |
| Zadní Fotoaparát             | Přisvětlovací LED            | True Tone blesk s pomalou synchronizací                                                     | True Tone blesk s pomalou synchronizací                                                     | True Tone blesk s pomalou synchronizací                             | True Tone blesk s pomalou synchronizací                             | světlejší True Tone, 4 diody, pomalá synchro                     | světlejší True Tone, 4 diody, pomalá synchro                     | 4 diody, True Tone s pomalou synchronizací                       | 4 diody, True Tone s pomalou synchronizací                       | 4 diody, True Tone s pomalou synchronizací                            | 4 diody, True Tone s pomalou synchronizací                            | 4 diody, True Tone s pomalou synchronizací                            | 4 diody, True Tone s pomalou synchronizací                            | 4 diody, True Tone s pomalou synchronizací                         | 4 diody, True Tone s pomalou synchronizací                                                    | 4 diody, True Tone s pomalou synchronizací                                                    | 4 diody, True Tone s pomalou synchronizací                                                    | 4 diody, True Tone s pomalou synchronizací                                                    | 4 diody, True Tone s pomalou synchronizací                                                    | 4 diody, True Tone                                                                            | 4 diody, True Tone                                                                            | 2 diody, True Tone                                       | 2 diody, True Tone                                       | 2 diody, True Tone                                       | 2 diody, True Tone                                                              | 2 diody, True Tone                                                              | 2 diody, True Tone                                                              | Ano, 1 dioda                                                                    | Ano, 1 dioda                                                                    | Ano, 1 dioda                                                                    | Ano, 1 dioda                                                                    | Ne                                                                              | Ne                                                                              | Ne                                                                              | Přisvětlovací LED      | Zadní Fotoaparát            |
| Zadní Fotoaparát             | Video                        | 4K 60 fps, 1080p 240 fps slo-mo, stereo, HDR Dolby Vision 4K 60 fps, Apple ProRes 4K 30 fps | 4K 60 fps, 1080p 240 fps slo-mo, stereo, HDR Dolby Vision 4K 60 fps, Apple ProRes 4K 30 fps | 4K 60 fps, 1080p 240 fps slo-mo, stereo, HDR Dolby Vision 4K 60 fps | 4K 60 fps, 1080p 240 fps slo-mo, stereo, HDR Dolby Vision 4K 60 fps | 4K 60 fps, 1080p 240 fps slo-mo, stereo, HDR Dolby Vision 60 fps | 4K 60 fps, 1080p 240 fps slo-mo, stereo, HDR Dolby Vision 60 fps | 4K 60 fps, 1080p 240 fps slo-mo, stereo, HDR Dolby Vision 30 fps | 4K 60 fps, 1080p 240 fps slo-mo, stereo, HDR Dolby Vision 30 fps | 4K 60 fps, 1080p 240 fps slo-mo, stereo                               | 4K 60 fps, 1080p 240 fps (zpomalený záběr), Stereo + Audio Zoom       | 4K 60 fps, 1080p 240 fps (zpomalený záběr), Stereo + Audio Zoom       | 4K 60 fps, 1080p 240 fps (zpomalený záběr), Stereo + Audio Zoom       | 4K 60 fps, 1080p 240 fps (zpomalený záběr) + Stereo zvukový záznam | 4K 60 fps, 1080p 240 fps (zpomalený záběr) + Stereo zvukový záznam                            | 4K 60 fps, 1080p 240 fps (zpomalený záběr) + Stereo zvukový záznam                            | 4K 60 fps, 1080p 240 fps (zpomalený záběr)                                                    | 4K 60 fps, 1080p 240 fps (zpomalený záběr)                                                    | 4K 60 fps, 1080p 240 fps (zpomalený záběr)                                                    | 4K 30 fps, 1080p 60 fps, 1080p 120 fps (zpomalený záběr)                                      | 4K 30 fps, 1080p 60 fps, 1080p 120 fps (zpomalený záběr)                                      | 4K 30 fps, 1080p 60 fps, 1080p 120 fps (zpomalený záběr) | 4K 30 fps, 1080p 60 fps, 1080p 120 fps (zpomalený záběr) | 4K 30 fps, 1080p 60 fps, 1080p 120 fps (zpomalený záběr) | 1080p 30 fps, 720p 240 fps (zpomalený záběr)                                    | 1080p 30 fps, 720p 120 fps (zpomalený záběr)                                    | 1080p 30 fps, 720p 120 fps (zpomalený záběr)                                    | 1080p 30 fps                                                                    | 1080p 30 fps                                                                    | 1080p 30 fps                                                                    | 1280×720, 30 fps                                                                | VGA, 30 fps                                                                     | s doinstalovanou aplikací (nízká snímková frekvence)                            | s doinstalovanou aplikací (nízká snímková frekvence)                            | Video                  | Zadní Fotoaparát            |
| Zadní kryt                   | Materiál                     | sklo                                                                                        | sklo                                                                                        | sklo                                                                | sklo                                                                | sklo                                                             | sklo                                                             | sklo                                                             | sklo                                                             | sklo                                                                  | sklo                                                                  | sklo                                                                  | sklo                                                                  | sklo                                                               | sklo                                                                                          | sklo                                                                                          | sklo                                                                                          | sklo                                                                                          | sklo                                                                                          | hliník s plastovými proužky                                                                   | hliník s plastovými proužky                                                                   | sklo a kov                                               | hliník s plastovými proužky                              | hliník s plastovými proužky                              | hliník s plastovými proužky                                                     | hliník s plastovými proužky                                                     | sklo a kov                                                                      | plast                                                                           | sklo a kov                                                                      | speciální sklo                                                                  | speciální sklo                                                                  | plast                                                                           | plast                                                                           | hliník, vespod plast                                                            | Materiál               | Zadní kryt                  |
| Barvy                        | Neutrální                    | stříbrná, grafitově šedá                                                                    | stříbrná, grafitově šedá                                                                    | temně inkoustová, hvězdně bílá                                      | temně inkoustová, hvězdně bílá                                      | stříbrná, grafitově šedá                                         | stříbrná, grafitově šedá                                         | bílá, černá                                                      | bílá, černá                                                      | bílá, černá                                                           | stříbrná, vesmírně šedá                                               | stříbrná, vesmírně šedá                                               | bílá, černá                                                           | bílá, černá                                                        | stříbrná, tmavě šedá                                                                          | stříbrná, tmavě šedá                                                                          | stříbrná, tmavě šedá                                                                          | stříbrná, tmavě šedá                                                                          | stříbrná, tmavě šedá                                                                          | stříbrný, černý, temně černý                                                                  | stříbrný, černý, temně černý                                                                  | stříbrný, šedý                                           | stříbrný, šedý                                           | stříbrný, šedý                                           | stříbrný nebo šedý                                                              | stříbrný nebo šedý                                                              | stříbrný nebo šedý                                                              | bílý                                                                            | bílý, černý                                                                     | bílý, černý                                                                     | bílý, černý                                                                     | bílý, černý                                                                     | černý nebo bílý (pouze 16GB)                                                    | stříbrný, plastové pouzdro černé                                                | Neutrální              | Barvy                       |
| Barvy                        | Neutrální s podtóny          | zlatá                                                                                       | zlatá                                                                                       | –                                                                   | –                                                                   | zlatá                                                            | zlatá                                                            | –                                                                | –                                                                | –                                                                     | zlatá                                                                 | zlatá                                                                 | –                                                                     | –                                                                  | zlatá                                                                                         | zlatá                                                                                         | –                                                                                             | zlatá                                                                                         | zlatá                                                                                         | zlatý                                                                                         | zlatý                                                                                         | zlatý                                                    | zlatý                                                    | zlatý                                                    | zlatý                                                                           | zlatý                                                                           | zlatý                                                                           | –                                                                               | –                                                                               | –                                                                               | –                                                                               | –                                                                               | –                                                                               | –                                                                               | Neutrální s podtóny    | Barvy                       |
| Barvy                        | Teplé a studené              | horsky modrá                                                                                | horsky modrá                                                                                | růžová, modrá, červená                                              | růžová, modrá, červená                                              | tichomořsky modrá                                                | tichomořsky modrá                                                | červená + fialová, modrá, zelená                                 | červená + fialová, modrá, zelená                                 | červená                                                               | azurová                                                               | azurová                                                               | červená, žlutá + fialová, zelená,                                     | červená, korálová, žlutá + modrá                                   | –                                                                                             | –                                                                                             | –                                                                                             | –                                                                                             | –                                                                                             | růžový                                                                                        | růžový                                                                                        | růžový                                                   | růžový                                                   | růžový                                                   | –                                                                               | –                                                                               | –                                                                               | žlutý, růžový + zelený, modrý                                                   | –                                                                               | –                                                                               | –                                                                               | –                                                                               | –                                                                               | –                                                                               | Teplé a studené        | Barvy                       |
| Rozměry                      | Výška                        | 160,8 mm                                                                                    | 146,7 mm                                                                                    | 131,5 mm                                                            | 146,7 mm                                                            | 160,8 mm                                                         | 146,7 mm                                                         | 131,5 mm                                                         | 146,7 mm                                                         | 138,4 mm                                                              | 158 mm                                                                | 144 mm                                                                | 150,9 mm                                                              | 150,9 mm                                                           | 157,5 mm                                                                                      | 143,6 mm                                                                                      | 143,6 mm                                                                                      | 158,4 mm                                                                                      | 138,4 mm                                                                                      | 158,2 mm                                                                                      | 138,3 mm                                                                                      | 123,8 mm                                                 | 158,2 mm                                                 | 138,3 mm                                                 | 158,1 mm                                                                        | 138,1 mm                                                                        | 123,8 mm                                                                        | 123,8 mm                                                                        | 123,8 mm                                                                        | 115,2 mm                                                                        | 115,2 mm                                                                        | 115,5 mm                                                                        | 115,5 mm                                                                        | 115 mm                                                                          | Výška                  | Rozměry                     |
| Rozměry                      | Šířka                        | 78,1 mm                                                                                     | 71,5 mm                                                                                     | 64,2 mm                                                             | 71,5 mm                                                             | 78,1 mm                                                          | 71,5 mm                                                          | 64,2 mm                                                          | 71,5 mm                                                          | 67,3 mm                                                               | 77,8 mm                                                               | 71,4 mm                                                               | 75,7 mm                                                               | 75,7 mm                                                            | 77,4 mm                                                                                       | 70,9 mm                                                                                       | 70,9 mm                                                                                       | 78,1 mm                                                                                       | 67,3 mm                                                                                       | 77,9 mm                                                                                       | 67,1 mm                                                                                       | 58,6 mm                                                  | 77,9 mm                                                  | 67,1 mm                                                  | 77,8 mm                                                                         | 67 mm                                                                           | 58,6 mm                                                                         | 58,6 mm                                                                         | 58,6 mm                                                                         | 58,66 mm                                                                        | 58,66 mm                                                                        | 62,1 mm                                                                         | 62,1 mm                                                                         | 61 mm                                                                           | Šířka                  | Rozměry                     |
| Rozměry                      | Hloubka                      | 7,65 mm                                                                                     | 7,65 mm                                                                                     | 7,65 mm                                                             | 7,65 mm                                                             | 7,4 mm                                                           | 7,4 mm                                                           | 7,4 mm                                                           | 7,4 mm                                                           | 7,3 mm                                                                | 8,1 mm                                                                | 8,1 mm                                                                | 8,3 mm                                                                | 8,3 mm                                                             | 7,7 mm                                                                                        | 7,7 mm                                                                                        | 7,7 mm                                                                                        | 7,5 mm                                                                                        | 7,3 mm                                                                                        | 7,3 mm                                                                                        | 7,1 mm                                                                                        | 7,6 mm                                                   | 7,3 mm                                                   | 7,1 mm                                                   | 7,1 mm                                                                          | 6,9 mm                                                                          | 7,6 mm                                                                          | 7,6 mm                                                                          | 7,6 mm                                                                          | 9,3 mm                                                                          | 9,3 mm                                                                          | 12,3 mm                                                                         | 12,3 mm                                                                         | 11,6 mm                                                                         | Hloubka                | Rozměry                     |
| Hmotnost                     | Hmotnost                     | 238 g                                                                                       | 203 g                                                                                       | 140 g                                                               | 173 g                                                               | 228 g                                                            | 189 g                                                            | 135 g                                                            | 164 g                                                            | 148 g                                                                 | 226 g                                                                 | 188 g                                                                 | 194 g                                                                 | 194 g                                                              | 208 g                                                                                         | 177 g                                                                                         | 174 g                                                                                         | 202 g                                                                                         | 145 g                                                                                         | 188 g                                                                                         | 138 g                                                                                         | 113 g                                                    | 192 g                                                    | 143 g                                                    | 172 g                                                                           | 129 g                                                                           | 112 g                                                                           | 132 g                                                                           | 112 g                                                                           | 137 g                                                                           | 137 g                                                                           | 135 g                                                                           | 133 g                                                                           | 135 g                                                                           | Hmotnost               | Hmotnost                    |
| Výdrž na baterii             | 3G hovor                     | neuvedeno                                                                                   | neuvedeno                                                                                   | neuvedeno                                                           | neuvedeno                                                           | neuvedeno                                                        | neuvedeno                                                        | neuvedeno                                                        | neuvedeno                                                        | neuvedeno                                                             | neuvedeno                                                             | neuvedeno                                                             | neuvedeno                                                             | 25 h                                                               | 25 h                                                                                          | 20 h                                                                                          | 21 h                                                                                          | 21 h                                                                                          | 14 h                                                                                          | 21 h                                                                                          | 14 h                                                                                          | 14 h                                                     | 24 h                                                     | 14 h                                                     | 24 h                                                                            | 14 h                                                                            | 8 h                                                                             | 8 h                                                                             | 8 h                                                                             | 7 h                                                                             | 7 h                                                                             | 5 h                                                                             | 5 h                                                                             | 8 h                                                                             | 3G hovor               | Výdrž na baterii            |
| Výdrž na baterii             | 3G internet                  | neuvedeno                                                                                   | neuvedeno                                                                                   | neuvedeno                                                           | neuvedeno                                                           | neuvedeno                                                        | neuvedeno                                                        | neuvedeno                                                        | neuvedeno                                                        | neuvedeno                                                             | neuvedeno                                                             | neuvedeno                                                             | neuvedeno                                                             | 15 h                                                               | 13 h                                                                                          | 12 h                                                                                          | 12 h                                                                                          | 13 h                                                                                          | 12 h                                                                                          | 13 h                                                                                          | 12 h                                                                                          | 12 h                                                     | 12 h                                                     | 10 h                                                     | 12 h                                                                            | 10 h                                                                            | 8 h                                                                             | 8 h                                                                             | 8 h                                                                             | 6 h                                                                             | 6 h                                                                             | 5 h                                                                             | 5 h                                                                             | –                                                                               | 3G internet            | Výdrž na baterii            |
| Výdrž na baterii             | Wi-Fi / LTE                  | neuvedeno                                                                                   | neuvedeno                                                                                   | neuvedeno                                                           | neuvedeno                                                           | neuvedeno                                                        | neuvedeno                                                        | neuvedeno                                                        | neuvedeno                                                        | neuvedeno                                                             | neuvedeno                                                             | neuvedeno                                                             | neuvedeno                                                             | 15 h                                                               | 13 h                                                                                          | 12 h                                                                                          | 12 h                                                                                          | 13 h                                                                                          | 12 h                                                                                          | 15 h                                                                                          | 14 h                                                                                          | 13 h                                                     | 12 h                                                     | 10 h                                                     | 12 h                                                                            | 10 h                                                                            | 10 h                                                                            | 10 h                                                                            | 10 h                                                                            | 10 h                                                                            | 10 h                                                                            | 9 h                                                                             | 6 h                                                                             | 6 h                                                                             | Wi-Fi / LTE            | Výdrž na baterii            |
| Výdrž na baterii             | Video                        | 28 h                                                                                        | 22 h                                                                                        | 17 h                                                                | 19 h                                                                | 20 h                                                             | 17 h                                                             | 15 h                                                             | 17 h                                                             | 13 h                                                                  | 20 h                                                                  | 18 h                                                                  | 17 h                                                                  | 16 h                                                               | 15 h                                                                                          | 14 h                                                                                          | 13 h                                                                                          | 14 h                                                                                          | 13 h                                                                                          | 14 h                                                                                          | 13 h                                                                                          | 13 h                                                     | 14 h                                                     | 11 h                                                     | 14 h                                                                            | 11 h                                                                            | 10 h                                                                            | 10 h                                                                            | 10 h                                                                            | 10 h                                                                            | 10 h                                                                            | 10 h                                                                            | 7 h                                                                             | 7 h                                                                             | Video                  | Výdrž na baterii            |
| Výdrž na baterii             | Video (Stream)               | 25 h                                                                                        | 20 h                                                                                        | 13 h                                                                | 15 h                                                                | 12 h                                                             | 11 h                                                             | 10 h                                                             | 11 h                                                             | 8 h                                                                   | 12 h                                                                  | 11 h                                                                  | 10 h                                                                  | –                                                                  | –                                                                                             | –                                                                                             | –                                                                                             | –                                                                                             | –                                                                                             | –                                                                                             | –                                                                                             | –                                                        | –                                                        | –                                                        | –                                                                               | –                                                                               | –                                                                               | –                                                                               | –                                                                               | –                                                                               | –                                                                               | –                                                                               | –                                                                               | –                                                                               | Video (Stream)         | Výdrž na baterii            |
| Výdrž na baterii             | Hudba                        | 95 h                                                                                        | 75 h                                                                                        | 55 h                                                                | 75 h                                                                | 80 h                                                             | 65 h                                                             | 50 h                                                             | 65 h                                                             | 40 h                                                                  | 80 h                                                                  | 65 h                                                                  | 65 h                                                                  | 65 h                                                               | 65 h                                                                                          | 60 h                                                                                          | 60 h                                                                                          | 60 h                                                                                          | 40 h                                                                                          | 60 h                                                                                          | 40 h                                                                                          | 50 h                                                     | 80 h                                                     | 50 h                                                     | 80 h                                                                            | 50 h                                                                            | 40 h                                                                            | 40 h                                                                            | 40 h                                                                            | 40 h                                                                            | 40 h                                                                            | 30 h                                                                            | 24 h                                                                            | 24 h                                                                            | Hudba                  | Výdrž na baterii            |
| Výdrž na baterii             | Stand-by                     | neuvedeno                                                                                   | neuvedeno                                                                                   | neuvedeno                                                           | neuvedeno                                                           | neuvedeno                                                        | neuvedeno                                                        | neuvedeno                                                        | neuvedeno                                                        | neuvedeno                                                             | neuvedeno                                                             | neuvedeno                                                             | neuvedeno                                                             | neuvedeno                                                          | neuvedeno                                                                                     | neuvedeno                                                                                     | 16 dní                                                                                        | 16 dní                                                                                        | 10 dní                                                                                        | 16 dní                                                                                        | 10 dní                                                                                        | 34 dní                                                   | 16 dní                                                   | 10 dní                                                   | 54 dní                                                                          | 35 dní                                                                          | 32 dní                                                                          | 32 dní                                                                          | 32 dní                                                                          | 42 dní                                                                          | 42 dní                                                                          | 42 dní                                                                          | 42 dní                                                                          | 35 dní                                                                          | Stand-by               | Výdrž na baterii            |
| Konektory                    | 3,5mm jack                   | zrušen                                                                                      | zrušen                                                                                      | zrušen                                                              | zrušen                                                              | zrušen                                                           | zrušen                                                           | zrušen                                                           | zrušen                                                           | zrušen                                                                | zrušen                                                                | zrušen                                                                | zrušen                                                                | zrušen                                                             | zrušen                                                                                        | zrušen                                                                                        | zrušen                                                                                        | zrušen                                                                                        | zrušen                                                                                        | zrušen                                                                                        | zrušen                                                                                        | nezapuštěný                                              | nezapuštěný                                              | nezapuštěný                                              | nezapuštěný                                                                     | nezapuštěný                                                                     | nezapuštěný                                                                     | nezapuštěný                                                                     | nezapuštěný                                                                     | nezapuštěný                                                                     | nezapuštěný                                                                     | nezapuštěný                                                                     | nezapuštěný                                                                     | zapuštěný                                                                       | 3,5mm jack             | Konektory                   |
| Konektory                    | datový                       | Lightning [ˈlaitniŋ], 8 pinů, oboustranný                                                   | Lightning [ˈlaitniŋ], 8 pinů, oboustranný                                                   | Lightning [ˈlaitniŋ], 8 pinů, oboustranný                           | Lightning [ˈlaitniŋ], 8 pinů, oboustranný                           | Lightning [ˈlaitniŋ], 8 pinů, oboustranný                        | Lightning [ˈlaitniŋ], 8 pinů, oboustranný                        | Lightning [ˈlaitniŋ], 8 pinů, oboustranný                        | Lightning [ˈlaitniŋ], 8 pinů, oboustranný                        | Lightning [ˈlaitniŋ], 8 pinů, oboustranný                             | Lightning [ˈlaitniŋ], 8 pinů, oboustranný                             | Lightning [ˈlaitniŋ], 8 pinů, oboustranný                             | Lightning [ˈlaitniŋ], 8 pinů, oboustranný                             | Lightning [ˈlaitniŋ], 8 pinů, oboustranný                          | Lightning [ˈlaitniŋ], 8 pinů, oboustranný                                                     | Lightning [ˈlaitniŋ], 8 pinů, oboustranný                                                     | Lightning [ˈlaitniŋ], 8 pinů, oboustranný                                                     | Lightning [ˈlaitniŋ], 8 pinů, oboustranný                                                     | Lightning [ˈlaitniŋ], 8 pinů, oboustranný                                                     | Lightning [ˈlaitniŋ], 8 pinů, oboustranný                                                     | Lightning [ˈlaitniŋ], 8 pinů, oboustranný                                                     | Lightning [ˈlaitniŋ], 8 pinů, oboustranný                | Lightning [ˈlaitniŋ], 8 pinů, oboustranný                | Lightning [ˈlaitniŋ], 8 pinů, oboustranný                | Lightning [ˈlaitniŋ], 8 pinů, oboustranný                                       | Lightning [ˈlaitniŋ], 8 pinů, oboustranný                                       | Lightning [ˈlaitniŋ], 8 pinů, oboustranný                                       | Lightning [ˈlaitniŋ], 8 pinů, oboustranný                                       | Lightning [ˈlaitniŋ], 8 pinů, oboustranný                                       | Apple dock konektor, 30 pinový                                                  | Apple dock konektor, 30 pinový                                                  | Apple dock konektor, 30 pinový                                                  | Apple dock konektor, 30 pinový                                                  | Apple dock konektor, 30 pinový                                                  | datový                 | Konektory                   |
| Specifická míra absorpce     | US hlava                     |                                                                                             |                                                                                             |                                                                     |                                                                     | 1,19                                                             | 1,18                                                             | 1,19                                                             | 1,19                                                             | 1,17                                                                  | 1,16                                                                  | 1,18                                                                  | 1,14                                                                  | 1,13                                                               | 1,16                                                                                          | 1,19                                                                                          | 1,09                                                                                          | 1,19                                                                                          | 1,32                                                                                          | 1,19                                                                                          | 1,20                                                                                          | 1,17                                                     | 1,12                                                     | 1,14                                                     | 1,19                                                                            | 1,18                                                                            | 1,18                                                                            | 1,19                                                                            | 1,25                                                                            | 1,18                                                                            | 1,17                                                                            | 1,19                                                                            | 1,19                                                                            | 1,19                                                                            | US hlava               | Specifická míra absorpce    |
| Specifická míra absorpce     | US tělo                      |                                                                                             |                                                                                             |                                                                     |                                                                     | 1,17                                                             | 1,14                                                             | 1,19                                                             | 1,15                                                             | 1,20                                                                  | 1,17                                                                  | 1,16                                                                  | 1,17                                                                  | 1,16                                                               | 1,17                                                                                          | 1,18                                                                                          | 1,17                                                                                          | 1,19                                                                                          | 1,36                                                                                          | 1,17                                                                                          | 1,19                                                                                          | 1,19                                                     | 1,14                                                     | 1,14                                                     | 1,19                                                                            | 1,18                                                                            | 1,12                                                                            | 1,18                                                                            | 1,18                                                                            | 1,19                                                                            | 1,11                                                                            | 0,67                                                                            | 0,67                                                                            | 0,67                                                                            | US tělo                | Specifická míra absorpce    |
| Specifická míra absorpce     | EU hlava                     |                                                                                             |                                                                                             |                                                                     |                                                                     | 0,99                                                             | 0,99                                                             | 0,98                                                             | 0,98                                                             | 0,98                                                                  | 0,95                                                                  | 0,99                                                                  | 0,95                                                                  | 0,99                                                               | 0,99                                                                                          | 0,99                                                                                          | 0,87                                                                                          | 0,99                                                                                          | 1,19                                                                                          | 1,34                                                                                          | 1,32                                                                                          | 0,97                                                     | 0,93                                                     | 0,87                                                     | 0,91                                                                            | 0,97                                                                            | 0,98                                                                            | 0,96                                                                            | 0,90                                                                            | 0,99                                                                            | 0,93                                                                            | 0,40                                                                            | 0,40                                                                            | 0,40                                                                            | EU hlava               | Specifická míra absorpce    |
| Specifická míra absorpce     | EU tělo                      |                                                                                             |                                                                                             |                                                                     |                                                                     | 0,99                                                             | 0,99                                                             | 0,99                                                             | 0,99                                                             | 0,99                                                                  | 0,99                                                                  | 0,99                                                                  | 0,99                                                                  | 0,99                                                               | 0,99                                                                                          | 0,99                                                                                          | 0,97                                                                                          | 0,99                                                                                          | 1,17                                                                                          | 0,95                                                                                          | 1,38                                                                                          | 0,99                                                     | 0,98                                                     | 0,98                                                     | 1,00                                                                            | 0,98                                                                            | 0,97                                                                            | 1,00                                                                            | 0,95                                                                            | 0,99                                                                            | 0,74                                                                            | 0,45                                                                            | 0,45                                                                            | 0,45                                                                            | EU tělo                | Specifická míra absorpce    |
| Provozní teploty             | Provozní teploty             | 0° až 35°C                                                                                  | 0° až 35°C                                                                                  | 0° až 35°C                                                          | 0° až 35°C                                                          | 0° až 35°C                                                       | 0° až 35°C                                                       | 0° až 35°C                                                       | 0° až 35°C                                                       | 0° až 35°C                                                            | 0° až 35°C                                                            | 0° až 35°C                                                            | 0° až 35°C                                                            | 0° až 35°C                                                         | 0° až 35°C                                                                                    | 0° až 35°C                                                                                    | 0° až 35°C                                                                                    | 0° až 35°C                                                                                    | 0° až 35°C                                                                                    | 0° až 35°C                                                                                    | 0° až 35°C                                                                                    | 0° až 35°C                                               | 0° až 35°C                                               | 0° až 35°C                                               | 0° až 35°C                                                                      | 0° až 35°C                                                                      | 0° až 35°C                                                                      | 0° až 35°C                                                                      | 0° až 35°C                                                                      | 0° až 35°C                                                                      | 0° až 35°C                                                                      | 0° až 35°C                                                                      | 0° až 35°C                                                                      | 0° až 35°C                                                                      | Provozní teploty       | Provozní teploty            |
| Voděvzdorný                  | Voděvzdorný                  | IP68                                                                                        | IP68                                                                                        | IP68                                                                | IP68                                                                | IP68                                                             | IP68                                                             | IP68                                                             | IP68                                                             | IP67                                                                  | IP68                                                                  | IP68                                                                  | IP68                                                                  | IP67                                                               | IP68                                                                                          | IP68                                                                                          | Ano, stupeň krytí IP67                                                                        | Ano, stupeň krytí IP67                                                                        | Ano, stupeň krytí IP67                                                                        | Ano, stupeň krytí IP67                                                                        | Ano, stupeň krytí IP67                                                                        | Ne                                                       | Ne                                                       | Ne                                                       | Ne                                                                              | Ne                                                                              | Ne                                                                              | Ne                                                                              | Ne                                                                              | Ne                                                                              | Ne                                                                              | Ne                                                                              | Ne                                                                              | Ne                                                                              | Voděvzdorný            | Voděvzdorný                 |
| Bezdrátové nabíjení          | Bezdrátové nabíjení          | standard Qi (max. 7,5W), MagSafe (max. 15W)                                                 | standard Qi (max. 7,5W), MagSafe (max. 15W)                                                 | standard Qi (max. 7,5W), MagSafe (max. 15W)                         | standard Qi (max. 7,5W), MagSafe (max. 15W)                         | standard Qi (max. 7,5W), MagSafe (max. 15W)                      | standard Qi (max. 7,5W), MagSafe (max. 15W)                      | standard Qi (max. 7,5W), MagSafe (max. 15W)                      | standard Qi (max. 7,5W), MagSafe (max. 15W)                      | standard Qi (max. 7,5W)                                               | standard Qi (max. 7,5W)                                               | standard Qi (max. 7,5W)                                               | standard Qi (max. 7,5W)                                               | standard Qi (max. 7,5W)                                            | standard Qi (max. 7,5W)                                                                       | standard Qi (max. 7,5W)                                                                       | standard Qi (max. 7,5W)                                                                       | standard Qi (max. 7,5W)                                                                       | standard Qi (max. 7,5W)                                                                       | Ne                                                                                            | Ne                                                                                            | Ne                                                       | Ne                                                       | Ne                                                       | Ne                                                                              | Ne                                                                              | Ne                                                                              | Ne                                                                              | Ne                                                                              | Ne                                                                              | Ne                                                                              | Ne                                                                              | Ne                                                                              | Ne                                                                              | Bezdrátové nabíjení    | Bezdrátové nabíjení         |
| Rychlé nabíjení (přes kabel) | Rychlé nabíjení (přes kabel) | max. 20W                                                                                    | max. 20W                                                                                    | max. 20W                                                            | max. 20W                                                            | max. 20W                                                         | max. 20W                                                         | max. 20W                                                         | max. 20W                                                         | max. 20W                                                              | max. 20W                                                              | max. 20W                                                              | max. 20W                                                              | max. 15W                                                           | max. 15W                                                                                      | max. 15W                                                                                      | max. 15W                                                                                      | max. 15W                                                                                      | max. 15W                                                                                      | –                                                                                             | –                                                                                             | –                                                        | –                                                        | –                                                        | –                                                                               | –                                                                               | –                                                                               | –                                                                               | –                                                                               | –                                                                               | –                                                                               | –                                                                               | –                                                                               | –                                                                               |                        |                             |
| Model iPhone                 | Model iPhone                 | 13 Pro Max                                                                                  | 13 Pro                                                                                      | 13 mini                                                             | 13                                                                  | 12 Pro Max                                                       | 12 Pro                                                           | 12 mini                                                          | 12                                                               | SE 2                                                                  | 11 Pro Max                                                            | 11 Pro                                                                | 11                                                                    | XR                                                                 | XS Max                                                                                        | XS                                                                                            | X                                                                                             | 8 Plus                                                                                        | 8                                                                                             | 7 Plus                                                                                        | 7                                                                                             | SE                                                       | 6S Plus                                                  | 6S                                                       | 6 Plus                                                                          | 6                                                                               | 5S                                                                              | 5C                                                                              | 5                                                                               | 4S                                                                              | 4                                                                               | 3GS                                                                             | 3G                                                                              | 2G                                                                              | Model iPhone           | Model iPhone                |

1. 1 2  Rozdílné velikosti jader (větší + menší). První číslo udává počet (větších) jader zaměřených na výkon, druhé číslo udává počet podtaktovaných (malých) jader koncipovaných jako úsporné procesory.
2. 1 2 3  Vypočteno z hodnot předchozího Geekbench skóre[83] vůči iPhone 4S
3. 1 2 3 4 5 6 7 8  Apple jej označuje jako Retina displej.
4. 1 2 3 4 5  Apple jej označuje jako Super Retina HD displej.
5. 1 2  Apple jej označuje jako Liquid Retina HD displej.
6. 1 2 3 4  Apple jej označuje jako Retina HD displej.
7. 1 2  Poměr velikosti displeje k tělu. Číslo, která udává procentní podíl plochy, kterou z celkových rozměrů zařízení pokrývá obrazovka. Nejlepší telefony dosahují poměru přes 90 %, ale už smartphony s poměrem přes 75 % označujeme jako bezrámečkové.
8. 1 2 3 4  Specifická míra absorpce dle normy FCC/IC – průměr na 1 g, limit 1,6 W/kg.[88]
9. 1 2 3 4  Specifická míra absorpce dle normy EU – průměr na 10 g, limit 2,0 W/kg.[88]

### Porovnání velikostí modelů
| iPhone 3G | iPhone 4 | iPhone 5 | iPhone 6 | iPhone 6 Plus | iPhone X |
| --------- | -------- | -------- | -------- | ------------- | -------- |
|           |          |          |          |               |          |

Poznámka: poměry velikostí jednotlivých modelů jsou škálované mezi sebou. Na některých monitorech nemusí odpovídat měřítku 1:1 reálného světa, velikosti byly počítány pro standardní velikost hustoty obrazových bodů (96 ppi).

### Časová osa
| Časová osa modelů iPhone      |
| ----------------------------- |
| Zdroj: Apple Newsroom Archive |

## Prodeje a ceny

### Přehled cen v době vydání
| Model             | Velikost paměti | Cenově se jedná o model | Datum předvedení | Datum prodeje     | Datum prodeje     | Odhadovaná cena | Odhadovaná cena | Cena          | Cena    |
| Model             | Velikost paměti | (v době uvedení)        | Datum předvedení | ČR                | USA               | Výrobní         | Marže           | ČR            | USA     |
| ----------------- | --------------- | ----------------------- | ---------------- | ----------------- | ----------------- | --------------- | --------------- | ------------- | ------- |
| iPhone (původní)  | 4 GiB           | nejlevnější             | 9. ledna 2007    | neprodával se     | 29. června 2007   | 226 $           | 43,4 %          | neprodával se | 399 $   |
| iPhone (původní)  | 8 GiB           | nejdražší               | 9. ledna 2007    | neprodával se     | 29. června 2007   | –               | –               | neprodával se | 499 $   |
| iPhone 3G         | 8 GiB           | nejlevnější             | 9. června 2008   | 22. srpna 2008    | 11. června 2008   | 173 $           | 71,1 %          | 11 995 Kč     | 599 $   |
| iPhone 3G         | 16 GiB          | nejdražší               | 9. června 2008   | 22. srpna 2008    | 11. června 2008   | –               | –               | 13 977 Kč     | 699 $   |
| iPhone 3GS        | 16 GiB          | nejlevnější             | 8. června 2009   | 9. července 2009  | 19. června 2009   | 178,96 $        | 70,1 %          | 15 777 Kč     | 599 $   |
| iPhone 3GS        | 32 GiB          | nejdražší               | 8. června 2009   | 9. července 2009  | 19. června 2009   | ≤ 203 $         | 71,0 %          | 18 377 Kč     | 699 $   |
| iPhone 4          | 16 GiB          | nejlevnější             | 24. června 2010  | 30. června 2010   | 24. června 2010   | 187,51 $        | 71,1 %          | 14 490 Kč     | 649 $   |
| iPhone 4          | 32 GiB          | nejdražší               | 24. června 2010  | 30. června 2010   | 24. června 2010   | –               | –               | 16 990 Kč     | 849 $   |
| iPhone 4S         | 16 GiB          | nejlevnější             | 4. října 2011    | 28. října 2011    | 14. října 2011    | –               | –               | 14 490 Kč     | 649 $   |
| iPhone 4S         | 64 GiB          | nejdražší               | 4. října 2011    | 28. října 2011    | 14. října 2011    | –               | –               | 19 990 Kč     | 849 $   |
| iPhone 5          | 16 GiB          | nejlevnější             | 12. září 2012    | 28. října 2012    | 21. září 2012     | 207 $           | 68,1 %          | 16 499 Kč     | 649 $   |
| iPhone 5          | 64 GiB          | nejdražší               | 12. září 2012    | 28. října 2012    | 21. září 2012     | 238 $           | 72,0 %          | 21 990 Kč     | 849 $   |
| iPhone 5S         | 16 GiB          | nejlevnější             | 10. září 2013    | 25. října 2013    | 20. září 2013     | 191 $           | 70,6 %          | 17 390 Kč     | 649 $   |
| iPhone 5S         | 64 GiB          | nejdražší               | 10. září 2013    | 25. října 2013    | 20. září 2013     | 210 $           | 75,3 %          | 22 590 Kč     | 849 $   |
| iPhone 5C         | 16 GiB          | nejlevnější             | 10. září 2013    | 25. října 2013    | 20. září 2013     | 173 $           | 68,5 %          | 14 790 Kč     | 549 $   |
| iPhone 6          | 16 GiB          | nejlevnější             | 9. září 2014     | 26. října 2014    | 19. září 2014     | 200 $           | 69,2 %          | 19 400 Kč     | 649 $   |
| iPhone 6 Plus     | 16 GiB          | nejlevnější             | 9. září 2014     | 26. října 2014    | 19. září 2014     | 216 $           | 71,2 %          | 22 150 Kč     | 749 $   |
| iPhone 6 Plus     | 128 GiB         | nejdražší               | 9. září 2014     | 26. října 2014    | 19. září 2014     | 263 $           | 72,3 %          | 27 700 Kč     | 949 $   |
| iPhone 6s         | 16 GiB          | nejlevnější             | 9. září 2015     | 25. září 2015     | 25. září 2015     | 220 $           | 66,1 %          | 21 190 Kč     | 649 $   |
| iPhone 6s Plus    | 16 GiB          | nejlevnější             | 9. září 2015     | 25. září 2015     | 25. září 2015     | 236 $           | 68,5 %          | 24 390 Kč     | 749 $   |
| iPhone 6s Plus    | 128 GiB         | nejdražší               | 9. září 2015     | 25. září 2015     | 25. září 2015     | 270 $           | 71,5 %          | 30 790 Kč     | 949 $   |
| iPhone SE         | 16 GiB          | nejlevnější             | 21. března 2016  | 31. března 2016   | 31. března 2016   | 156,20 $        | 60,8 %          | 12 999 Kč     | 399 $   |
| iPhone 7          | 32 GiB          | nejlevnější             | 7. září 2016     | 23. září 2016     | 16. září 2016     | 220,80 $        | 66,0 %          | 21 190 Kč     | 649 $   |
| iPhone 7 Plus     | 32 GiB          | nejlevnější             | 7. září 2016     | 23. září 2016     | 16. září 2016     | –               | –               | 24 990 Kč     | 769 $   |
| iPhone 7 Plus     | 256 GiB         | nejdražší               | 7. září 2016     | 23. září 2016     | 16. září 2016     | –               | –               | 31 390 Kč     | 969 $   |
| iPhone 8          | 64 GiB          | nejlevnější             | 12. září 2017    | 29. září 2017     | 22. září 2017     | –               | –               | 20 990 Kč     | 699 $   |
| iPhone 8 Plus     | 64 GiB          | nejlevnější             | 12. září 2017    | 29. září 2017     | 22. září 2017     | –               | –               | 23 990 Kč     | 799 $   |
| iPhone X          | 64 GiB          | nejlevnější             | 12. září 2017    | 3. listopadu 2017 | 3. listopadu 2017 | 395,44 $        | 60,4 %          | 29 999 Kč     | 999 $   |
| iPhone X          | 256 GiB         | nejdražší               | 12. září 2017    | 3. listopadu 2017 | 3. listopadu 2017 | –               | –               | 34 490 Kč     | 1 149 $ |
| iPhone XS         | 64 GiB          | nejlevnější             | 12. září 2018    | 29. září 2018     | 21. září 2018     | –               | –               | 29 990 Kč     | 999 $   |
| iPhone XS Max     | 64 GiB          | nejlevnější             | 12. září 2018    | 29. září 2018     | 21. září 2018     | 443 $           | 59,7 %          | 32 990 Kč     | 1 099 $ |
| iPhone XS Max     | 512 GiB         | nejdražší               | 12. září 2018    | 29. září 2018     | 21. září 2018     | ≤ 558 $         | 61,5 %          | 43 490 Kč     | 1 449 $ |
| iPhone XR         | 64 GiB          | nejlevnější             | 12. září 2018    | 26. října 2018    | 26. října 2018    | –               | –               | 22 490 Kč     | 749 $   |
| iPhone SE (2020)  | 64 GiB          | nejlevnější             | 15. dubna 2020   | 17. dubna 2020    | 17. dubna 2020    | –               | –               | 12 990 Kč     | 399 $   |
| iPhone SE (2020)  | 128 GiB         | nejlevnější             | 15. dubna 2020   | 17. dubna 2020    | 17. dubna 2020    | –               | –               | 14 490 Kč     | 449 $   |
| iPhone SE (2020)  | 256 GiB         | nejlevnější             | 15. dubna 2020   | 17. dubna 2020    | 17. dubna 2020    | –               | –               | 17 590 Kč     | 549 $   |
| iPhone 13 mini    | 128 GiB         | nejlevnější             | 14. září 2021    |                   |                   |                 |                 | 19 990 Kč     | 699 $   |
| iPhone 13         | 128 GiB         | nejlevnější             | 14. září 2021    |                   |                   |                 |                 | 22 990 Kč     | 799 $   |
| iPhone 13 Pro     | 128 GiB         | nejlevnější             | 14. září 2021    |                   |                   |                 |                 | 28 990 Kč     | 999 $   |
| iPhone 13 Pro Max | 128 GiB         | nejlevnější             | 14. září 2021    |                   |                   |                 |                 | 31 990 Kč     | 1099 $  |

1. 1 2  Pouze v rámci roční tarifní smlouvy s AT&T, jedná se o blokovaný telefon.
2. 1 2  Bez kontraktu, možno koupit u AT&T.
3. 1 2 3   Cena u operátora Vodafone, jedná se o nedotovaný telefon.

### Počty prodaných kusů
iPhone je nejprodávanějším produktem na světě hned po knižní sérii Harry Potter, které se prodalo 500 milionů kusů. K týdnu mezi 18. a 24. červencem 2016 byla prodána 1 miliarda iPhonů.
| Rok  | Q1 (říj.–pros.) | Q2 (led.–bře.) | Q3 (dub.–čer.) | Q4 (črv.–září) | Suma kvartálů | Celkový součet |
| ---- | --------------- | -------------- | -------------- | -------------- | ------------- | -------------- |
| 2007 |                 |                | 270 000        | 46 677 000     | 216 756 000   | 1 250 372 000  |
| 2018 | 77 316 000      | 52 217 000     | 41 300 000     |                | 170 833 000   | 1 418 205 000  |

| Graf vývoje sumy kvartálů                           |
| --------------------------------------------------- |
| Grafy jsou z technických důvodů dočasně nedostupné. |

| Graf vývoje celkové sumy prodaných iPhonů           |
| --------------------------------------------------- |
| Grafy jsou z technických důvodů dočasně nedostupné. |

## Software

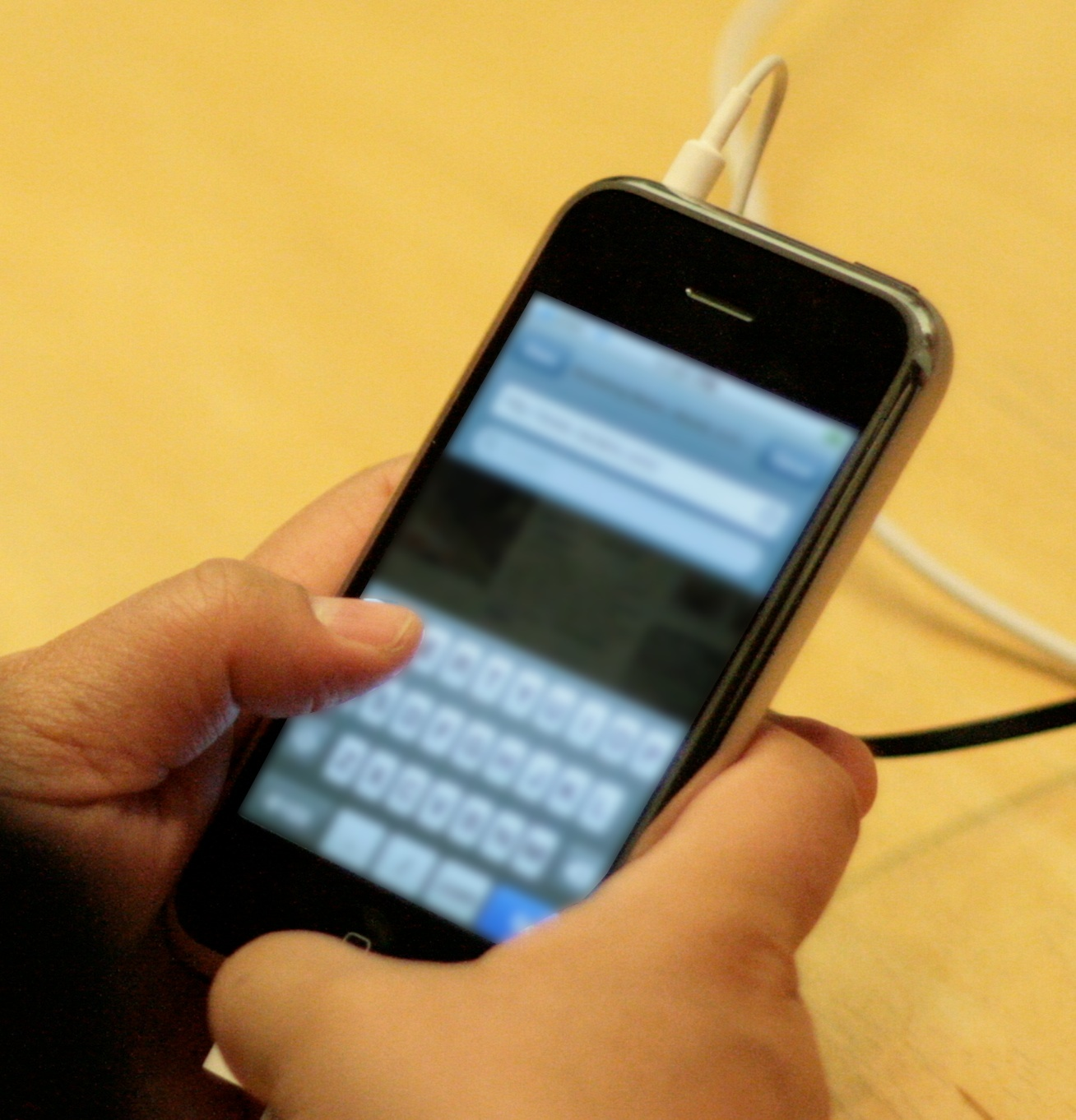
Virtuální klávesnice na dotykovém displeji iPhonu

iPhone je vybaven operačním systémem iOS, který je odvozen od počítačového macOSu (krátce po představení prvního iPhonu byl systém označován jako OS X). Důraz je kladen na intuitivní ovládání a propojení s internetem.
Přístroj obsahuje webový prohlížeč Safari, který je běžný na macOSu. Na iPhonu naleznete verzi zjednodušenou pro snadné ovládání pomocí dotykového displeje. Podporuje záložky a panely (tabs), zobrazuje webové stránky obsahující HTML, JavaScript a AJAX ([eidžæks]), ale nepodporuje technologie Java a Flash. Pro prohlížení a psaní e-mailů slouží aplikace Mail.
Aplikace Mapy zobrazuje mapy a družicové snímky Země stahované z různých zdrojů a sestavené Applem. Maps umožňují vyhledávání objektů a cesty z jednoho místa na druhé, zobrazují intenzitu provozu na silnicích a lze je využít jako krokovou navigaci. Od firmwaru 1.1.3 je možné stanovit polohu mobilu na mapě podle okolních přístupových bodů wi-fi a BTS mobilního operátora, na 3G iPhonu i pomocí GPS. Na iPhonu 3GS a iPhone 4/4S a na 5/5S je možné nechat mapu automaticky natočit podle skutečné polohy.
iPhone obsahuje multimediální přehrávač iPod, který přehraje hudbu, videa a podcasty nahrané na mobil z počítačového programu iTunes. V něm se otvírají i odkazy na YouTube videa z jiných aplikací (Safari, Mail). Prohlížet a synchronizovat s počítačem lze také obrázky, k jejich zaznamenání slouží digitální fotoaparát. Dále na iPhonu naleznete kalkulačku (od verze 2.0 i s vědeckými funkcemi), kalendář, poznámky a s využitím internetu také aktuální počasí a kurzy akcií. Několik měsíců po zahájení prodeje iPhonu přibyla možnost využívat přímo na mobilu iTunes Store a ve firmwaru 2.0 App Store. Ve verzi 3.0 přibyla možnost pořizování audiozáznamů, na iPhone 3GS je i možnost natáčet video.

### Aplikace

#### Seznam předinstalovaných aplikací
Následující aplikace jsou předinstalovány na iPhonu s firmware 3.0 a vyšším (pořadí podle výchozího třídění, na prvních 4 místech aplikace v doku):
- Telefon
- Mail
- Safari
- Hudba (dříve iPod)
- Zprávy
- Kalendář
- Obrázky
- Fotoaparát
- Akcie
- Mapy
- Počasí
- Diktafon
- Poznámky
- Hodiny
- Kalkulačka
- Nastavení
- Domácnost
- FaceTime
- Zkratky
- Tipy
- Přeložit
- Soubory
- TV
- Měření
- Wallet
- iTunes Store
- App Store
- Kompas – pouze iPhone 3GS a novější
- Kontakty
- Game Center – od iOS 4.1 na iPhone 3GS a novějších, u iOS 10 chybí
- Kiosek – od iOS 5
- Připomínky – od iOS 5
- Passbook – od iOS 6
- Podcasty – od iOS 6

##### Aplikace Telefon
Aplikace Telefon slouží k telefonování, pomocí skrytých kódů umožňuje zobrazit některé vlastnosti mobilního telefonu, např. kód *#06# zobrazí číslo IMEI, #31#telefonní číslo + „Call“ zablokuje zobrazování čísla uživatele v aktuálním hovoru, či *#5005*7672# + „Call“ zobrazí číslo SMS centra aktuálního operátora.

#### App Store
Aplikace schválené Applem lze získat pomocí App Store (jedná se o předinstalovanou aplikaci), což je část internetového obchodu iTunes Store věnovaná aplikacím. Přistupovat na něj lze z počítače pomocí programu iTunes nebo přímo aplikace z iPhonu s firmwarem verze 2.0 nebo vyšší.

#### Volitelné aplikace
Dne 6. března 2008 Apple představil betaverzi SDK, která umožnila vytváření nativních aplikací třetím stranám. Aplikace je možné instalovat na firmware verze 2.0 a vyšší. Předtím, než byla oficiálně poskytnuta možnost nahrávání aplikací, se dala používat aplikace Installer – vlastně nelegální obdoba App Store. Ta se do iPhonu (nebo iPodu Touch) dá nahrát po tzv. jailbreaku (zpřístupní iPhone neschváleným nativním aplikacím s využitím bezpečnostní chyby).

### Verzefirmwaru
| Číslo firmware | Poznámka | Odkaz na web Apple |
| -------------- | --- | ------------------ |
| 1.0.2          | nejstarší firmware, který se dostal do volně prodávaných mobilních telefonů |                    |
| 1.1.1          | dlouhou dobu nejoblíbenější firmware mezi uživateli neschválených aplikací |                    |
| 1.1.2          | posílení bezpečnosti, dlouho šel odblokovat jen pomocí TurboSIM |                    |
| 1.1.3          | nové funkce – určení polohy, přístup na iTunes Store |                    |
| 1.1.4          | další nové funkce, většina aplikací instalovaných přes Installer je kompatibilní s 1.1.4 |                    |
| 2.0.0          | podpora Microsoft Exchange Serveru, umožňuje oficiální stahování a instalaci přídavných aplikací (App Store) |                    |
| 2.0.1          | výrazné vylepšení stability aplikace Kontakty a Kalendáře, vylepšení výkonu Safari v landscape módu |                    |
| 2.0.2          | oprava problémů s 3G připojením a pomalou odezvou klávesnice |                    |
| 2.1.0          | vydána 12. září 2008, doplňuje českou QWERTY klávesnici, zlepšuje stabilitu s aplikacemi třetích stran a prodlužuje výdrž baterie |                    |
| 2.2.0          | aktualizace map (Google Street View), oprava zobrazování HTML formátování v Mailu, zlepšení stability Safari |                    |
| 2.2.1          | vylepšení stability Safari, opravuje chybu, kdy se obrázky uložené z mailu nezobrazovaly v Camera Roll |                    |
| 3.0            | uvolněná 16. června 2009 obsahuje přibližně 100 vylepšení jako kopírování a vkládání, možnost sdílení připojení, zasílání MMS, nahrávání videa (s modelem 3GS) atd. a opravuje 46 bezpečnostních děr |                    |
| 3.0.1          | vydána 31. července 2009, opravuje závažnou zranitelnost – možnost spustit jakýkoli kód zaslaný pomocí SMS |                    |
| 3.1            | 15. července 2009 vydána 2. betaverze, odstraňuje některé další bezpečnostní díry, vylepšuje střih videa, umožňuje bezdrátové připojení s iPhone při vývoji aplikací a obsahuje API pro práci s videem, jež umožní vznik aplikací využívající rozšířené reality. |                    |
| 3.1.2          | opravuje problém z probuzení iPhonu |                    |
| 3.1.3          | opravuje přesnost ukazatele baterie, poslední verze podporující původní iPhone |                    |
| 4.0            | vydáno 22. června 2010, celkově 100 nových vlastností – multitasking, složky, rozšíření aplikace Mail a reklamní platforma iAd |                    |
| 4.0.1          | upravuje citlivost a vzhled ukazatele signálu |                    |
| 4.0.2          | opravuje bezpečnostní chybu v prohlížeči Safari, která automaticky otevírala záškodnické soubory PDF. Díky této chybě byl možný jailbreak přes jailbreakme.com |                    |
| 4.1            | zvyšuje rychlost iPhonu 3G, do modelů 3GS a 4 přibyl GameCenter, přidána funkce HDR fotografií, možnost předplatit si jednotlivé seriály v iTunes Store přímo z iPhone, přidána hudební sociální síť Applu Ping, možnost uploadovat nahraná videa na YouTube |                    |
| 4.2.1          | zvyšuje rychlost iPhonu 3G, přidává funkci AirPlay, možnost streamu videa a hudby z iPhonu do Apple TV nebo iTunes, AirPrint, možnost tisknout přes wifi a ovládání hlasitosti do multitasking docku |                    |
| 4.3            | ukončena podpora modelu iPhone 3G, drobná vylepšení služby AirPlay, dramaticky zvýšen výkon jádra Safari (webového prohlížeče). Možnosti vytvořit Wi-Fi hotspot (jen iPhone 4) |                    |
| 5.0            | uvolněna 12. října 2011, kromě iPhone 4S k dispozici i pro iPhone 3GS, iPhone 4, iPad, iPad 2 a iPod touch 3. a 4. generace. Přibylo např. nové notifikační centrum, integrace s Twitterem, aplikace iMessage, možnost propojení s PC bez nutnosti použít USB a bylo zvýšeno zabezpečení proti úniku citlivých dat při firemním nasazení, včetně větších možností vzdálené správy IT administrátory. |                    |
| 5.0.1          | uvolněna 10. listopadu 2011, oprava chyb |                    |
| 5.1            | vylepšení výdrže baterie zejména u iPhone 4S, vypínaní 3G u iPhone 4S, na lockscreenu posuvné tlačítko fotoaparátu, pomocí kterého lze aktivovat fotoaparát snadno i ze zamčené obrazovky |                    |
| 5.1.1          | spolehlivější používání funkce HDR při focení skrze zkratku ze zamykací obrazovky, zlepšuje spolehlivost synchronizace záložek a seznamů prohlížeče safari, oprava chybové hlášky „Nelze koupit“ po úspěšném nákupu, oprava problémů při přehrávání přes AirPlay |                    |
| 6.0            | představena 11. června 2012, dostupná má být na podzim 2012. Přináší 200 nových funkcí, mezi nimiž jsou např. mapy od Applu, automobilová navigace, nové funkce Siri, rozšíření podporovaných jazyků, režim Nerušit, integrace Facebooku, aplikace Passbook, Facetime přes mobilní sítě, sdílený Photostream. iOS 6 má být dostupný pro iPhone 3GS, 4, 4S, iPad 2, iPad 3. generace a iPod touch 4. generace |                    |
| 6.0.1          | oprava chyby, která zabraňovala iPhone 5 v bezdrátové instalaci software. Oprava chyby, která mohla způsobovat zobrazení vodorovných linek na klávesnici. Oprava problému, který mohl způsobovat nespuštění blesku fotoaparátu. Zvýšení spolehlivosti iPhone 5 a iPod touch 5. generace. Šifrovaných WPA 2, Wi-Fi sítích. Řešení problému, který v některých případech bránil iPhone v použití mobilní sítě. Konsolidace přepínače použití mobilních dat pro službu iTunes Match. Oprava chyby v kódovém zámku, která v některých případech umožňovala přístup k podrobnostem v Passbook. Oprava chyby, která postihovala schůzky v Exchange |                    |
| 6.1            | update přináší podporu LTE u dalších 36 světových operátorů u iPhone a 23 operátorů pro iPad. Mezi dalšími vylepšeními je například úprava zobrazení ovládání puštěné hudby na zamčené obrazovce, iTunes Match opět nabízí stažení jednotlivých skladeb, jak tomu bylo dříve |                    |
| 6.1.1          | verze určená pouze pro iPhone 4S, opravující problémy s připojením do mobilní sítě |                    |
| 6.1.2          | oprava problému s Exchange kalendářem, který způsoboval vybíjení baterie a zamzrání přístroje |                    |
| 6.1.3          | opravuje chybu která umožňovala překonat passcode zamknutého přístroje |                    |
| 6.1.4          | vylepšen hlasitý odposlech |                    |
| 7.0.0          | uvolněna s novými iPhony v září 2013, dostupná pro iPhony 4, 4S, 5 + 5S a 5C již mají tento systém předinstalovaný. Přináší kompletně nový vzhled systému, funkci AirPlay |                    |
| 7.0.1          | oprava chyby kdy nebylo možné při nákupech z iTunes používat Touch ID namísto passcode |                    |
| 7.0.2          | opravuje chybu která umožňovala překonat passcode zamknutého přístroje |                    |
| 7.0.3          | nově podpora ukládání hesel na iCloudu a generátor hesel pro Safari |                    |
| 7.0.4          | oprava chyb, například oprava samovolného zavěšování hovoru v aplikaci Facetime |                    |
| 7.0.5          | aktualizace je určená pro iPhone 5S a 5C a upravuje drobné chyby spojené s mobilními sítěmi v Číně, Evropě a jihovýchodní Asii |                    |
| 7.0.6          | aktualizace zabezpečení přináší opravu ověřování připojení přes SSL, opravuje chybu v zabezpečení všech Apple zařízení |                    |
| 7.1            | velké zrychlení systému u iPhone 4, přidán mužský hlas Siri, opravení pádů grafického rozhraní, změna softwarové klávesnice |                    |
| 8.0            | systém uvolněn v září 2014 s novými iPhony 6 a 6 Plus, obsahuje aplikaci Zdraví |                    |
| 8.0.1          | opravuje problémy s Touch ID a mobilní konektivitou |                    |
| 8.0.2          | opravuje chyby předchozích aktualizací |                    |
| 8.1            | nové funkce, vylepšení applikace Obrázky, Zprávy, oprava chyb Wi-Fi, handsfree | apple.com          |
| 8.1.1          | oprava chyb, zvýšeni stability, zlepšení výkonu iPhone 4s | apple.com          |
| 8.1.2          | řeší problém, kdy ze zařízení mizely vyzvánění zakoupené v iTunes Store | apple.com          |
| 8.1.3          | zmenšení velikosti úložiště potřebné k aktualizaci softwaru | apple.com          |
| 8.2            | vylepšena aplikace Zdraví, podpora Apple Watch | apple.com          |
| 8.3            | vylepšení výkonu spouštění a odezvy aplikací, Wi-Fi, ovládacího centra a otáčení obrazovky | apple.com          |
| 8.4            | vylepšená aplikace Hudba, iBooks | apple.com          |
| 8.4.1          | vylepšení a opravy Apple Music | apple.com          |
| 9.0            | Intuitivní asistence, vylepšení Siri, vyhledávání ve Spotlightu, Vylepšení Map, Poznámek, News, Mailu, Apple Pay a Walletu, Delší výdrž baterie, dvojúrovňové ověřování, nové systémové písmo San Francisco | apple.com          |
| 9.0.1          | oprava problému, kdy nebylo možné přeskočit průvodce nastavení, oprava problémů s budíky (některé uživatele přestaly budit) | apple.com          |
| 9.0.2          | oprava problému cyklického zapínání a vypínání mobilních dat pro aplikace, oprava iMessage a iCloud | apple.com          |
| 9.1            | Live Photos vylepšení, 150 nových emoji | apple.com          |
| 9.2            | Apple Music vylepšení, arabština pro Siri, podpora pro USB čtečky SD karet | apple.com          |
| 9.2.1          | opravy chyb zabezpečení, při použití MDM serveru nešlo dokončit instalaci aplikací | apple.com          |
| 9.3            | Night Shift, vylepšené Poznámky, Zdraví, Apple Music | apple.com          |
| 9.3.1          | opravy problému při zablokování aplikací po klepnutí na specifický odkaz v Safari | apple.com          |
| 9.3.2          | oprava chyb při párování Bluetooth sluchátek | apple.com          |
| 9.3.4          | bezpečnostní aktualizace, šifrování, ochrana proti brute force passcode útokům | apple.com          |
| 9.3.5          | bezpečnostní aktualizace, šifrování, ochrana proti brute force passcode útokům | apple.com          |
| 10.0           | přepracovaný iMessage, vylepšení Siri, Map, Fotek, Domácnosti, nové interakce, Apple Pay v Safari | apple.com          |
| 10.0.1         | přepracovaný iMessage, vylepšení Siri, Map, Fotek, Domácnosti, nové interakce, Apple Pay v Safari | apple.com          |
| 10.0.2         | řeší problém, který mohl bránit fungování zvukových ovladačů sluchátek; opravuje problém, který po zapnutí knihovny fotografií na iCloudu u některých uživatelů způsoboval ukončení aplikace Fotky | apple.com          |
| 10.0.3         | opravy chyb včetně problému, který mohl u některých uživatelů způsobovat dočasnou ztrátu mobilního připojení | apple.com          |
| 10.1           | portrétní fotoaparát umožňuje vytvářet efekt hloubkové ostrosti (beta verze), mapy zobrazují data veřejné dopravy (jen některá zahraniční města) | apple.com          |
| 10.1.1         | opravy chyb včetně problému, který některým uživatelům bránil v zobrazování zdravotních dat | apple.com          |
| 10.2           | redesignované emotikony, vylepšení stabilizace Live Photos | apple.com          |
| 10.2.1         | vylepšuje správu napájení při špičkové zátěži, aby se iPhone nevypínal | apple.com          |
| 10.3           | možnosti vyhledat AirPody pomocí služby Najít iPhone, nové možností využití Siri v platebních aplikacích, aplikacích pro objednávání jízd a aplikacích výrobců aut | apple.com          |
| 10.3.1         | opravy chyb a vylepšení zabezpečení | apple.com          |
| 10.3.2         | opravy chyb a vylepšení zabezpečení | apple.com          |
| 10.3.3         | opravy chyb a vylepšení zabezpečení | apple.com          |
| 11.0           | drobné změny designu (tučnější text, přepracované aplikace kalkulačky a telefonu, zamykací obrazovky a ovládacího centra, které je nyní přizpůsobitelné), vylepšení schopností Siri + získala přirozenější hlas, drag&drop umožňuje omezenou práci se soubory (nově uveden velmi jednoduchý souborový systém), HomeKit podporuje reproduktory, App Store bylo přepracováno, API obsahuje CoreML (knihovna pro práci s umělou inteligencí) a ARkit (knihovna pro augmentovanou realitu) |                    |